# Fregenal de la Sierra
Fregenal de la Sierra (originalmente Frexnal o Frexenal) es un municipio y localidad de España, en la provincia de Badajoz, comunidad autónoma de Extremadura. Se sitúa en el cuadrante noroccidental de Sierra Morena, a unos 572 metros sobre el nivel del mar.
Debido a su posición geográfica, la localidad está encuadrada en una encrucijada histórica. Su fundación se circunscribe a un conflicto entre el Concejo de Sevilla, que recibió el territorio por Real Privilegio de Alfonso X en 1253, y los caballeros de la Orden del Temple, a quienes se atribuye la construcción del castillo de Fregenal, donado a la orden en 1283 por el mismo monarca. A partir de 1312, la villa de Frexenal volvió a engrosar los territorios del reino de Sevilla, a la vez que formaba parte de la diócesis de Badajoz. En 1833, tras 585 años de existencia, el Real Decreto de 30 de noviembre suprimió el reino de Sevilla, creando las actuales provincias de Sevilla, Huelva y Cádiz; e incorporando a Fregenal a la provincia de Badajoz.
El 5 de febrero de 1873 Amadeo I de España concedió un título honorífico de ciudad a Fregenal, a propuesta del ministro de Gobernación Manuel Ruiz Zorrilla, de acuerdo con el Consejo de Ministros. Dada su riqueza patrimonial, como así lo verifica su conjunto histórico y artístico declarado Bien de Interés Cultural en 1991, el conjunto arqueológico de Nertobriga Concordia Iulia declarado de igual forma en 2013, la declaración en 2020 del conjunto de menhires de la cuenca del río Ardila, y del cartel de Nitrato de Chile localizado junto a su estación de trenes en 2023, o la inclusión en 2023 de la ermita medieval de San Miguel de los Fresnos en el Inventario de Patrimonio Histórico y Cultural de Extremadura, está considerado como uno de los destinos culturales y turísticos emergentes más importantes de la provincia de Badajoz. 
Como reflejo de su tradición popular, mezcolanza del folklore bético, andaluz y extremeño; es uno de los principales focos culturales del suroeste peninsular. Destaca del acervo heredados por los frexnenses la Danza y Fiesta de la Virgen de la Salud, declarada en 2017 como Bien de Interés Cultural, en la categoría de Bien Inmaterial, por la Junta de Extremadura. Un folklore que en suma a las obras creadas en honor a la Patrona de Fregenal, Nuestra Señora Santa María de los Remedios, es recogido por instituciones culturales de la ciudad como la Coral Frexnense o el Grupo Folklórico Los Jateros, para mostrarlas anualmente junto con las tradiciones venidas de todas las partes del mundo en el Festival Internacional de la Sierra, declarado Fiesta de Interés Turístico Nacional en 2018.
Entre sus más ilustres hijos se encuentran Benito Arias Montano, humanista, hebraísta, biólogo y escritor políglota que participó en el Concilio de Trento, en la redacción de la Biblia Políglota de Amberes y se encargó de la catalogación y organización de las obras que se encontraban en la Biblioteca del Real Monasterio de El Escorial, una de las mayores de la cristiandad; Juan Bravo Murillo, presidente del Consejo de Ministros durante el reinado de Isabel II, participando de diversos gobiernos moderados, mandó construir el Canal de Isabel II, introdujo el sistema métrico decimal en España y aprobó la Ley de Puertos Francos de Canarias, reformando y creando las bases de la hacienda española; Rodrigo Sánchez-Arjona y Sánchez-Arjona, que realizó la primera comunicación rural por línea privada telefónica en España, entre su casa en Fregenal y una finca en su propiedad llamada de Las Mimbres; y Eugenio Hermoso, pintor perteneciente a la Real Academia de Bellas Artes de San Fernando y ganador la Medalla de Honor en la Exposición Nacional de Bellas Artes en 1948 con sus cuadros Altar y Las Siembras, siendo uno de los pintores más importantes de Extremadura.

## Símbolos

### Escudo
El escudo de Fregenal de la Sierra está compuesto, en su forma básica, por un único cuartel circular. A éste suele añadirse un campo rojo a su alrededor. Está coronado con una corona real, aunque a lo largo del tiempo han existido modificaciones (durante la Segunda República fue utilizada una corona mural).
En el interior del cuartel encontramos la representación de dos fresnos, el árbol de la ciudad. Como puede deducirse fácilmente, el propio nombre de la localidad hace referencia a este árbol, que era considerado por la Orden del Temple (repobladora de la ciudad) como sagrado.
Flanqueado por los dos fresnos, aparece un libro cruzado por una espada. En el interior del libro, y escrito en latín aparece el lema de la ciudad: Litteris Armata et Armis Decorata ('Armada por las letras y decorada por las armas'). El lema es atribuido al humanista y escritor políglota de origen frexnense Benito Arias Montano. En el mismo se loa la grandeza de los ilustres hombres que iluminan y engrandecen el nombre de Fregenal. A su vez se refiere a las numerosas familias nobiliarias que cuentan con su residencia en la ciudad, que a lo largo de su historia han contribuido a engrandecerla en belleza y cultura.

### Bandera

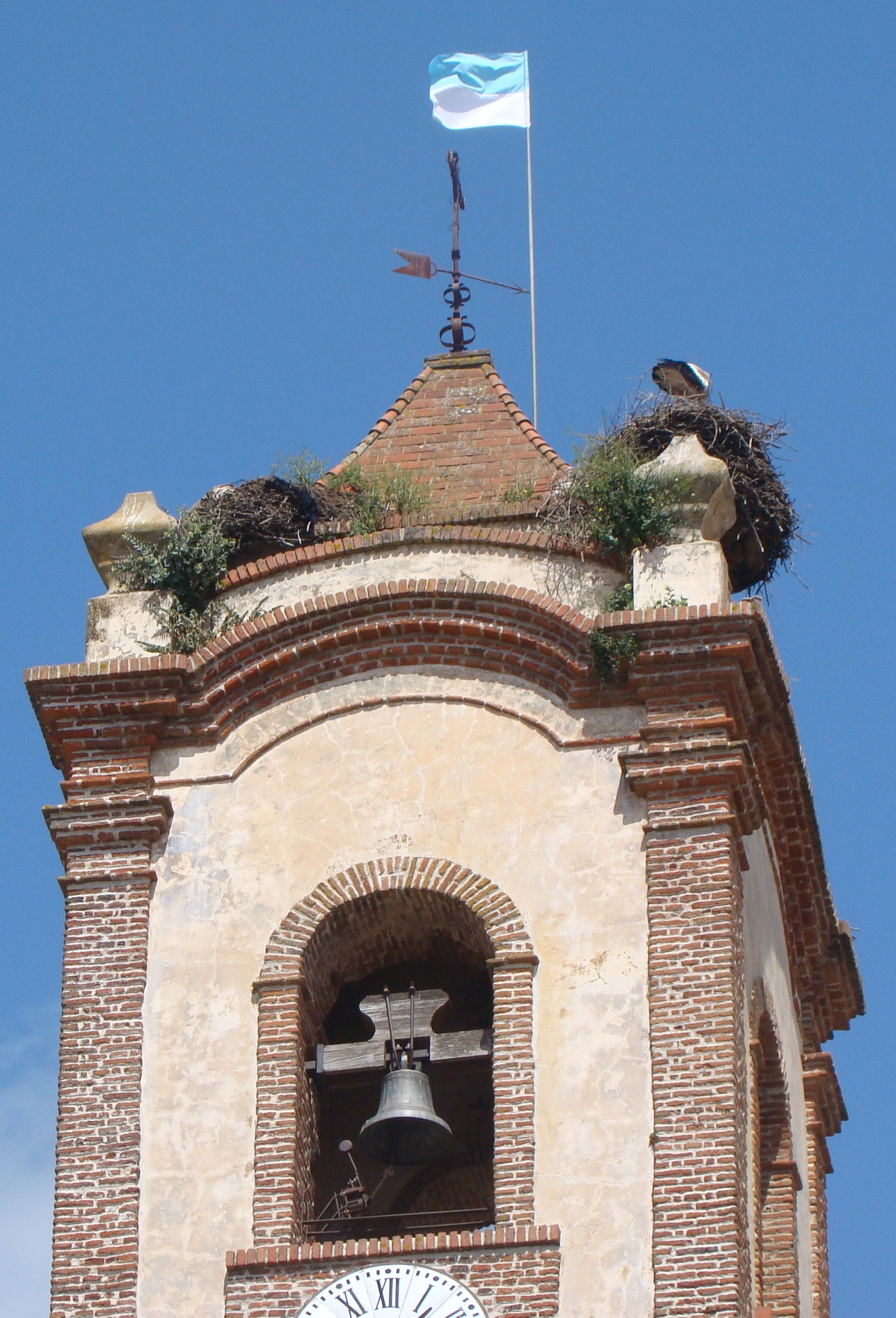
Bandera de los frexnenses sobre la Torre del Homenaje del castillo de Fregenal

Oficialmente, el Ayuntamiento de Fregenal de la Sierra nunca ha emitido un reglamento a través del cual se postulen las bases para el diseño de una bandera para la ciudad. Sin embargo, la insignia de la Patrona de Fregenal, la Virgen de los Remedios, ha sido tomada por los frexnenses como símbolo, y como bandera que les representa.
La enseña de la Patrona permanece continuamente izada en la torre del homenaje del castillo templario de Fregenal de la Sierra. Cada cierto período, la bandera es sustituida, normalmente coincidiendo con las fiestas patronales en honor a Santa María de los Remedios.
La bandera está compuesta por dos franjas horizontales. La franja superior es de color azul y la inferior de color blanco.

## Geografía

Mapa municipal de la provincia de Badajoz con sus partidos judiciales, entre ellos el partido judicial de Fregenal de la Sierra

Integrado en la comarca de Sierra Suroeste, se sitúa a 94 kilómetros de la capital provincial. El término municipal está atravesado por las siguientes carreteras: 
- Carretera nacional N-435, entre los pK 89 y 95, que une Badajoz con Huelva
- Carretera autonómica EX-101, que se dirige hacia Valverde de Burguillos y Zafra
- Carretera autonómica EX-201, que se dirige hacia Segura de León
- Carretera local BA-160, entre Valencia del Ventoso y Bodonal de la Sierra

El relieve del municipio está definido por la transición entre la llanura extremeña y las primeras elevaciones de Sierra Morena, destacando las numerosas dehesas. El río Ardila hace de límite por el norte y noreste con Burguillos del Cerro y Valencia del Ventoso mientras que el arroyo de la Parrilla, marca el límite occidental con Jerez de los Caballeros. Otros pequeños arroyos y barrancos serpentean entre las sierras y colinas. La altitud oscila entre los 700 metros al oeste, en el límite con Higuera la Real, y los 300 metros a orillas del río Ardila. El pueblo se alza a 572 metros sobre el nivel del mar. 
| Noroeste: Jerez de los Caballeros                | Norte: Burguillos del Cerro                     | Noreste: Valencia del Ventoso                  |
| Oeste: Higuera la Real y Jerez de los Caballeros |                                                 | Este: Valencia del Ventoso                     |
| Suroeste Higuera la Real                         | Sur: Fuentes de León y Cumbres Mayores (Huelva) | Sureste: Segura de León y Bodonal de la Sierra |

## Historia

### Edad Antigua

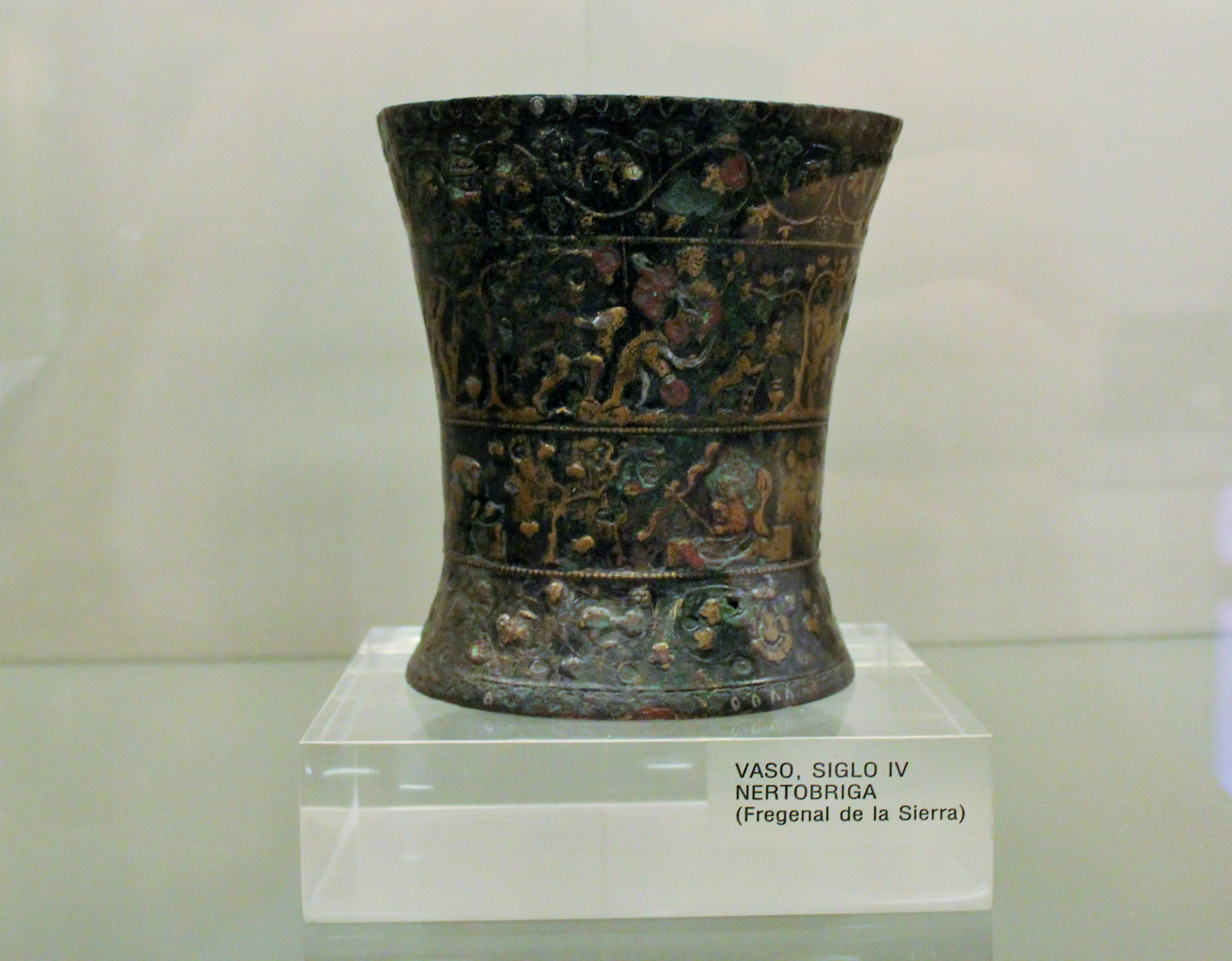
Kalathos decorado de bronce procedente de Nertóbriga (Museo Arqueológico Provincial de Badajoz)

Los yacimientos ubicados en el actual término municipal de Fregenal de la Sierra se remontan al Calcolítico. Dentro del conjunto de menhires de la cuenca del río Ardila, que hace de frontera natural con el municipio de Valencia del Ventoro, destacan los de La Pepina, La Palanca del Moro y los Tres Términos. Todos ellos fueron declarados Bien de Interés Cultural en marzo de 2020.
Los orígenes de la población de Fregenal de la Sierra nos llevan a las cercanías del actual núcleo urbano, lugar donde se sitúan las ruinas, en proceso de excavación e investigación constante, del castro celta de Nertobriga o Nerkobrika. Fundada en la Segunda Edad del Hierro, se enmarcaba dentro de la Baeturia Céltica, y se considera la capital de los celtas betúricos. La principal referencia histórica a Nerkobrika la establece Polibio, que describe su conquista al asalto en el año 152 a. C. por el pretor Marco. Tras la conquista romana, el oppidum céltico fue sustituido por una ciudad romana, denominada Nertobriga Concordia Iulia. Su fundación, muy posiblemente como foederata, se remonta al siglo II a. C. Posteriormente, a finales del siglo I a. C., le fue otorgada la concesión estatutaria de municipium, una deductio compartida con la mayoría de las ciudades célticas de la Baeturia y del Suroeste peninsular. La ciudad formó parte de la provincia de la Hispania Ulterior durante los dos primeros siglos antes de la era cristiana, y posteriormente se encuadró administrativamente en la Baetica, de la que formó parte durante más de siete siglos, hasta el comienzo del periodo andalusí. 

Su relevancia estratégica estuvo ligada igualmente al establecimiento de la sede episcopal en la ciudad, con la expansión del cristianismo. Según cuenta la tradición, fueron obispos de Nertóbriga San Teopompo y San Eutropio. Teopompo fue uno de los primeros obispos que ocuparon la sede episcopal de Nertóbriga durante el siglo III. Fue martirizado bajo el imperio de Diocleciano, siendo Daciano gobernador, al ser decapitado tras bautizar al mago Teonás como Sinesio. El Martirologio Romano cuenta que el martirio del santo ocurrió en la Nertóbriga de la Tarraconense: «de este modo quiso Dios honrar a las dos Nertóbrigas romanas, a Fregenal teniendo un insigne Prelado y a Almuña o Ricla de Aragón como lugar de su martirio». Eutropio ocupó la cátedra de Nertóbriga en el siglo V, siendo su mandato caracterizado por su contestación sonada en contra de la herejía de los Avitos. Como forma de descartar sus dudas contra los Avitos, mantuvo contactos con Agustín de Hipona y Jerónimo, que sustentaron su tesis de herejía lo cual desembocó en la condena de los monjes que la practicaban. Su fallecimiento está fechado el 17 de febrero del 420. La cátedra de Nertóbriga fue suprimida antes del reinado de Wamba, por lo que no hubo más obispos de Nertóbriga tras el siglo VII.

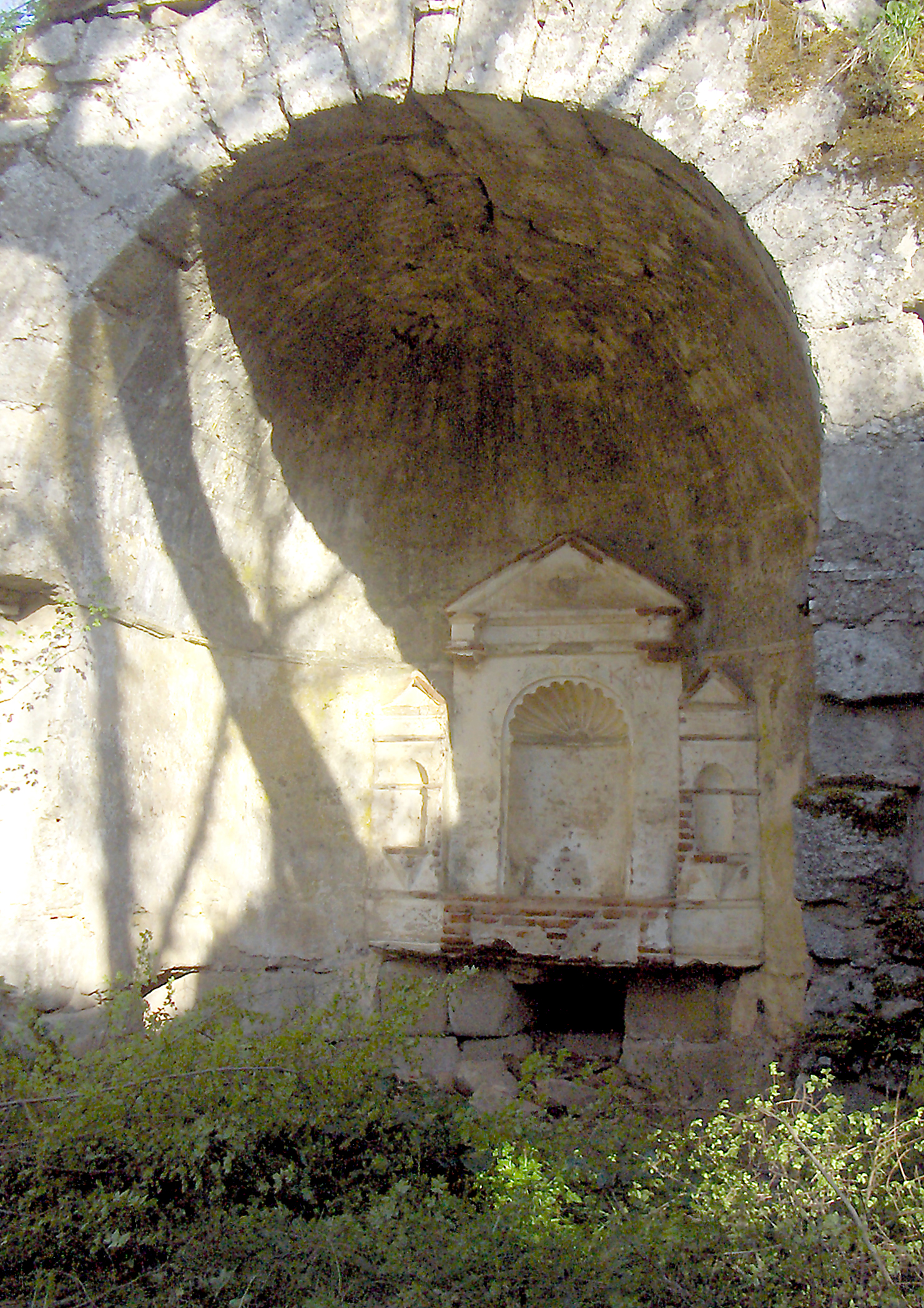
Ábside visigótico de la iglesia del antiguo monasterio de San Miguel de los Fresnos

Las nuevas excavaciones arrojan luz sobre el posible pasado visigodo del lugar. La aparición de los restos de lo que un día pudo ser una torre de vigilancia visigoda, así como de una importante necrópolis musulmana, lleva a los investigadores a afirmar que el lugar fue tomado por la fuerza a la llegada de la nueva religión. Las únicas referencias que hacen los cristianos sobre esta ciudad es el nombre Castillo de Valera, que fue donado por Alfonso X a los Caballeros del Temple.
Cabe destacar, de igual modo, los restos visigodos del monasterio de San Miguel de los Fresnos, situado al este de Fregenal. La construcción de su ábside, de clara tradición visigoda, denota la antigüedad del lugar. La tradición cuenta que el monasterio fue fundado por los santos Honorio y Exuperancio, que curaban con las aguas de un manantial cercano a los enfermos que pasaban por el lugar. Concretamente, San Exuperancio fue un monje benedictino de origen italiano, nacido en torno al año 490. A petición de Sanctina, esposa del rey ostrogodo Teodorico, fue enviado a fundar monasterios con los compañeros Euiemio, Venancio y Adelfio en España; primero estuvo en Pamplona y después bajó a la Bética, concretamente a Nertóbriga hacia el año 572, como afirma, en el año 612, Marco Máximo. Su veneración se basa en su labor evangelizadora por España durante el siglo VI, destacando la fundación de este monasterio junto a su discípulo Honorio. Su fallecimiento está fechado el 26 de mayo del 578.
En cuanto al monasterio desaparecido, destacan los restos conservados el ábside del siglo VII, enmarcado por un arco de herradura que da paso a la bóveda de cuarto de esfera que albergaba el altar dedicado a San Miguel, cuya imagen se conserva en el Museo Nacional de Arte de Cataluña. La nave de arcos ojivales está datada en torno a los siglos XIV y XV, y se conservan aun los muros y el arco apuntado que sirve de entrada al lugar. Debido a su alto valor histórico y arquitectónico, la ermita ha sido incluida en el Inventario de Patrimonio Histórico y Cultural de Extremadura.

### Edad Media

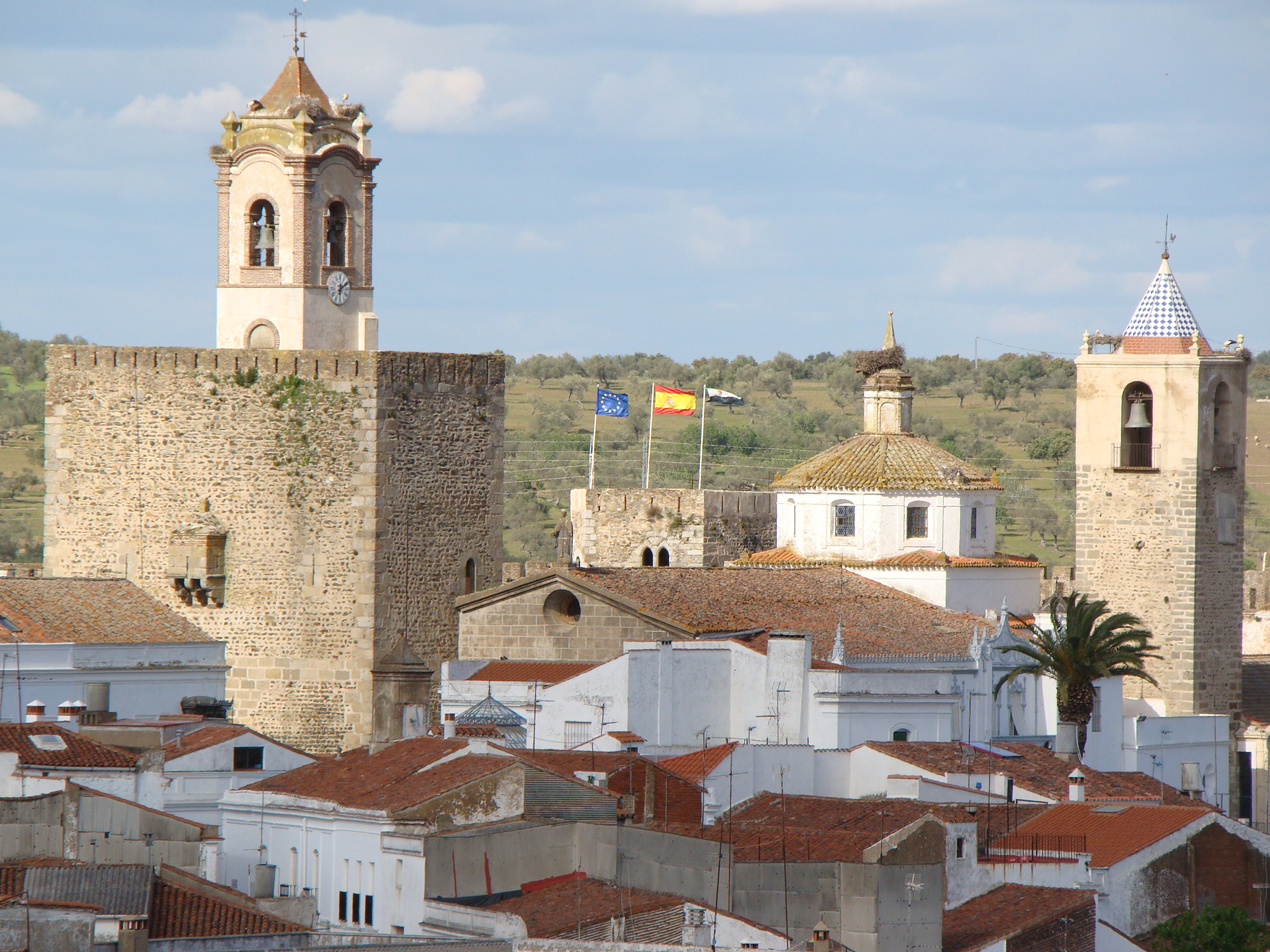
Vista del castillo de Fregenal de la Sierra y la iglesia de Santa María de la Plaza

La conquista de Fregenal a los hispano-musulmanes por Fernando III, con ayuda de la Orden del Temple, se encuentra entre los límites de la leyenda y la historia. La primera aparición de Fregenal en los registros históricos fue en el año 1253, cuando la población pasó a engrosar los dominios del reino de Sevilla, por Real Privilegio de Alfonso X "El Sabio". En lo que respecta a este punto hay un conflicto en las fuentes históricas, entre las que se decantan por establecer Fregenal como uno de los castillos principales de la línea defensiva de la Sierra Norte sevillana, o la inexistencia de este castillo hasta su construcción por los Templarios.
Por tanto, la fecha de construcción del castillo de Fregenal es incierta, según estas fuentes, pero se comprende en algún momento entre 1253 y 1283. La segunda fecha se deriva del Real Privilegio de Alfonso X, que otorga a los Templarios los territorios donde previamente habían construido el castillo de Fregenal. La edificación de la fortaleza se atribuye, por tanto, a los caballeros que dominaban previamente el castillo de Valera, arrebatando así esta tierra al Concejo sevillano, que no había podido mantener el control por la presión del frente bélico abierto con los musulmanes. Junto a Fregenal, la Orden recibiría de igual modo las vecinas ciudades de Jerez de los Caballeros y Ribera del Fresno, tratándose por lo tanto de la mayor encomienda de los templarios en el territorio castellano.
La Orden del Temple, que por tanto puede considerarse la fundadora de la ciudad, permanecerá en el lugar hasta 1308. Al año siguiente, el castillo y las posesiones de Fregenal pasan a ser propiedad de Gonzalo Sánchez de Troncones, por los servicios prestados al rey Fernando IV en el sitio de Algeciras. El dominio del Señorío de Fregenal por Troncones se extendió desde 1309 hasta 1312, cuando Fregenal volverá a formar parte del reino de Sevilla, hecho consumado tras la toma de la fortaleza frexnense por las tropas enviadas por el Concejo de Sevilla. Salvo en cortas etapas del siglo XVI, la población seguirá dependiendo principalmente de la capital del Guadalquivir. Diferentes enfrentamientos bélicos se desarrollarán a lo largo del siglo XV, afectando directamente a Fregenal y a su población, destacando las revueltas nobiliarias contra la subida al trono de Isabel la Católica. Su posición estratégica, cercana a la frontera con el vecino reino de Portugal, la colocarán en el punto de mira de lusos y castellanos. Los Reyes Católicos no obviaron su privilegiada situación, convirtiendo la fortaleza en uno de los principales lugares de organización bélica frente a Portugal. Esta situación llevó en cierta ocasión al rey Fernando de Aragón a dirigirse a Fregenal para dirigir desde allí la contienda junto al maestre de la Orden de Santiago, Alonso de Cárdenas. Del mismo modo cabe destacar la estancia en el castillo frexnense de la hija primogénita de los Reyes Católicos, la infanta Isabel de Aragón, durante la Pascua de 1480 a 1481, cuando viajaba camino de Portugal para desposarse con Alfonso de Portugal, y convertirse en la heredera de la Corona portuguesa.

### Edad Moderna

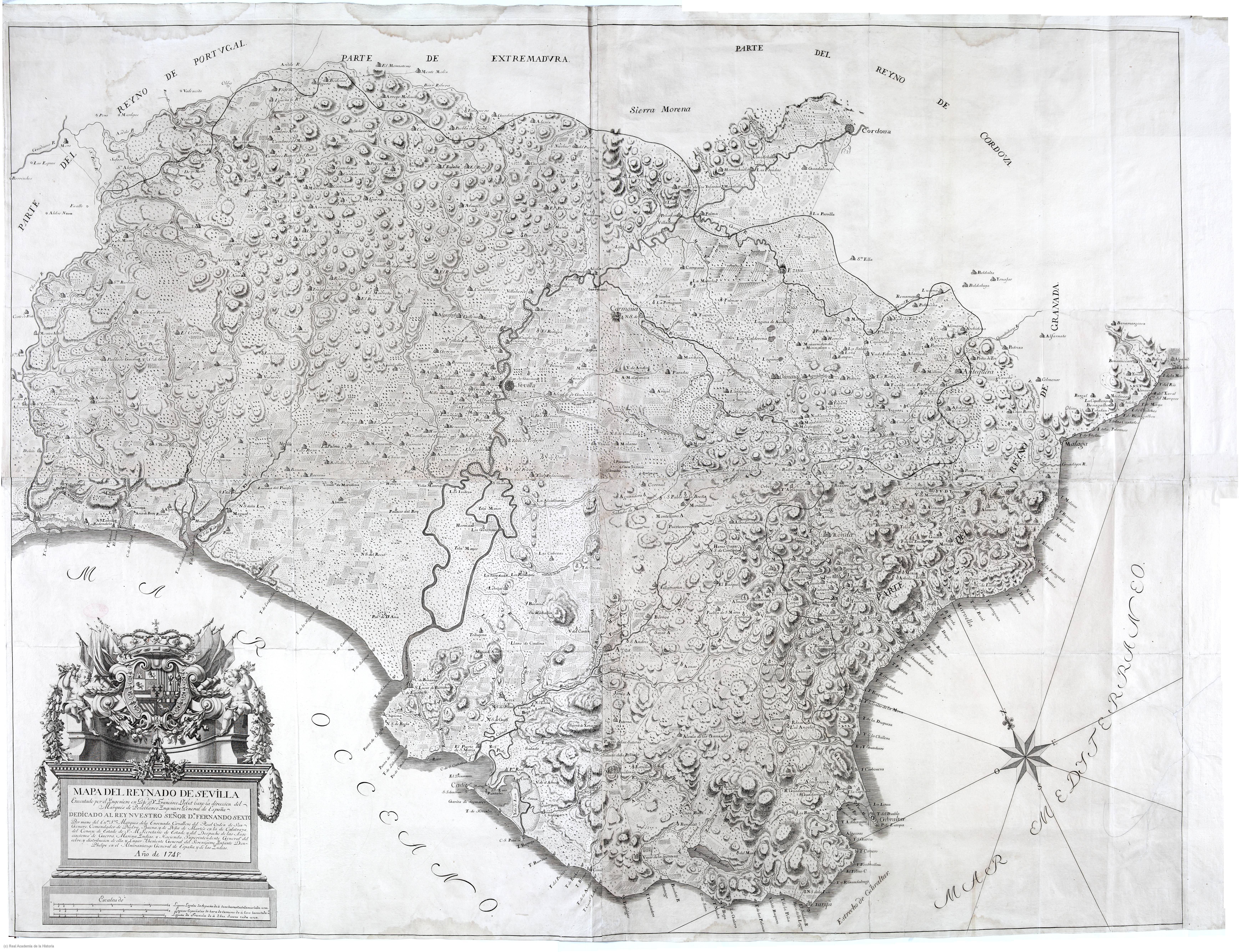
Mapa del Reino de Sevilla, del que formó parte Fregenal, salvo algunos períodos, desde 1253 a 1833

En el siglo XV su jurisdicción se extendía a tres lugares Higuera, Bodonal y Marotera. Curiosa era la situación jurisdiccional tripartita de Fregenal, puesto que en lo espiritual siempre perteneció al Obispado de Badajoz, siendo al mismo tiempo encomienda de la Orden de San Juan de Jerusalén que tras la desaparición del Temple se había quedado con parte de sus bienes. De esta manera perteneció en lo espiritual a Badajoz, en lo decimal a la Orden de San Juan y en lo terrenal al Concejo de Sevilla.
La contribución de Fregenal a la conquista y colonización de América fue importante numéricamente, puesto que según Navarro del Castillo, 105 personas salieron para tierras indianas. Entre los más importantes figuran: Alonso Rodríguez Santos y Benito Arias Montano. Rodríguez Santos, llega a ocupar el cargo de alcalde de Fregenal por el estado noble y estaba casado con María Martínez, hermana del gran humanista frexnense, Benito Arias Montano. De este matrimonio nacieron sus hijos Juan y Benito, junto a quienes viajaría hasta Venezuela en 1592, tras la muerte de la madre de ambos. Consolidó su posición dentro de la ciudad de Caracas con ayuda de sus segundas nupcias en 1607 con Melchora de Vera e Ibargoyen, hija de una importante familia de la ciudad. De la descendencia nacida de este segundo matrimonio nacería la estirpe a la que pertenece Simón Bolívar, considerado el liberador nacional. En Caracas, Rodríguez Santos alternaría su posición de reconocido comerciante con diversos cargos en el Cabildo de la ciudad, como alguacil mayor en 1594, procurador general en 1603 y alcalde ordinario en los años 1609, 1612, 1616, 1620 y 1623. Igualmente, asumiría los papeles del gobernador en territorio venezolano tras la muerte de Tribiño Billames, hasta la llegada del nuevo gobernador. Benito Arias Montano, hijo del anterior y sobrino del gran humanista del mismo nombre, nació igualmente en Fregenal en 1588. La posición de su padre en Caracas le permitió forjar una carrera militar en la marina, ascendido a capitán y ocupando varios cargos en la costa venezolana defendiendo la fortaleza de Araya, y en las islas caribeñas combatiendo la piratería y desalojando a los holandeses de la isla de la Tortuga y la de San Martín que robaban la sal de las salinas del Unare. En 1631 Arias Montano es nombrado gobernador de la región oriental de la actual Venezuela, llamada Nueva Andalucía. Desde su posición promueve la fundación de la ciudad de San Baltasar de los Arias, que actualmente se denomina Cumanacoa, con el objetivo de servir de enlace entre Cumaná y los pueblos de misiones que comienzan a surgir en la comarca sur-oriental donde empezaban a llegar los misioneros españoles.

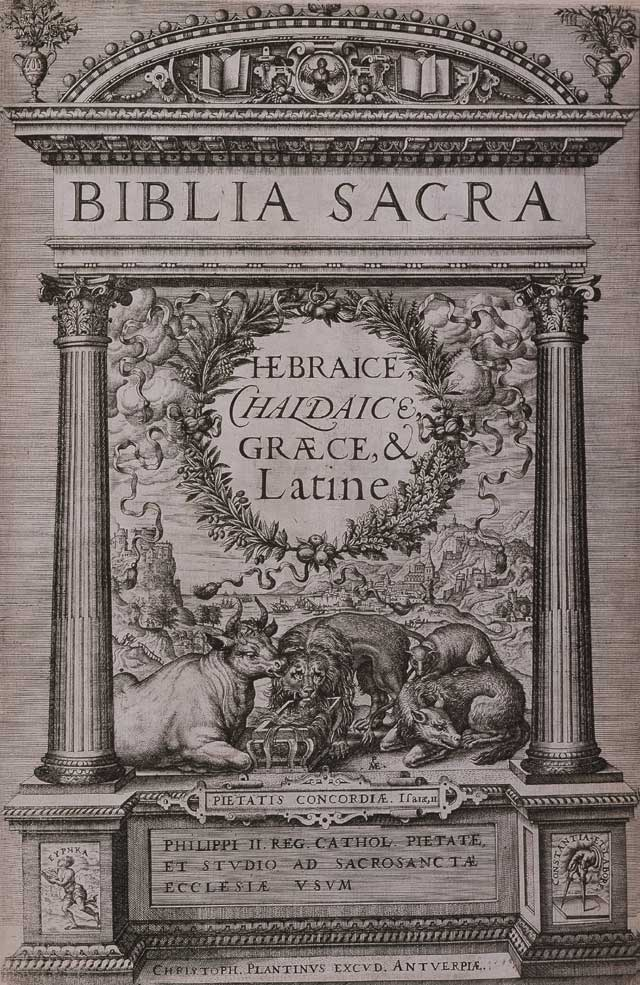
Portada de la Biblia Políglota de Amberes (1568-1572), editada por Benito Arias Montano

A mediados del siglo XVI, la expansión del Humanismo por toda Europa se sustenta sobre una buena parte de la comunidad religiosa del momento. La formación a la que accedían los sacerdotes y prelados les dotaba de conocimientos desarrollados del latín, lo que les aproximaba no solamente a la lectura de las Sagradas Escrituras, sino también al estudio de las fuentes clásicas. Buena cuenta de ello lo da el legado de la Hermandad Sacerdotal de San Pedro, que reunía en torno a sesenta clérigos que se asentaban en la localidad. En estos momentos, Fregenal contaba con tres parroquias en funcionamiento, así como la sede de la Vicaría eclesiástica que extendía su jurisdicción a las localidades de Bodonal, Higuera y Valencia del Ventoso. Esta élite culta fue un componente sustancial de la sociedad frexnense de la época para la expansión del Humanismo en la localidad, en la que adquiere protagonismo indudable el clero de origen judeoconverso. Al igual que ocurría en las cercanas Zafra, Llerena o Segura, antiguas juderías de importancia de la Baja Extremadura, buena parte del clero culto de la zona provenía de familias judeoconversas de primera o segunda generación.
En este clima de expansión de los conocimientos clásicos surgen distintos personajes destacados en la Historia de Fregenal, encabezados todos ellos por el humanista Benito Arias Montano. La primera generación de humanistas frexnenses estuvo especialmente marcada por su condición de judeoconversos, como en los casos de Vasco Díaz Tanco y Francisco Arceo. Vasco Díaz Tanco fue soldado, sacerdote, poeta, teólogo, dramaturgo, actor de teatro y literato. El Catálogo de la Barrera señala que fue autor de tres tragedias, tres comedias, tres sátiras, veinticuatro autos y tres coloquios; además de algunas epístolas; de las que destaca el Jardín del alma cristiana, como una de sus obras de mayor renombre en la época. En su vida recorrió buena parte del continente europeo y el norte de África, hasta que en 1524 huyó a Portugal perseguido por la justicia y fue apresado por corsarios franceses. Puesto en libertad, pasó a Valencia y Cataluña. En 1526 mantenía ya cierta vinculación con la Corte y asistiendo en Sevilla a la boda de Carlos V. Asimismo, presenció el saco de Roma y estuvo presente en la coronación del emperador en Bolonia. A su regreso, se estableció en Valencia, donde emprendió carrera de impresor. En sus últimos años de vida se trasladó a Galicia, donde estableció su imprenta en Orense, compaginando las labores de editor y escritor. Por su parte, Francisco Arceo fue médico y escritor, nacido en Fregenal en 1493. Estudió medicina en la Universidad de Alcalá y trabajó varios años en los hospitales del Monasterio de Guadalupe, alcanzó extraordinaria fama como cirujano. Seis años antes de su muerte, publicó De recta curandorum vulnerum ratione (1574), que fue impresa en Amberes por Cristóbal Plantino gracias a la intervención de Benito Arias Montano. El libro alcanzó una gran difusión en toda Europa; fue reimpreso en latín y traducido al inglés, francés, alemán y neerlandés.

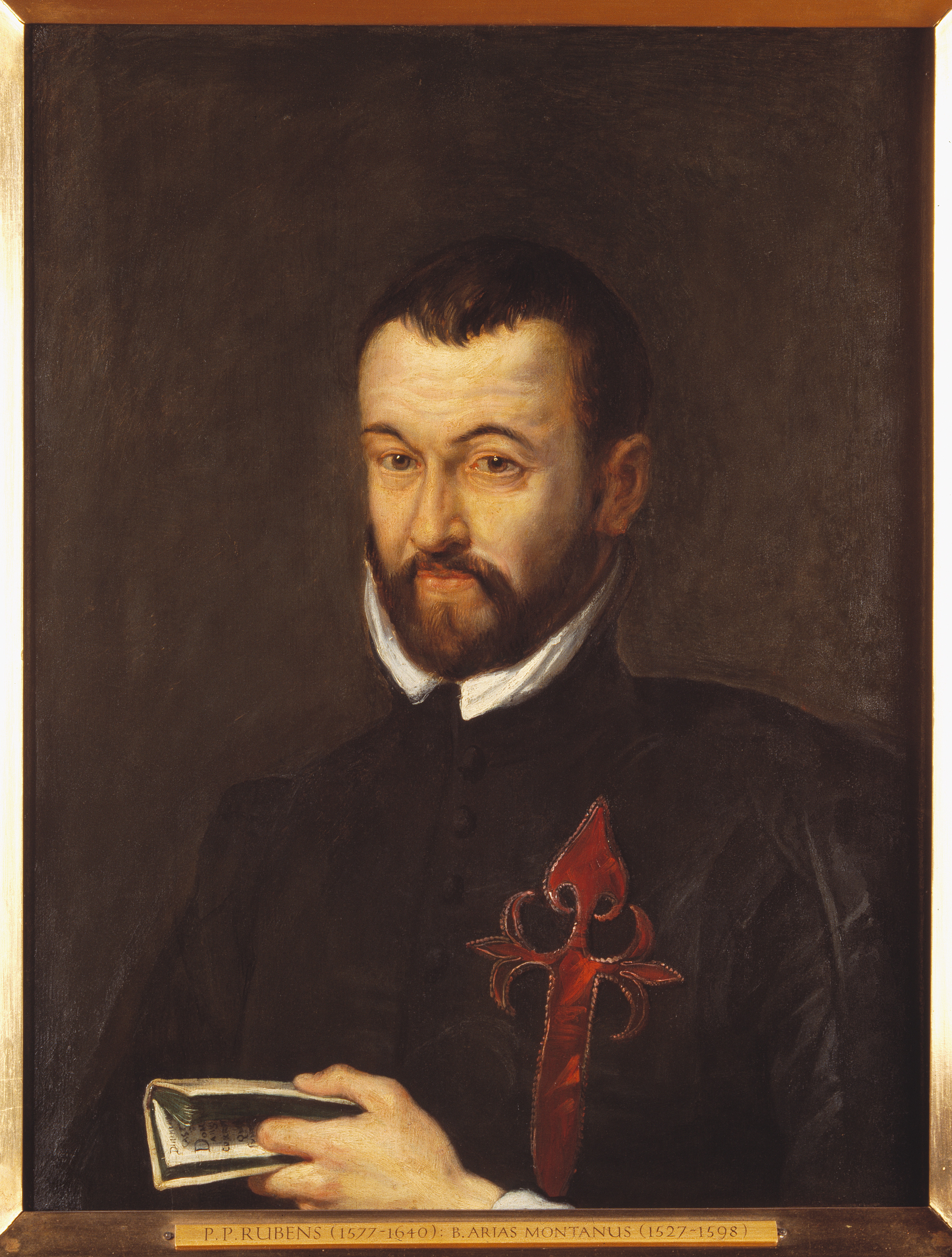
Retrato de Benito Arias Montano atribuido a Peter Paul Rubens

En la antigua calle Ruda de la vieja villa de Frexenal nació en 1527 Benito Arias Montano. Una placa en la casa de su nacimiento hoy día honra al Sapientísimo hijo de Fregenal, el más ilustre entre los frexnenses. Aunque la estancia en la ciudad fuera algo coyuntural, ya que el paso del tiempo le llevaría a vivir en su querida Sevilla, capital del reino en que se encuadraba Fregenal; es importante conocer sus raíces, en una familia, los Arias, de judíos conversos. Igualmente, el hecho de nacer en esta tierra le acarreó el sobrenombre de Montano, por el que mundialmente es conocido. Inició sus estudios en Sevilla, donde se interesó por las ciencias físicas y médicas y, sobre todo, por la poesía, la filosofía, la lingüística y la teología. Años después se trasladó a la que fue su Universidad, la de Alcalá, donde amplió sus conocimientos en medicina, teología, filosofía, las lenguas clásicas (latín y griego) y las semíticas (árabe, hebreo y sirio). Una vez ordenado sacerdote se retiró a la vecina localidad serrana de Alájar.
Su cercanía a la figura de Martín Pérez de Ayala, su profesor en Alcalá y obispo de Segovia, le permitió viajar en 1562 hasta los territorios españoles en Flandes, para participar del Concilio de Trento, en el que pronunció sendos discursos sobre el divorcio y la comunión bajo las dos especies. De vuelta a España, su monarca Felipe II le nombró capellán en 1566, encargándole igualmente, la que sería su ópera magna, la Biblia Políglota de Amberes, de cuya impresión se encargó Cristóbal Plantino. La edición de esta obra ingente supuso un cambio decisivo en su pensamiento, en general, y su personal visión de la política española en Flandes, más concretamente; dado que este fue un trabajo que desde hacía un tiempo venían preparando un nutrido grupo de intelectuales flamencos y franceses adscritos en su mayoría a la llamada Familia Caritatis, fundada hacia 1540 por el místico alemán Hendrik Nicholis o Niclaes. Las innovaciones introducidas con respecto a la Biblia Políglota Complutense y, más aún, en relación con la Vulgata, levantaron los recelos de la Inquisición, y fue denunciada por León de Castro, si bien pudo ser finalmente editada en Amberes en 1572. La recopilación estaba compuesto por el texto sagrado en hebreo, griego, arameo y latín.
Reinstalado en España, le fue encomendada la labor de catalogar las obras de la nueva Biblioteca del Real Monasterio de El Escorial; una de las mayores de la cristiandad y la más importante del mundo en recopilación de textos de origen árabe. No olvidó nunca su relación con Cristóbal Plantino, con quien realizó más trabajos posteriormente. Tras varios años se retiró a Sevilla, donde murió en 1598. Fue autor entre otras obras de Rethoricorum libri IV (1569), Comentaria in duodecim Prophetas (1571), Humanae Salutis Monumenta (1571), Virorum doctorum de disciplinis benemeritis efigies XLIV (1572), Davidis Regis ac Prophetae aliorumque sacrorum vatum Psalmi ex hebraica veritate in latinum carmen (1573), Elucidationes in IV Evangelia quibus accedunt erlucidationes in Acta Apostolorum (1575), De Varia Republica sive commentarium in librum Judicum (1592) o Davidis Psalmos priores comentaria (1605), la mayoría de las cuales salieron del taller del impresor y miembro destacado de la ya citada «Familia del Amor» Cristóbal Plantino (c. 1520-1589).

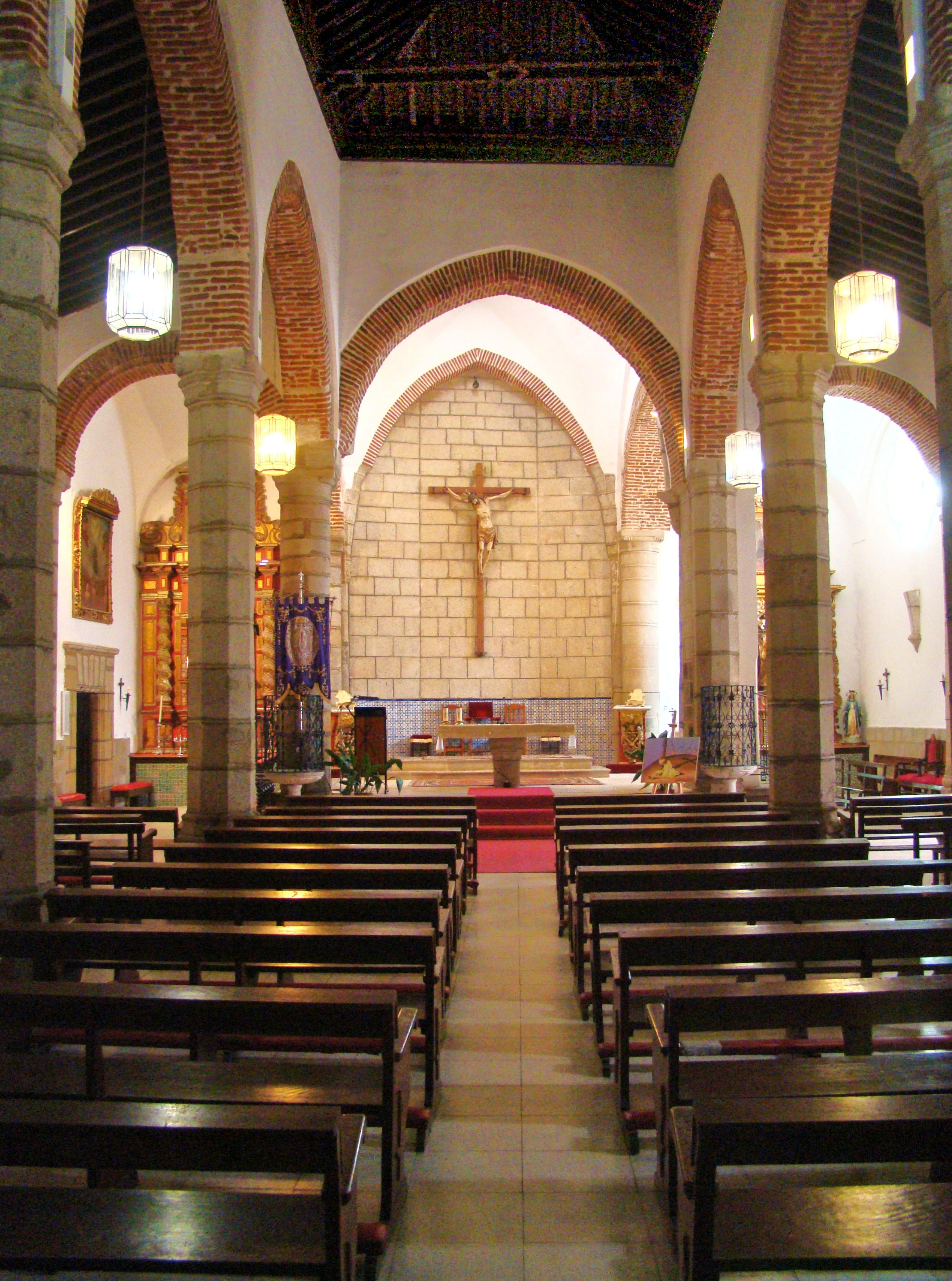
Nave central de la iglesia de Santa Catalina

En lo que hoy día conforma el término municipal de Fregenal se situaba la vieja villa de Valera, lugar donde nació el religioso, filólogo y humanista Cipriano de Valera. Fue profesor en Londres, Oxford y Cambridge, revisor de la traducción de la primera Biblia castellana completa, la cual hiciera su paisano, el montemolinés Casiodoro de Reina y se publicó por primera vez en Basilea en 1569. Ambos, monjes, que profesaban en el Monasterio de San Isidoro del Campo en Santiponce, Sevilla; hallaron refugio en Europa, ya que la Inquisición pretendió apresarlos por sus ideas afines a la Reforma. Se destaca por ser uno de los discípulos de Juan Calvino, traduciendo la primera edición castellana de Institución de la religión cristiana en 1597.
Los reformistas pensaban que cualquier fiel debía tener acceso al texto sagrado, y no sólo los clérigos versados en lenguas clásicas; de ahí que acometieran la paciente tarea de traducción-revisión. Hoy día, la versión de la Biblia conocida como Reina-Valera o Biblia del Oso, con posteriores revisiones, sigue vigente en todas las comunidades protestantes del mundo hispánico.
Por último, el más joven de los humanistas frexnenses fue Cristóbal de Mesa, nacido en la villa el 15 de octubre de 1556. Fue un poeta español del Siglo de Oro, perteneciente al manierismo. Aunque tradicionalmente se le ha considerado natural de Zafra, recientes investigaciones han esclarecido su nacimiento en Fregenal de la Sierra en 1556. También de orígenes judeoconversos, estudió en Salamanca, donde tuvo como profesor al famoso humanista Francisco Sánchez de las Brozas, el Brocense, comentador de las obras de Juan de Mena y Garcilaso de la Vega. Más tarde residió en Sevilla, donde se relacionó con el famoso poeta Fernando de Herrera. Pasó luego a Italia en 1586 y estableció una estrecha amistad durante cinco años con Torquato Tasso. Conocida es también su amistad con Miguel de Cervantes, cuyas ideas estéticas clasicistas sobre el teatro compartía. Entre sus obras cabe destacar Las Navas de Tolosa, (1594), La restauración de España (1607), El patrono de España (1612), Valle de lágrimas y diversas rimas (1607), así como las tragedias El Pelayo o El Pompeyo.
Será durante el siglo XVI cuando se produzca el encumbramiento de Fregenal gracias a numerosas «industrias» dedicadas a la alfarería, al hierro y sobre todo al cuero, adquiriendo en esta última renombre por muchos años. También tendrá un floreciente comercio. La importancia de los nobles en la villa incrementarán su posición con respecto a otras, dándole renombre dentro del reino de Sevilla, como la última de las grandes plazas de los hispalenses en la sierra norte. De esta época es la fundación del convento de San Francisco en 1563, por parte de los frailes franciscanos de la provincia de San Miguel, tras una breve disputa con los frailes franciscanos de la provincia de San Gabriel, habiendo dos comunidades distintas en las ermitas de San Antón y de los Santos Mártires. Finalmente, sería la comunidad asentada en esta segunda ermita la que permanecería en la villa hasta la desamortización de 1835.

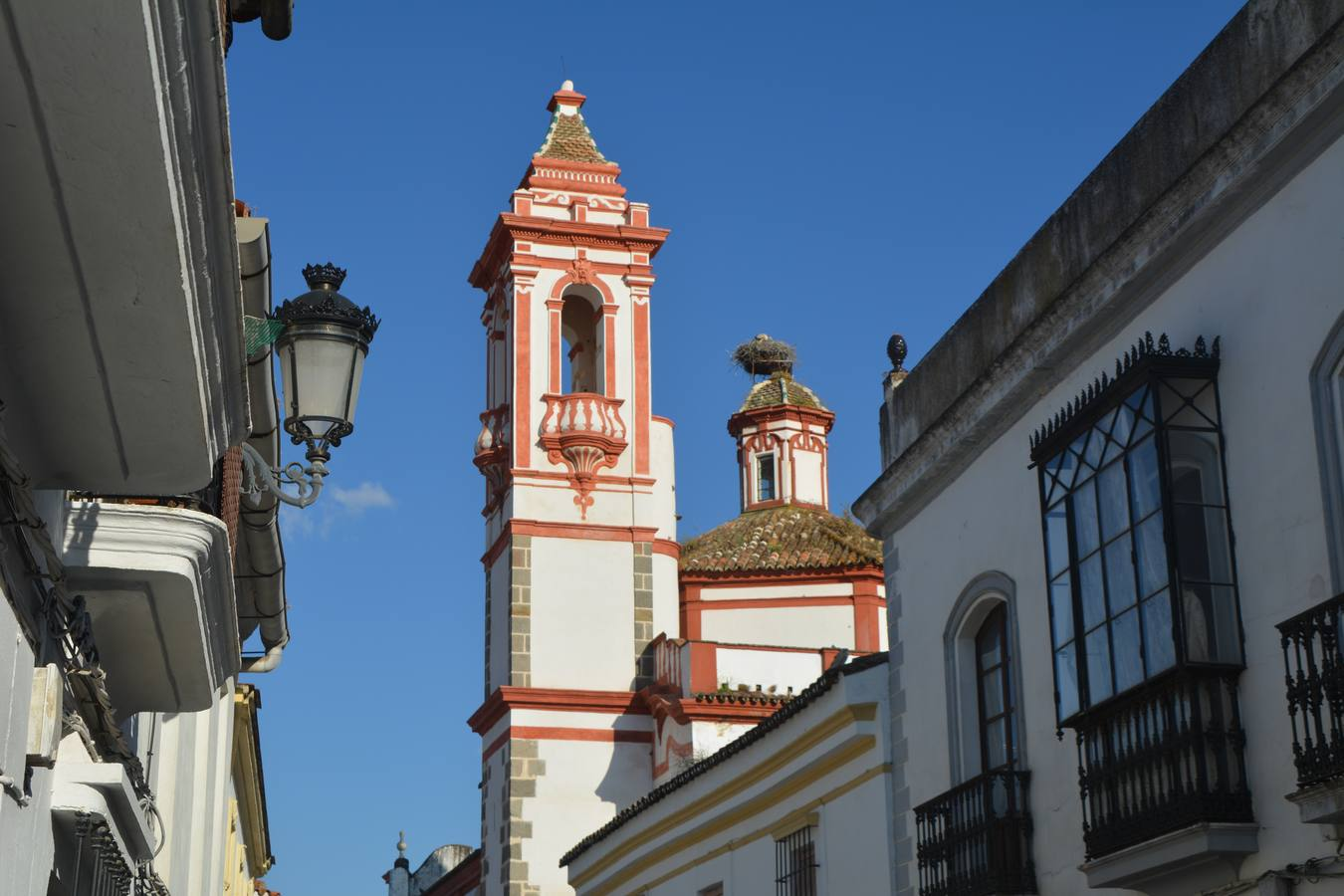
Torre y cúpula de la iglesia de San Ildefonso de la Compañía de Jesús

La población crece al amparo de esta bonanza económica adquiriendo cerca de 8000 habitantes. El patrimonio frexnense continuaba en aumento, de la mano de las importantes familias que iban asentándose en la ciudad. El caso de mayor importancia es el de Alonso de Paz, noble mercader que invierte su fortuna en la fundación del convento y colegio de la Compañía de Jesús, para estudios de gramática, filosofía y teología; así como del convento de Nuestra Señora de la Paz, que desde su fundación en 1606 está ocupado por las Madres Agustinas. Sin embargo, la crisis que recorre toda la Península no será ajena a Fregenal, y durante todo el siglo XVI numerosos conflictos originan que cerca de 500 frexnenses se vean obligados a abandonar el lugar, buscando una vida mejor a lo largo del Imperio.
A ello se debe que muchos de los personales ilustres de Fregenal nacieran en estas fechas. Es el caso de Juan Serrano, navegante del siglo XVI que, al servicio de Carlos I de España, formó parte de la expedición de Fernando de Magallanes a las «islas de las Especias» como uno de sus capitanes; Francisco Gómez Cid, gobernador y capitán de Puerto Rico; Fray Juan Franco, dominico y obispo de Manila; Fray Benito Hermoso, obispo de Indias; Fray Pablo Jerónimo Casquete, fundador del convento de Capuchinos de Sevilla y cuya notable labor evangelizadora se desarrolló principalmente por los antiguos territorios coloniales de Guinea y Sierra Leona; Fray Francisco de Fregenal, reformador de la Orden en Roma y Nápoles y vicario, comisario y provincial en España; o el Padre Manuel Solórzano Escobar, sacerdote jesuita misionero y mártir en las Islas Marianas, más concretamente en la isla de Guam, donde es venerado actualmente. De igual forma, otros frexnenses ocuparon importantes posiciones dentro del territorio peninsular, como García Bazán, licenciado, comisario general y superintendente de rentas reales de la provincia, perteneciente al Consejo de Castilla, oidor y fiscal de Valladolid; Alonso Tinoco de Castilla, alcalde de crimen de la Audiencia de Sevilla y oidor de Canarias; Joaquín Cid Carrascal, abad de la colegiata del Salvador de Sevilla; o Antonio María Sánchez Cid Carrascal, obispo de Coria.
El proceso migratorio y de subsistencia se verá agravado con la guerra de 1640, que durante cerca de treinta años pondrá en evidencia el desarrollo adquirido por la ciudad. Numerosas pérdidas humanas y económicas sumen a Fregenal en una profunda postración. El siglo XVII es el lento caminar de una población que lo fue casi todo y que apenas logra alcanzar, a mediados de este siglo, una suma cercana a los 2500 habitantes. A esto se une en el siglo XVIII la expulsión de los jesuitas del reino por Pragmática Sanción de 1767. Este hecho es de gran importancia para la población, ya que todas las comunidades de religiosos de la Compañía de Jesús que se encontraban en la diócesis pacense fueron llevados a Fregenal, para desde allí ser conducidos en penosas condiciones hacia el exilio en el mar.

### Edad Contemporánea

#### SigloXIX
En el siglo XIX, como reafirmación de las desgracias, se produjo la ocupación francesa del Castillo durante la Guerra de la Independencia. Una vez más, la villa se ve envuelta en otro terrible conflicto contra los invasores napoleónicos, también con trágicos enfrentamientos.

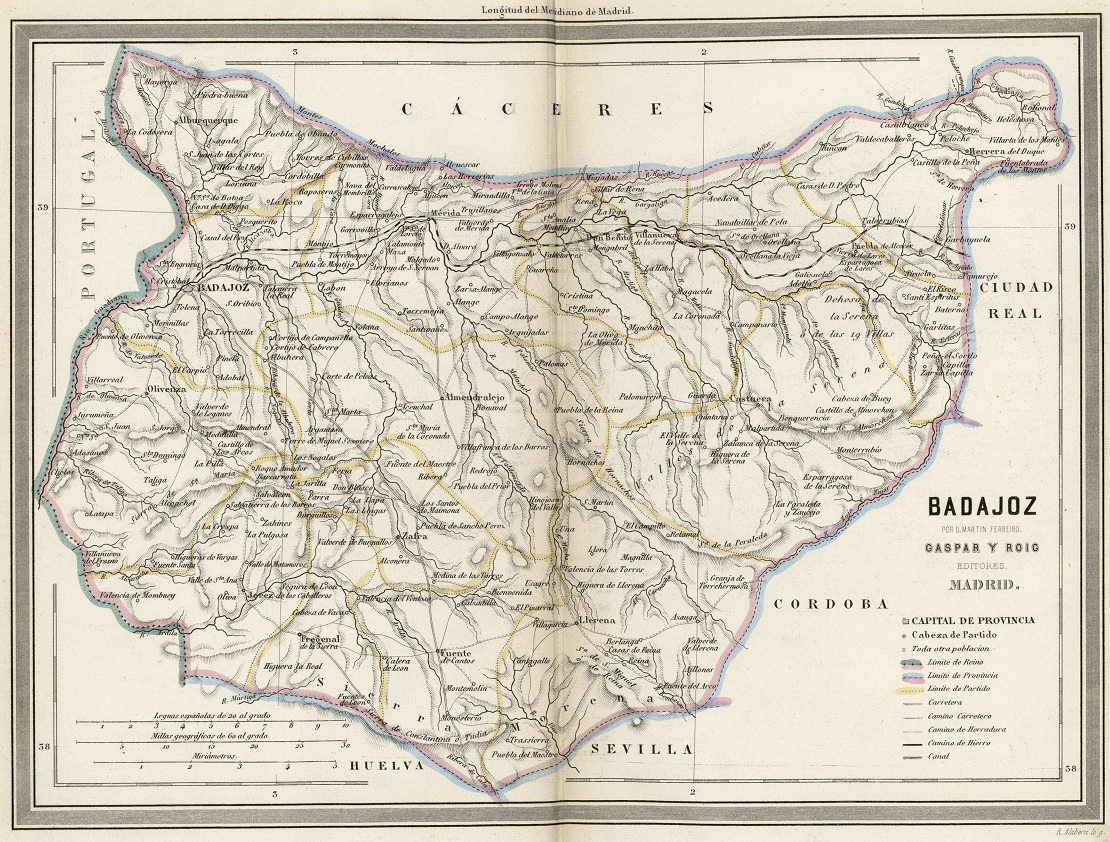
Mapa de la provincia de Badajoz en 1864, donde ya aparece Fregenal

Una vez superada la confrontación bélica, así como pasados los años del reinado de Fernando VII, se asentaría en el panorama nacional el Estado liberal, de la mano de los partidarios de la reina Isabel II. La renovación que este hecho supuso sobre la forma de entender el Estado llevó a una profunda reforma en todos los ámbitos. El que más afectó a Fregenal fue en el ámbito territorial. En 1833 se plantea un nuevo modelo para la división del territorio nacional, esta vez haciendo uso de la provincia sobre el antiguo reino. Estas reformas fueron llevadas a cabo por el secretario de Estado de Fomento, Javier de Burgos. La villa de Frexenal había formado parte del reino de Sevilla, junto a las localidades de Bodonal e Higuera, durante más de cinco siglos. Con la nueva división, se hizo primar la tradicional posición de Fregenal dentro de la diócesis de Badajoz, pasando la villa a formar parte de la provincia de Badajoz y, por lo tanto, a estar dentro de los límites de la región de Extremadura, a la que pertenece desde entonces indefinidamente. Su cercanía a la vecina Andalucía, además de la tradición recibida, le hacen conservar aún muchas de las características culturales de los vecinos de sur, sabiendo adaptar ese carácter ancestral sevillano con su idea extremeña, que se reafirmaría dos siglos más tarde con la aprobación del Estatuto de Autonomía de Extremadura.

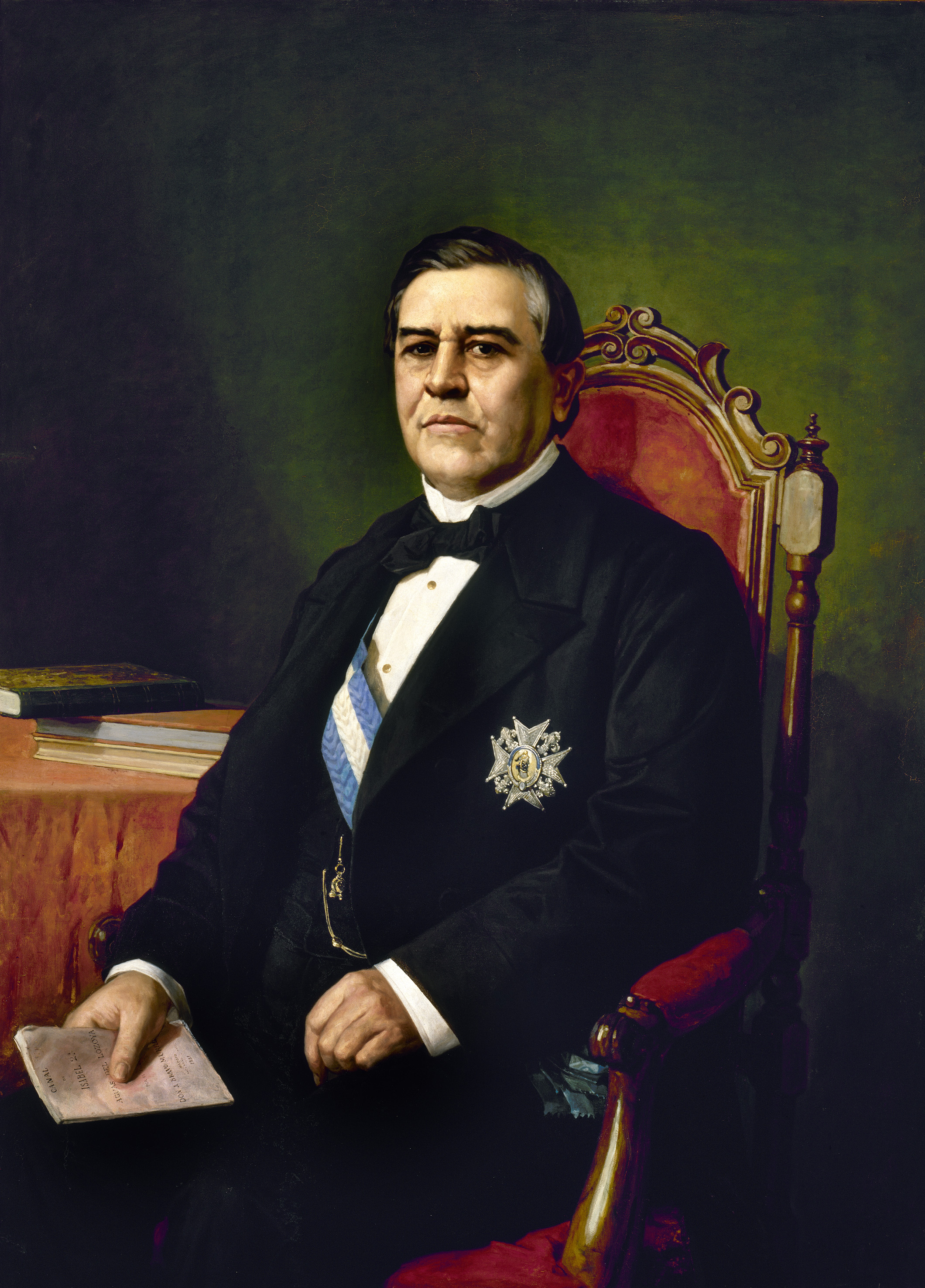
Juan Bravo Murillo, nacido en Fregenal en 1803

En la construcción de esta nueva España decimonónica tuvo una gran importancia Juan Bravo Murillo, que vería por primera vez la luz en la antigua calle la Jara (hoy calle de Bravo Murillo) el 9 de junio de 1803. Su vida como académico y jurista le llevarían a estudiar en Sevilla y Salamanca, ejerciendo su carrera en importantes bufetes de Sevilla, en la Audiencia Provincial de Cáceres y posteriormente, asentándose en Madrid, donde conseguiría entrar en las filas del Partido Moderado, haciéndose con los años con una importante posición entre los diputados moderados. Ejerció, dentro de diferentes gabinetes de corte conservador, las carteras de Justicia, Hacienda y Fomento; siendo uno de los principales renovadores de las estructuras ministeriales, que se conservarían durante todo el siglo XIX y el XX. De igual forma, alcanzó la máxima posición en el Consejo de Ministros, siendo presidente entre los años 1850 y 1852. Entre las principales medidas que llevó a cabo se pueden destacar la consolidación de la Hacienda Pública, la mejora de la red de carreteras y ferrocarriles del Estado, la adopción del Sistema Métrico Decimal, la creación de la Caja General de Depósitos, la promoción del Boletín Oficial del Estado, la elaboración de la ley de Puertos Francos de Canarias, la firma del Concordato con la Santa Sede, y la construcción del Canal de Isabel II, que trasvasa las aguas del río Lozoya hasta Madrid, y dota de agua a la capital del reino desde 1858, siendo esta la principal obra llevada a cabo por Bravo Murillo dentro del gobierno de la nación.
La caída de Bravo Murillo de los más altos niveles de la política nacional fue ocasionada por el intento de Reforma constitucional en 1852, considerado de corte conservador y autoritario, ya que pretendía reducir las atribuciones del Congreso de los Diputados frente a la figura real. Sin embargo, este proyecto fue desestimado y los nuevos gobiernos progresistas elevados al poder de la mano de Espartero y O'Donnell redujeron la presencia de los moderados en la cámara legislativa. Bravo Murillo estaría prácticamente fuera de la política nacional, salvado el breve espacio de tiempo que ocupó el asiento del Presidente del Congreso de los Diputados entre 1857 y 1858. Una vez retirado de la vida política se dedicó a la recopilación de sus memorias en seis tomos de Opúsculos, que resumen su presencia en el gobierno de la Nación, que trataban sobre el Atentado contra la vida de la Reina; La Desamortización; De los impuestos en su relación con la riqueza pública; El No de Negrete; Apuntes para la historia de la Unión Liberal; El pasado, el presente y el porvenir de la Hacienda Española; El proyecto de reforma de 1852 y El arreglo de la Deuda.

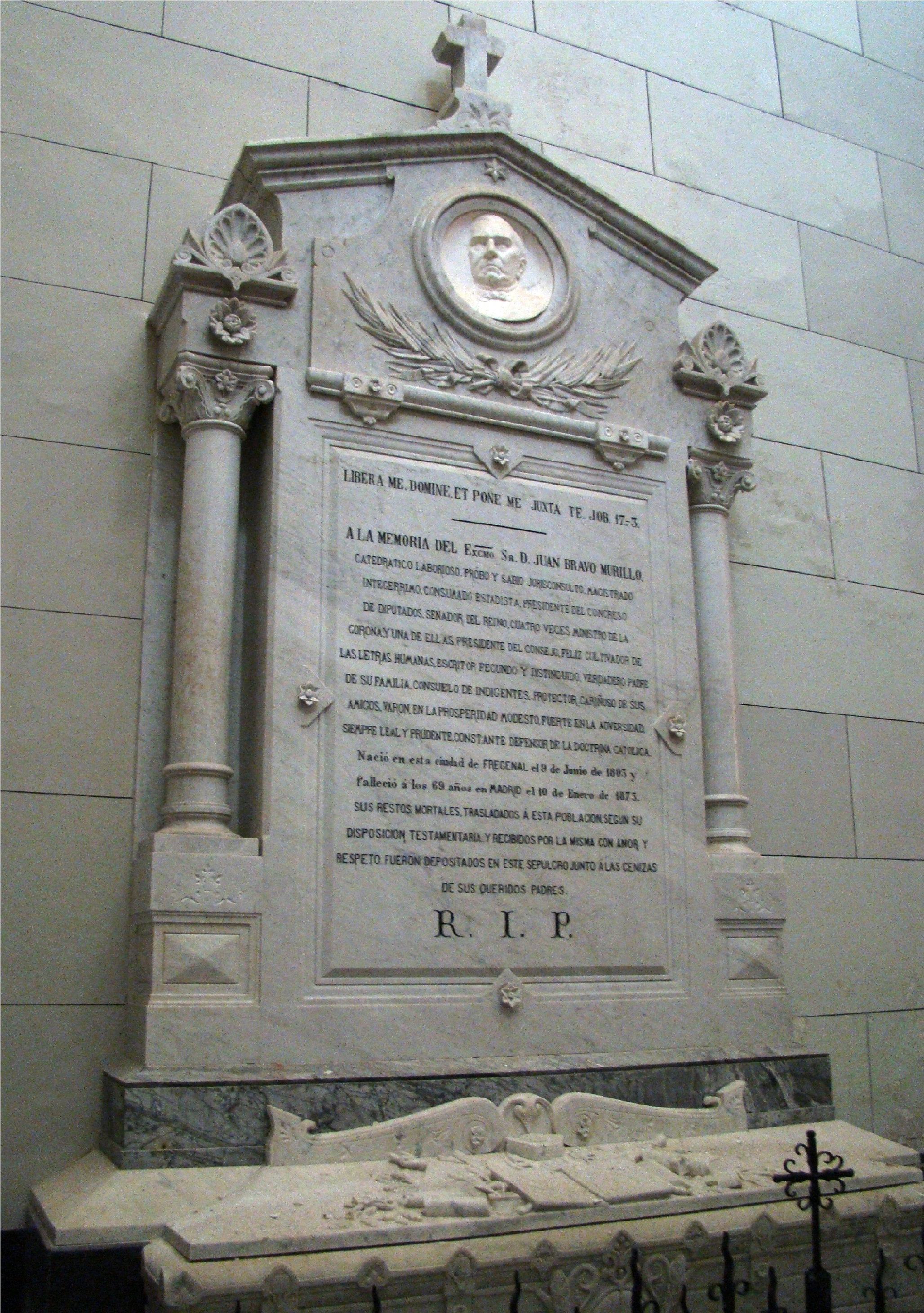
Mausoleo de Bravo Murillo en la iglesia parroquial de Santa Ana

Recibió numerosas condecoraciones, perteneciendo a la Real Academia de la Historia e invitándole a formar parte de la Academia de Ciencias Morales y Políticas, aunque desestimó casi todos esos honores en vida, a excepción de la cruz de la Orden de Carlos III, máxima distinción del Estado español. De igual forma, ha sido reconocido por los habitantes de Canarias, quienes le dedicaron calles y monumentos en su honor con motivo de la firma de la Ley de Puertos Francos, o de los ciudadanos de Madrid, que le dedican calle y monumento en su honor. Igualmente, el pueblo de Fregenal rinde pleitesía a su figura, que sigue presente en la vida pública frexnense como uno de sus principales exponentes a nivel nacional. Tras su muerte en Madrid en 1873, fue trasladado hasta Fregenal. Sus restos descansan hoy en un mausoleo dedicado a su figura en la iglesia de Santa Ana.
Contemporáneo a la figura de Juan Bravo Murillo, destaca la figura de Ventura Camacho Carbajo, nacido en 1819. Fue director de la Biblioteca Universitaria de Sevilla desde 1848, catedrático de la Facultad de Derecho de dicha Universidad desde 1855. Fundador y académico de mérito de la Academia Sevillana de Jurisprudencia y Legislación; fundó en 1853 La Ley: revista de legislacion, jurisprudencia, administracion y notariado y dirigió el periódico carlista El Oriente, publicado en Sevilla entre 1869 y 1873. Se le atribuye la autoría de la novena dedicada a Nuestra Señora Santa María de los Remedios, patrona de Fregenal.
A la caída del Antiguo Régimen la localidad se constituyó en municipio constitucional en la región de Extremadura. Siguiendo las reformas territoriales sobrevenidas tras la instauración del reinado de Isabel II, se configuró la nueva distribución de la jurisdicción, dando forma al nuevo mapa de partidos judiciales. De esta forma en 1834 se constituyó el partido judicial de Fregenal de la Sierra, con sede en la ciudad de Fregenal, y con instrucción sobre las localidades de Bodonal de la Sierra, Higuera la Real, Segura de León, Fuentes de León, Cabeza la Vaca y Valverde de Burguillos. En el censo de Fregenal en 1842 contaba con 1260 hogares y 4620 vecinos.
Con la nueva Constitución de 1845 se promueve una nueva legislación en torno al régimen electoral español, dividiendo las circunscripciones en distritos de elección uninominal. Esta reforma se lleva a cabo a través de la Ley electoral para el nombramiento de diputados a Cortes de 18 de marzo de 1846. A través de la misma, se establece que uno de los diez distritos en los que se divide la circunscripción de Badajoz tendrá su sede en Fregenal. El primer diputado al Congreso electo por el distrito de Fregenal, en las elecciones a las Cortes Generales de 1847, fue Juan Bravo Murillo. El distrito de Fregenal seguirá teniendo presencia en el Congreso de los Diputados hasta la reforma electoral de 1931, en la Segunda República, que suprime los distritos uninominales a favor de la circunscripción provincial.
El 5 de febrero de 1873 Amadeo I de España concedió un título honorífico de ciudad a Fregenal, a propuesta del ministro de Gobernación, Manuel Ruiz Zorrilla, de acuerdo con el Consejo de Ministros. Esta concesión de título honorífico de ciudad fue otorgada al pueblo de Fregenal debido a los muchos servicios prestados a la corona por los frexnenses a lo largo de la historia. El proceso de elevación del rango de nivel de Fregenal a la categoría de ciudad comenzó en junio de 1815, cuando se tramitaron la petición del título, que sería concedido unas décadas más tarde.

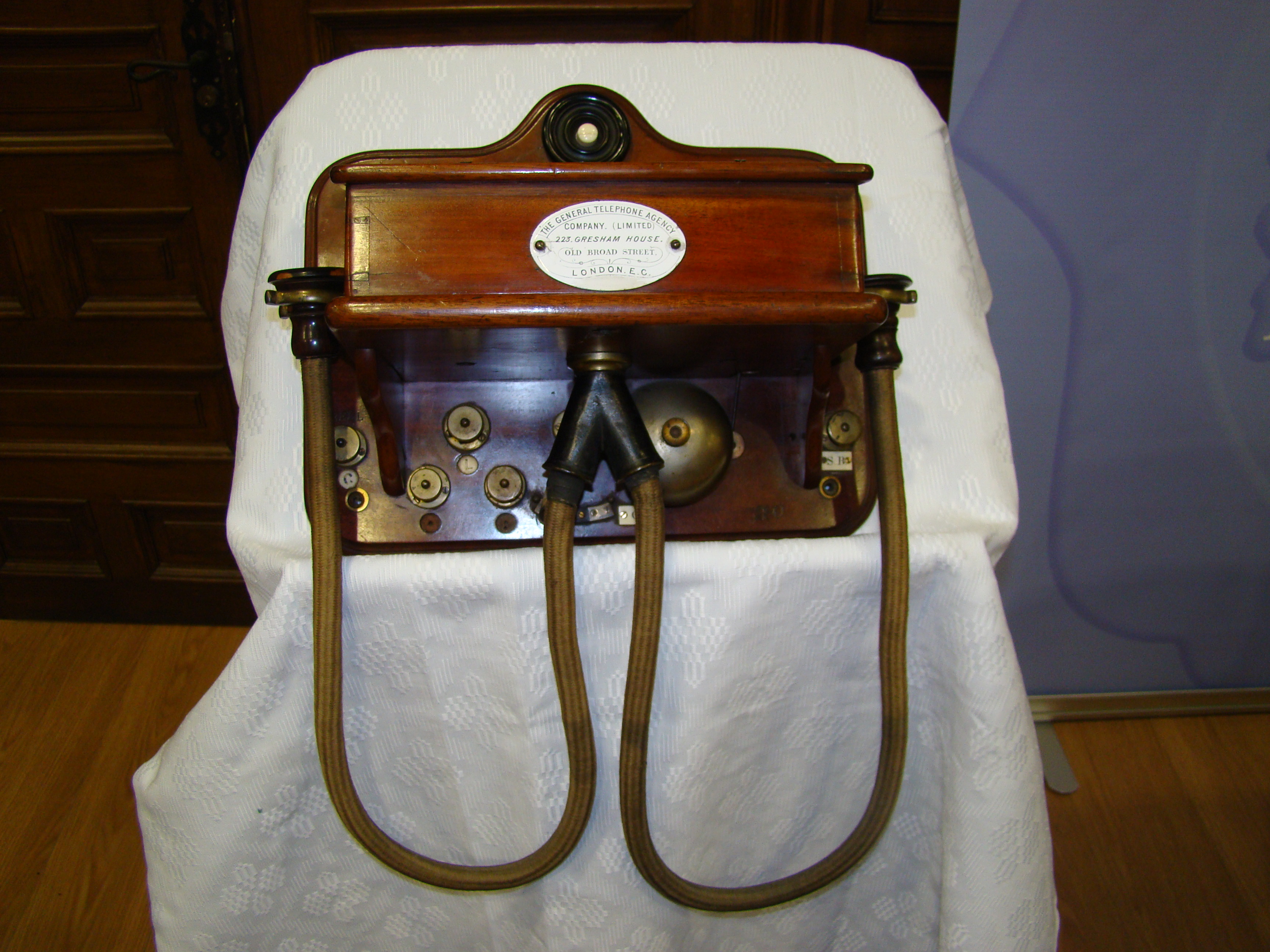
Gower-Bell original con el que se hizo en 1880 la primera llamada telefónica a larga distancia en España por Rodrigo Sánchez-Arjona y Sánchez-Arjona

En el año 1880, Fregenal marcó un hito por el avance tecnológico en España. El acontecimiento vino de la mano de otro hijo ilustre de la ciudad, Rodrigo Sánchez-Arjona y Sánchez-Arjona. Con una posición muy cómoda, en una de las familias más importantes de la ciudad, que hasta hoy día conserva ramificaciones en la población, Sánchez-Arjona era doctor en derecho, a la par que Maestrante de la Real Maestranza de Caballería de Sevilla. Su situación holgada le permitía realizar viajes por el mundo. Y de gran importancia para Fregenal fue su visita a la Exposición Universal de París de 1878. Allí descubrió la existencia de un nuevo artefacto que permitía la comunicación entre personas separadas geográficamente. Hizo uso de sus contactos para poder conseguir uno de esos instrumentos para su uso persona. Así es como llegaron a Fregenal dos teléfonos modelo Gowel-Bell. Ambos terminales se instalarían en la casa de Sánchez-Arjona, en la calle Santa Clara; y en la finca de las Mimbres, en propiedad de la familia. Tras conseguir los permisos oportunos, Sánchez-Arjona tendió una línea telefónica con la que unió ambas localizaciones. La línea que unió Santa Clara con las Mimbres constaba de 32 kilómetros de longitud. Este proceso tendría inicio tras a aprobación, por parte del Ayuntamiento de Fregenal, de la instalación de la línea telegráfica que se uniera con Zafra, en febrero de 1880. El día 19 de marzo de 1880 se realizó la primera llamada entre los dos sitios. Esta comunicación está ampliamente considerada como la primera realizada dentro del mundo rural en España; aunque algunas fuentes la consideran la primera llamada a larga distancia en España y posiblemente de Europa. Posteriormente se consiguió establecer contacto con Sevilla, el 27 de diciembre del mismo año, y Cádiz, el 28 de diciembre, batiendo el récord mundial, hasta el momento en manos de los estadounidenses. En años posteriores, Rodrigo Sánchez-Arjona propuso crear una línea telefónica que uniese todas las localidades de la comarca de Fregenal. Esta línea fue promovida por los alcaldes del partido judicial y pretendía unir la cabeza de partido con el resto de poblaciones. La falta de apoyo desde la administración central del Gobierno de España, aparte de la insuficiencia financiera de un consistorio frexnense a cuya cabeza ya se había sentado Sánchez-Arjona en 1881, como primer regidor; dio al traste con esta iniciativa que no se materializaría hasta 1912 de la mano de la Compañía nacional de teléfonos interurbanos.

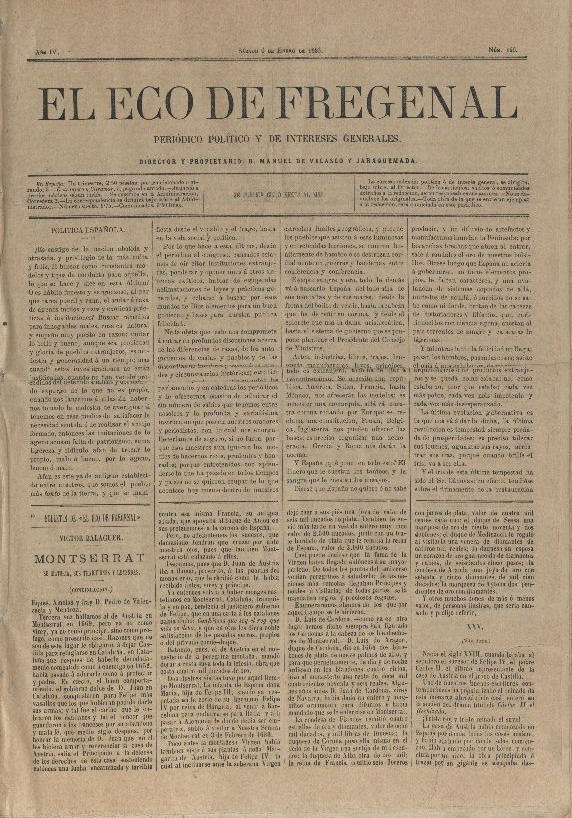
Portada del Eco de Fregenal el 6 de enero de 1883

En la primavera de 1880 nace el Eco de Fregenal, primer medio de comunicación que apareció en Fregenal, y que da muestra de la influencia de las ideas expandidas gracias a la democracia durante el siglo XIX. Dicho semanal se convirtió en todo un medio de compartición de información en la cabeza del partido judicial y que llevó a cabo una gran reflexión sobre la vida política y rural que se daba en el Fregenal de finales del siglo XIX y principios del XX. Su primera edición se llevó a cabo el 1 de marzo de 1880 con una tirada de 2000 ejemplares y cinco números mensuales. La fundación fue impulsada por Manuel de Velasco y Jaraquemada, marqués de Riocabado y por Luis Romero y Espinosa, folclorista de origen frexnense.
La importancia de Fregenal en el desarrollo y estudio del folclore tuvo especial relevancia, sobre todo gracias a la figura del folclorista frexnense Luis Romero y Espinosa. Su figura era ampliamente conocida por los más ilustrados en la doctrina. Su trabajo de recopilación de la cultura popular se vio plasmada en sus obras de mayor importancia: El Folk-lore frexnense y El Folklore Bético-Extremeño. Ambas publicaciones tuvieron lugar en 1883, y en ellas tuvo mucha importancia la presencia de la editorial del Eco de Fregenal, apoyada por el marqués de Riocabado y localizada en la calle Corredera (actual calle Marqués de Riocabado).
Ese mismo año de 1883, nace en la antigua calle el Agua el pintor Eugenio Hermoso Martínez. La figura del eminente frexnense estuvo guiada en sus inicios en la pintura por Gonzalo Bilbao y José Jiménez Aranda en Sevilla, trasladándose a Madrid en 1901. En 1905 viajó a París donde conoció las vanguardias. En 1912 expuso en Londres. En 1934 en Argentina, Chile y Brasil. Catedrático de la Escuela Superior de Bellas Artes de San Fernando, su oposición final a la abstracción está motivada por la importancia capital que dio siempre a la figura humana. Mediante un lenguaje clásico e iconográfico sobre todo, pasó con un estilo personal e inconfundible del impresionismo modernista y colorista de primera hora al expresionismo más exacerbado de final con la serie de cuadros que tituló Nertóbrigas. Enseñó a generaciones de artistas españoles su experiencia de la modernidad.

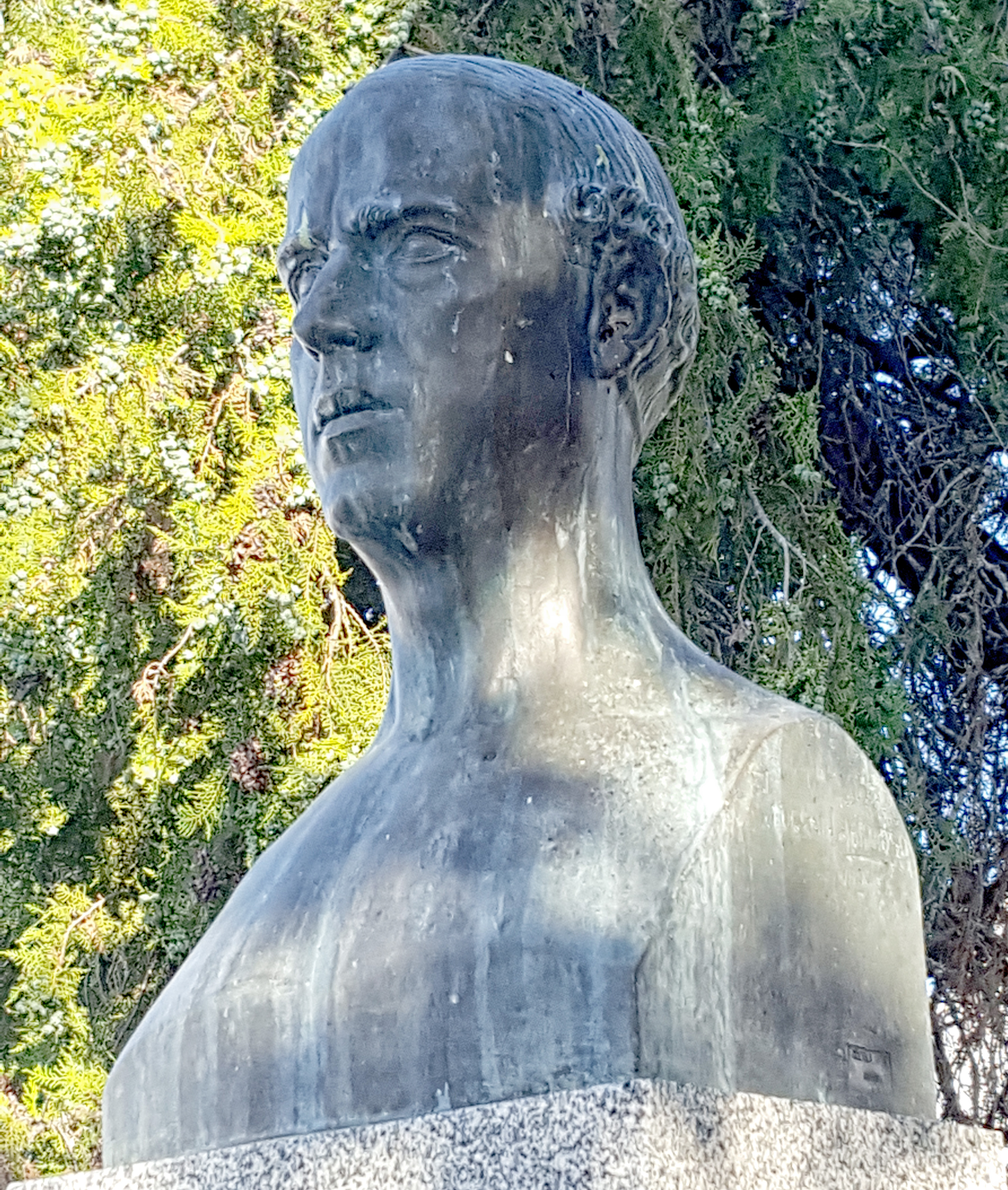
Autorretrato escultórico de Eugenio Hermoso que corona la tumba del artista en el cementerio municipal de Fregenal

Eugenio Hermoso es considerado por la crítica especializada como uno «de los grandes maestros» de la pintura extremeña, a la que aportó su particular predilección por la representación de una notable galería de retratos de tipos populares (de pequeño y mediano formato), así como por la producción continuada de una serie de grandes composiciones inspiradas en su pueblo natal, avaladas en no pocos casos por un buen número de galardones y reconocimientos tanto nacionales como internacionales, entre las que cabe destacar su prometedora Muchacha haciendo media (Tercera Medalla en la Exposición Nacional de Bellas Artes de 1904), Hijas del terruño (Primer Premio en la Exposición del Círculo de Bellas Artes del año siguiente), La Juma, la Rifa y sus amigas (Segunda Medalla en la Exposición Nacional de Bellas Artes de 1906 y la Internacional de Barcelona de 1907), Rosa (Segunda Medalla en la Exposición Nacionales de Bellas Artes de 1908), A la fiesta del pueblo (Primera Medalla en la Exposición Nacional de Bellas Artes de 1917), varios desnudos entre los que sobresale especialmente El baño de las zagalas (1923), enviado a la Exposición Nacional de Bellas Artes de 1924 o, finalmente, la codiciada Medalla de Honor en la Exposición Nacional de Bellas Artes de 1948 por sus obras Altar y Las siembras.
En su faceta de escultor, realizó entre otros el busto de bronce de Benito Arias Montano (1927), «cedido a Fregenal» con ocasión del cuarto centenario del nacimiento del humanista, junto al que se documentan algunos autorretratos, uno de los cuales corona la tumba del artista en el cementerio municipal de la localidad. Fue asimismo autor de una voluminosa autobiografía titulada Vida de Eugenio Hermoso (Francisco Teodoro de Nertóbriga (1955). Madrid: Ediciones Castilla), de la que se pueden extraer numerosos datos sobre el propio pintor y, en general, el mundo artístico nacional de la primera mitad del siglo XX. Perteneció a la Real Academia de Bellas Artes de San Fernando y de la de Santa Isabel de Hungría de Sevilla, siendo igualmente socio de honor del Círculo de Bellas Artes de Madrid. Hoy día el grueso de su obra se conserva en una Casa-Museo situada en Fregenal, además de en colecciones particulares y en Museos españoles y extranjeros. A su muerte en Madrid en 1963, sus restos fueron trasladados hasta Fregenal, en cuyo cementerio descansan en la actualidad en un sepulcro coronado por un busto suyo elaborado por él mismo. Está considerado como uno de los pintores españoles más importantes del siglo XX, así como una de las figuras más importantes de las artes plásticas en Extremadura, teniendo una importante presencia en los Museos de Bellas Artes de Cáceres y Badajoz.
Mención especial merece también el pintor Rafael Gómez Catón, que nació en Fregenal el 14 de noviembre de 1890. Aunque su obra está principalmente basada en el paisajismo, en sus primeros años realiza una serie de retratos inspirados en el estilo de Eugenio Hermoso, de quien toma clases de Dibujo en el verano de 1902. Se conservan también algunos bodegones, llenos de luz, plasmados por su autor con una técnica más perfeccionista y detallada. Entre las numerosas piezas del artista, destacan El acueducto (1910), Cuenca (c. 1918), La del Pico de la Noria o Conce (1924), Paisaje de Fregenal (1939), Chocolatero (1953), etc.

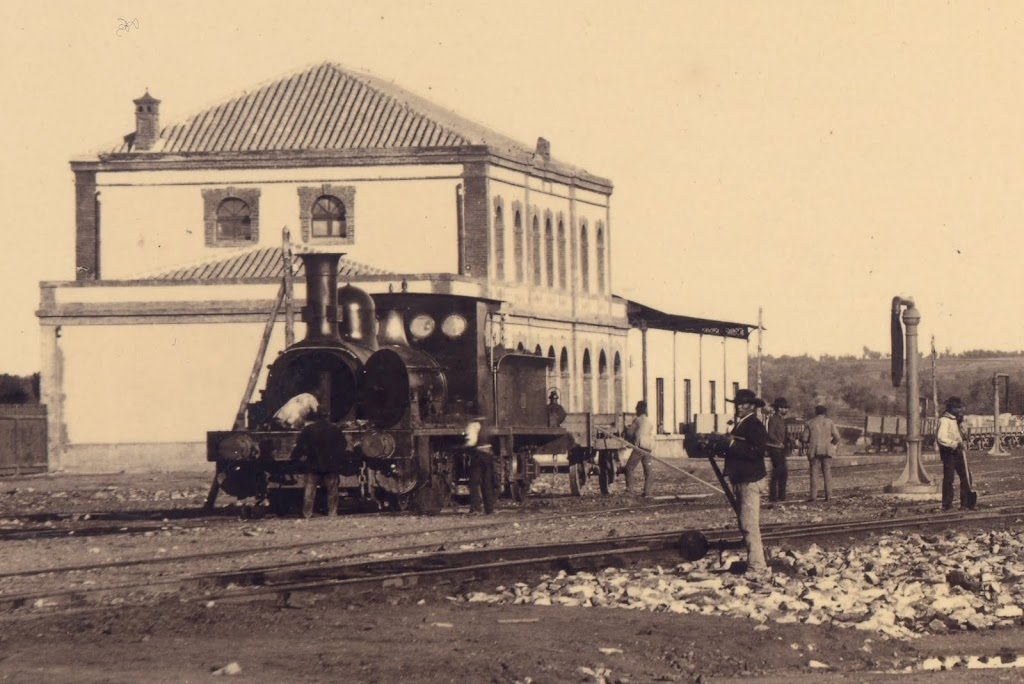
Trabajadores del ferrocarril limpiando la caldera de una locomotora en la estación de Fregenal a finales del

El ferrocarril llegaría a Fregenal con la inauguración de la línea Zafra-Huelva en 1889, cuya construcción estuvo estrechamente ligada a la gran importancia de las explotaciones mineras en la serranía onubense. La estación de tren de la localidad, que ha permanecido prácticamente inalterada desde su inauguración, fue abierta al público el 1 de enero de 1889, tras la finalización del tramo que unía Zafra con Valdelamusa. El ferrocarril se convirtió en un referente para las comunicaciones de Fregenal con el conjunto de la geografía nacional, dotándola de infraestructura suficiente que le permitió establecer en ella el punto de distribución de productos mineros provenientes de poblaciones cercanas, como es el caso de Cala o Jerez de los Caballeros. 
De igual forma, el tren dotó de una importante vía de transporte a la población, que hizo uso del mismo durante buena parte del siglo XX, de forma masiva. La presencia de este transporte en la vida actual de Fregenal está muy poco extendida. Pese a que a través de la localidad cruza una línea de media distancia que une las ciudades de Huelva y Madrid, permitiendo la conexión con más ciudades de la geografía extremeña, la falta de trenes está más que constatada, habiendo quedado la línea bastante obsoleta a pesar de la renovación llevada a cabo en 2010. Este medio, que fue el más importante de la población, ha sido relegado prácticamente al olvido debido a la falta de trenes, de pasajeros y de voluntad que permita la mejora de la vía.

#### SigloXX

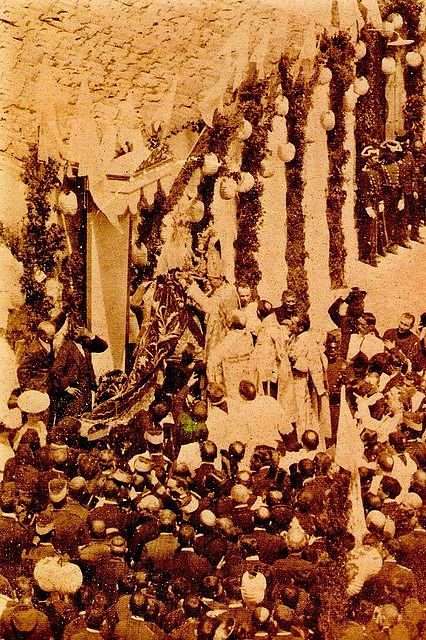
Coronación de Nuestra Señora Santa María de los Remedios en el paseo de la Constitución por Félix Soto Mancera, 27 de abril de 1906

En el año 1906 se produce uno de los eventos más destacados de la vida frexnense. Coincidiendo con el cuarto centenario de la proclamación como Patrona de Fregenal, se promovió la coronación canónica de Nuestra Señora Santa María de los Remedios. La devoción a la Patrona, con más de cuatro siglos de historia, y con una gran importancia en toda la diócesis de Badajoz; propició el apoyo de las altas instancias del obispado. Desde allí se elevó la petición a la Santa Sede de Roma. La totalidad del clero pacense, a cuya cabeza se situaba Félix Soto Mancera, obispo de Badajoz, prestó su ayuda para que Roma entregase la ansiada petición. Finalmente, se concedió la gracia a la Santa Imagen, que fue coronada en el paseo de la Constitución el 27 de abril de 1906. Este acontecimiento atrajo las miradas de toda la región y de altas instancias de la Nación. La Virgen de los Remedios era la primera imagen coronada en Extremadura. Además, la presidencia de los actos fue asumida por el rey de España, Alfonso XIII, que estuvo representado en la ciudad extremeña por el marqués de Riocabado. La ceremonia de coronación fue realizada por el obispo de la diócesis de Badajoz, Félix Soto Mancera. Algunas fuentes destacan que la ceremonia fue presenciada por decenas de miles de personas, que abarrotaban la plaza Mayor de la población. Este acontecimiento tuvo una especial relevancia en una ciudad tradicionalmente cristiana y que profesaba una profunda devoción a su Patrona. De igual forma, se promovieron acciones de ayuda a los pobres de la ciudad, que recibieron limosnas, de acuerdo con el principio católico de la caridad. Los honores que recibía la Patrona eran muy altos, vistiendo las armas de Fregenal que eran representadas en el manto que portaba y en la joya que coronaba a la imagen, que en su interior guarda los símbolos de Fregenal.
A comienzos de siglo nacen en Fregenal dos artistas de proyección internacional. En 1911 nace en la calle Jabugo el cantaor flamenco Manuel Infante, el Niño de Fregenal. Su aspecto frágil nada tenía que ver con su cante: «sólido, completo y con un amplio repertorio». En veía la luz por primera vez el escultor José Barragán Rodríguez. Tras cursar estudios de Escultura y profesorado de Dibujo en la Escuela Superior de Bellas Artes de San Fernando, en 1952, se trasladó a Colombia, más concretamente a Medellín, primero, donde realizó la mayor parte de su producción. En 2012, la familia del artista donó al Ayuntamiento una serie de obras del frexnense, junto a las que cabe destacar el busto en bronce de Juan Bravo Murillo, instalado en el Pilar Redondo en 1973 con ocasión del primer centenario del fallecimiento del político y jurista.
A lo largo de toda la primera mitad del siglo XX, Fregenal alcanzó las cotas máximas de población, situándose por encima de los 10 000 habitantes. Este dato la convertía en una de las principales ciudades del sur de la provincia de Badajoz, a un nivel similar al de las poblaciones más relevantes de esta zona. La mayor parte de la población, se dedicaba principalmente a tareas agrarias, que aun sigue siendo la actividad de mayor importancia en la localidad. A ello se debe principalmente el asentamiento de las nuevas ideologías socialistas en la localidad, apoyadas en las condiciones de trabajo de la mayoría de las personas que se dedicaban al campo. La propiedad de la tierra, como en el resto del sur peninsular, era predominantemente latifundista; y los trabajadores se caracterizaban por ser jornaleros, es decir, personas que trabajaban durante las horas de sol a cambio de un jornal o sueldo por los trabajos realizados en ese día.

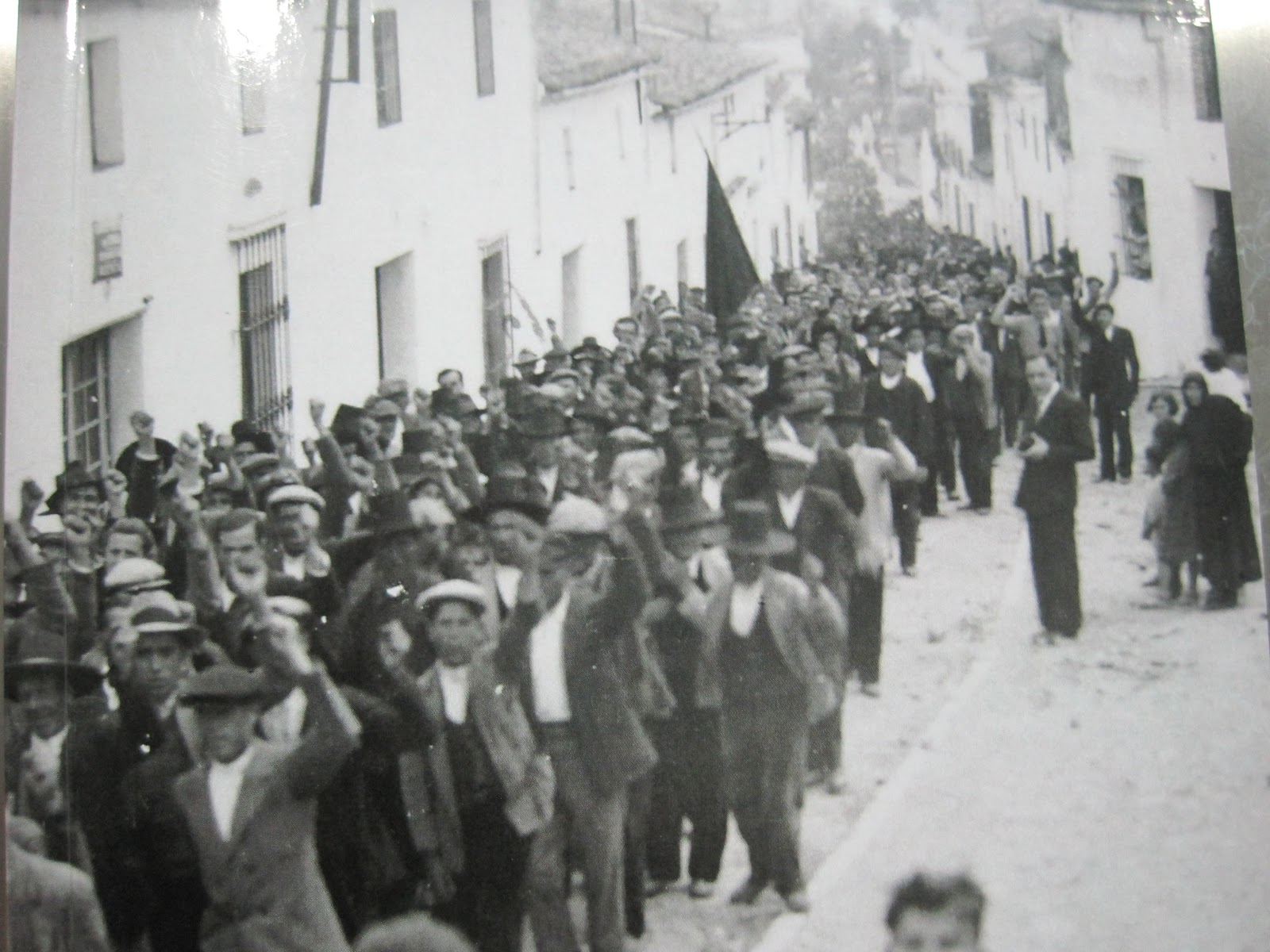
Celebración del 1 de mayo de 1936 en Fregenal

La fundación de la primera agrupación socialista frexnense se retrotrae al 23 de abril de 1919. La agrupación Luz y Vida, de inspiración socialista y masónica, pasaría a formar parte del Partido Socialista Obrero Español en octubre de ese mismo año. El periódico El Socialista recoge para esta fecha que se incorporaban a la agrupación un total de 182 afiliados, que empezarían a formar parte de la política frexnense. De esta forma, serán electos en las elecciones de 1920 cuatro concejales socialistas de los nueve candidatos. De entre ellos destaca José María Luna Chamorro, elegido primer teniente de alcalde, y que ocuparía de manera accidental la alcaldía de Fregenal, siendo el primer alcalde socialista de la localidad.
La proclamación de la República española en Fregenal tiene lugar el 16 de abril de 1931, reunido el pleno del Ayuntamiento tras la celebración de las elecciones democráticas del día 14 de abril. El alcalde electo en esta sesión sería Pedro López Navarrete, que lideraba a los defensores de la monarquía. Sin embargo, en la sesión constitutiva del Ayuntamiento se creó una Comisión Gestora con motivo de la proclamación de la República española a instancias del gobernador civil de la provincia de Badajoz, presidida esta por Manuel Sánchez Romasanta, del Partido Republicano Radical. La comisión fue encargada de la gestión del municipio hasta la celebración de las elecciones del 31 de mayo de 1931, en la que el resultado se decantó a favor de los republicanos. De esta forma se constituyó el primer Ayuntamiento democrático el 5 de junio en sesión extraordinaria, en la que fue elegido el republicano radical Manuel Sánchez Romasanta.
Con la llegada de la Segunda República a España, Fregenal se convierte en un importante núcleo político y de población en el sur de Extremadura. A ello se debe que la ciudad sea visitada por hasta tres ministros en el año 1931. La potenciación de las ideas de izquierda asienta un fuerte suelo en favor de la nueva República en la población, apoyada mayormente por la presencia de los trabajadores agropecuarios. La reforma agraria se convierte en el centro del debate político en Fregenal.
Desarrollada por los primeros gobiernos de Manuel Azaña, con la reforma agraria se promovía la desaparición de la propiedad latifundista en favor de los trabajadores agrarios entre los que se repartirían las grandes propiedades que hasta ese momento se encontraban en manos de unos pocos propietarios. Fregenal, que en el arranque de la década de los treinta contaba con 10.277 habitantes, se convirtió en el centro desde el cual se orquestó esta reestructuración de la propiedad en el sur de la provincia sobre localidades como Zafra, Fuente de Cantos o Jerez de los Caballeros. De igual forma, la República supuso la dotación de importantes infraestructuras e instituciones dedicadas a la enseñanza en la población. La comisión gestora de 1936 recoge la creación del nuevo colegio de educación primaria el 22 de abril de ese mismo año, los conocidos históricamente como Los Escolares, que actualmente contiene el colegio de educación infantil y primaria Arias Montano. De igual forma, el gobierno republicano creó el nuevo instituto de educación secundaria y profesional, con sede en la calle Santa Clara; germen del actual instituto de educación secundaria y bachillerato Eugenio Hermoso.

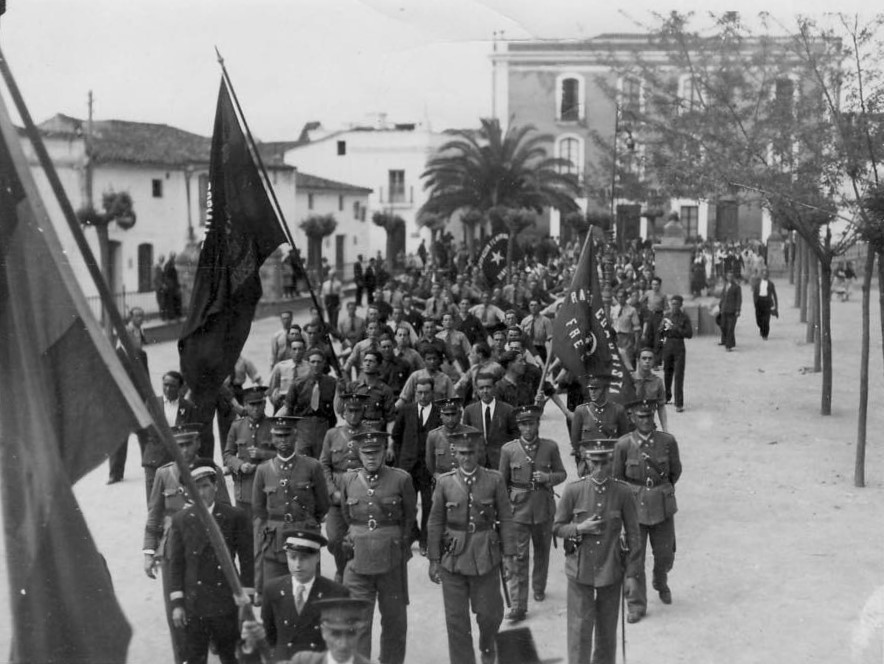
Manifestación en el paseo de la Constitución el 1 de mayo de 1936

Previamente, en febrero de 1936, había sido nombrada una comisión gestora, presidida por el presidente de la Casa del Pueblo, Victoriano Cordero González, designada por el gobernador civil de Badajoz para preparar las elecciones municipales que deberían celebrarse en abril de ese mismo año. El 15 de abril de 1936 sería elegido alcalde Victoriano Cordero González, último alcalde democrático de Fregenal, que continuaría al frente del consistorio hasta el 18 de septiembre de 1936, con la ocupación de la ciudad por las tropas sublevadas.
Al estallido de la Guerra Civil Fregenal era un importante núcleo de población favorable al gobierno de la República. Numerosos incidentes tuvieron lugar en la localidad protagonizados por fuerzas de ambos bandos. Cabe destacar el episodio protagonizado por los componentes de la corporación municipal y el Comité de Defensa de la República, que decidieron recluir a los aristócratas de la ciudad en el Cinema Bravo. Se frenó un posible intento de prender fuego al edificio por parte de simpatizantes republicanos. El ataque fue sofocado, entre otros, por el alcalde de Fregenal en los últimos días de la República, Victoriano Cordero González. Este personaje, junto a sus compañeros socialistas, moriría tras la llegada de las tropas sublevadas, por defender el régimen democrático y republicano.

Debido a la tardía fecha en que fue tomada Fregenal por las tropas sublevadas contra la República española, en la ciudad se fueron acumulando personas que huían provenientes de la sierra de Huelva y de distintas zonas de la provincia de Badajoz ya tomadas por el ejército sublevado. La primera ola de refugiados de la provincia de Huelva se desplazaba huyendo de las tropas enviadas, tras la toma de Badajoz el 14 de agosto, y llegaban desde localidades onubenses como Zalamea la Real, Nerva o Riotinto. Las columnas de mineros tenían como objetivo alcanzar territorio republicano para trasladarse hasta Madrid y ayudar en la defensa de la capital. Destaca entre ellas la columna Espartaco, de mineros bien pertrechados. Estas columnas van haciendo escala a finales de agosto y principios de septiembre en localidades como Fregenal de la Sierra y Valencia del Ventoso donde se aprovisionan principalmente de comida. Al paso de las columnas, muchos extremeños se unen a ellas intentando escapar. Con la toma de localidades al sur de Badajoz capital, como Santa Marta, Feria, Almendral, Barcarrota y Villanueva del Fresno; la masa de personas que huían de los sublevados se va acumulando en las localidades de Jerez de los Caballeros y Fregenal de la Sierra. Dar cobijo a tantas personas se convierte en un problema. La toma de Segura de León y Burguillos del Cerro, el 14 de septiembre, agrava esta situación. Solo de Segura de León habían huido 500 personas. En total, se juntaron en Fregenal alrededor de ocho mil refugiados que huían de los sublevados.

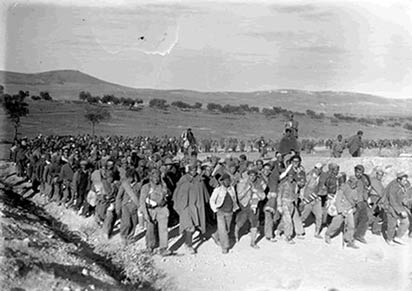
Columna de los ocho mil, que tuvo origen en Fregenal

Ante la inminente toma de Fregenal, las personas refugiadas en las cercanías de la localidad, mayormente en la estación de tren de la misma; decidieron partir el 15 de septiembre en busca de posiciones republicanas. La ruta elegida fue cruzando la Vía de la Plata a la altura de Fuente de Cantos, con destino Azuaga. Con el objetivo de no ser detectados por las tropas sublevados se decidieron a utilizar vías pecuarias que conectaban las localidades de Fregenal y Segura, a través del conocido como camino viejo de Fregenal; para desde allí internase en la Cañada Real Leonesa Occidental, en dirección a Fuente de Cantos. El cruce de la Vía de la Plata era un momento de alto peligro. En este punto, la columna abandona la Cañada Real y se dirige campo a través hacia la carretera. Cruzaron de noche para evitar posibles refriegas. Tras cruzar la Vía de la Plata, la columna se interna en la Senda, un conocido camino que atraviesa de oeste a este los términos de Montemolín, Puebla del Maestre y Llerena. El avance de la columna de los ocho mil era conocido por los mandos nacionales de Sevilla encabezados por Queipo de Llano, que con ayuda de sus informadores en la zona y de un avión de reconocimiento, estudiaban los movimientos de la columna. En la tarde del 17 de septiembre, la columna dejó la Senda y se internó en la cañada real del Pencón. La línea ferroviaria Mérida-Sevilla marcaba la frontera entre territorio republicano y territorio conquistado por los sublevados. Las tropas sublevadas decidieron atacar a la columna el 18 de septiembre en el cerro de la Alcornocosa, junto a la Cañada Real del Pencón, un paraje cercano a los pueblos de Reina y Fuente del Arco; que se situaba al lado de la vía de tren. El ataque, totalmente inesperado se saldó, según las cifras oficiales, con ochenta muertos y treinta heridos; aunque otras fuentes aseguran que el número de fallecidos fue mayor. En la confusión del ataque y de la noche, hubo milicianos que avanzaban con la columna que fueron asesinados por sus propios compañeros para impedir su huida. A pesar del ataque, un goteo constante de personas consiguió pasar y llegar durante esa noche y los días siguientes a Valverde de Llerena y Azuaga. Los más rezagados consiguieron, igualmente, huir de la refriega. El ataque tuvo repercusión en los medios de comunicación, tanto en la señal radifónica en Sevilla, como en ABC de Sevilla o en la portada del Diario HOY del día 19 de septiembre. El ejército sublevado hizo 1200 prisioneros que fueron conducidos a Llerena donde serían ajusticiados en función a los criterios de este bando.
Una vez tomada Fregenal por las tropas sublevadas el 18 de septiembre de 1936, estos impondrían como alcalde a Manuel Guridi Jáuregui, que ocupó el cargo hasta que fuera designado Manuel González Bermudo el 6 de marzo de 1937. González Bermudo ocupó la alcaldía de Fregenal y la secretaría general del Movimiento en la localidad hasta la desaparición total del régimen y la constitución de los primeros Ayuntamientos democráticos en 1979, ocupando la alcaldía ininterrumpidamente durante 42 años, que incluyen el final de la Guerra Civil, la totalidad de la dictadura de Francisco Franco y el período de Transición a la democracia. Durante la posguerra Fregenal fue creciendo en población hasta los años 1960, mientras sus principales actividades económicas eran la agricultura y la ganadería. Durante estos años se celebraron las Fiestas del Cincuentenario de Ntra. Sra. de los Remedios, donde el régimen dio honores de Capitana General a la patrona de Fregenal.
En los años posteriores a la Guerra Civil nacieron y crecieron tres artistas de talla nacional. El mayor de ellos fue Julio García Casas, que nació en la ciudad en 1933. Fue pianista, magistrado y catedrático de Derecho español. Académico de las más prestigiosas instituciones del Estado, recibió como reconocimiento a su trabajo en el mundo de la música la Medalla Mozart de la Unesco, en diciembre de 1997. Además recibió las más altas distinciones como artista de la mano del Gobierno francés (Orden de Chevalier des Arts et des Lettres) y del Gobierno español (Encomienda con Placa de la Orden de Alfonso X el Sabio). Por su parte, el alfarero Rafael Ortega Porras nació en 1938. En su época de mayor proyección, fue uno de los ceramistas españoles de mayor renombre, galardonado con el Segundo Premio del Concurso de Belenes de Madrid (1968), Medalla de Oro del Ministerio de la Vivienda (1972), Premio Nacional de Artesanía (1982), Segundo Premio Nacional de Cerámica (1988), Medalla de Extremadura concedida según el propio texto del Decreto 99/1998 de 28 de julio en virtud del «amor a su tierra y el orgullo con el que pasea su condición de extremeño por todo el mundo junto con su dilatada carrera artística», los título de Maestro Artesano (1999), Hijo Predilecto de Fregenal de la Sierra (2000), entre otros. Por último, cabe destacar la figura de Manuel Parralo Dorado, pintor nacido en 1945. Catedrático emérito, fue Decano de la Facultad de Bellas Artes de la Universidad Complutense de Madrid, Medalla de Honor de la misma Universidad, Académico correspondiente de la Real de Bellas Artes Santa Isabel de Hungría de Sevilla y Cruz de Alfonso X El Sabio. Entre sus principales aportaciones a la sociedad frexnense cabe destacar su prolija aportación al Premio Internacional de Pintura Eugenio Hermoso, ejerciendo como presidente del jurado del certamen pictórico.

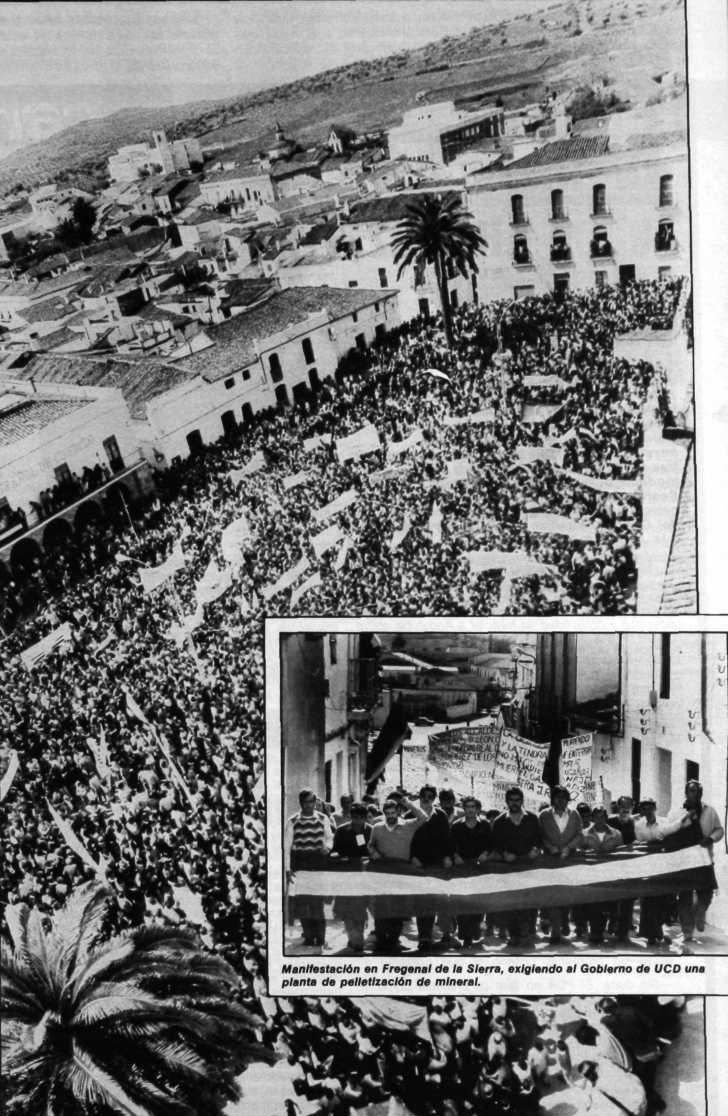
Manifestación en el paseo de la Constitución en defensa de Presur el 25 de abril de 1982

Ya en la época democrática, Fregenal luchó por sus derechos durante los primeros años cuando el Gobierno de España quería reflotar la economía de la ciudad con ayuda de la red de ferrocarril que pasa por la ciudad. En esta línea de actuación, se declaró la comarca de Fregenal como Zona de Urgente Industrialización dentro del proceso de Reconversión industrial que vivía España. El principal proyecto de reconversión de la economía de Fregenal fue el de Prerreducidos Integrados del Suroeste, más conocido por su acrónimo Presur. La planta de Presur fue una promesa del gobierno de la Unión de Centro Democrático (UCD), que permitía de esta forma mantener abierta las minas de Cala e impulsar el sector minero de la zona a través de una fuerte apuesta por la transformación de las materias primas en derivados industriales. A la producción de pellets, principal tarea original de la planta, se sumaba un potente proyecto en investigación. En la planta se dedicaba espacio al estudio de recursos naturales y rocas ornamentales, granitos y mármol, así como el tratamiento de ferroaleaciones de los que se obtenía lingotes de cromo níquel, una planta de demostración para el tratamiento de ferroaleaciones y el proyecto más destacado, de investigación con plasma para el estudio de nuevos materiales, siendo el único en la época en toda España.
La apertura de Presur fue un acontecimiento político de primer orden en toda la geografía extremeña. Contó con la participación de los principales líderes del Partido Socialista Obrero Español (PSOE), que impulsaron la apertura de la planta. De entre aquellos acontecimientos destaca la visita Felipe González a las minas de Cala, mientras aun era líder de la oposición al gobierno de Adolfo Suárez. En cuanto a los hechos acaecidos en Fregenal, destacó la manifestación masiva del 25 de abril de 1982, que congregó a entre 40 000 y 50 000 personas, en los alrededores del paseo de la Constitución, donde se encontraba reunida en asamblea permanente la Junta de Extremadura, para exigir del Gobierno la puesta en marcha inmediata de una planta de pellets.
Aunque Presur acabaría abriendo sus puertas en 1983, las noticias sobre una posible fuga de radiación proveniente de la planta en junio de 1998 supuso su cierre. El escape de cesio-137 no afectó a los trabajadores del lugar según el informe de Consejo de Seguridad Nuclear. La mayoría socialista del Ayuntamiento de Fregenal de la Sierra expresó en un pleno el 19 de junio de 1998 su rechazo al cierre de la planta, pero la fuerte oposición provenientes de las filas del Partido Popular e Izquierda Unida, sumada a un cierto miedo en la población, llevó al cierre de la planta que había supuesto la principal apuesta por la industrialización de Fregenal en los años 80 y 90 del siglo XX.
En 1991 se crea el Hotel Cristina, por iniciativa del empresario Ángel del Cid Pol. Su inauguración fue un auténtico acontecimiento social para la ciudad de Fregenal, con la participación de las principales autoridades autonómicas. Este mismo empresario fue el encargado de dar forma a Matadero Frexnense S.A. (MAFRESA), la que es actualmente la principal industria de Fregenal. Del Cid, de origen leonés, pero con profundas raíces frexnenses, contó con el apoyo de la Junta de Extremadura, presidida por Juan Carlos Rodríguez Ibarra, y del consejero de Economía, Manuel Amigo, para levantar la que fue la principal industria cárnica de España. Una fábrica de 6000 metros cuadrados en 1993, que evolucionó a otra de 24 000 en 1999; que sacrificaba anualmente un total de 8000 cerdos en sus inicios, alcanzando a comienzos de siglo la cifra de 60 000 cabezas. Una agroindustria central para la economía extremeña, que contaba en sus etapas de mayor esplendor con 202 trabajadores fijos, sin contar con todos los empleos derivados de la actividad de la fábrica. La empresa exporta los productos frexnenses a lejanos países como México, Corea del Sur, Japón, Angola, Rusia o Brasil.
El 22 de octubre de 1995 se funda Televisión Fregenal, el primer medio de comunicación audiovisual de la Historia frexnense. La iniciativa surgió desde un grupo de personas adscritas a la sociedad civil frexnense, encabezadas por Juan Ignacio Márquez Martínez, corresponsal del Diario de Extremadura HOY desde septiembre de 1990. El primer programa televisado fue un debate entre los representantes del Ayuntamiento frexnense, Luis Moreno Gamito, alcalde del Partido Socialista; José María Velasco Díaz, concejal portavoz del Partido Popular; y Fernando González Durán, concejal portavoz de Izquierda Unida. Este medio de comunicación ha permanecido en funcionamiento durante más de un cuarto de siglo, tras su transformación en ZF Televisión. Actualmente, se trata del medio de referencia para la información de la vida social, política, cultural, religiosa y deportiva frexnense.

#### SigloXXI

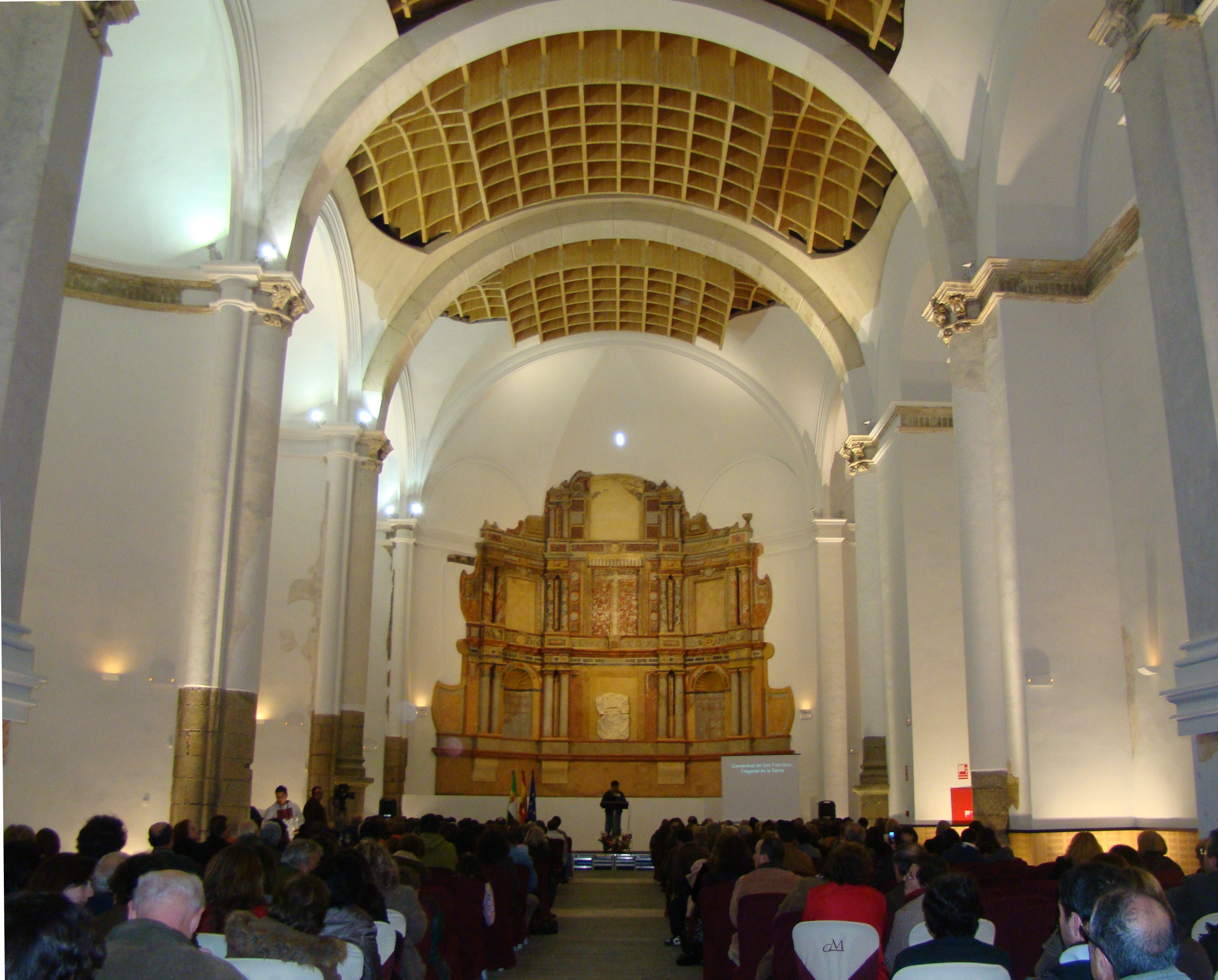
Inauguración del convento de San Francisco el 21 de febrero de 2011

El nuevo siglo trajo consigo un creciente sentimiento por la recuperación de espacios históricos perdidos del patrimonio frexnense. La declaración en 1991 como Bien de Interés Cultural al conjunto histórico artístico de Fregenal de la Sierra, supone un empuje para apostar por levantar y consolidar los cimientos de monumentos en ruinas, que se restauraron por iniciativa pública. Es el ejemplo del convento de San Francisco, que contó con un proceso de restauración prolijo, extendido desde 1995 hasta 2011. En sus primeras fases fue esencial la labor desarrollada por las Escuelas Taller Nertóbriga, que recuperaron el desaparecido claustro del convento. La iglesia fue definitivamente restaurada por el empuje del Ministerio de Vivienda, que permitió finalizar la parte más costosa del proyecto iniciado por la administración local diez años antes. Actualmente, el edificio recuperado alberga el Espacio para la Creación Joven, el Museo de Arte Contemporáneo de Fregenal y espacios dedicados a exposiciones temporales y actos sociales. El otro espacio recuperado es el convento y colegio de San Ildefonso de la Compañía de Jesús, cuya restauración se inició en 2019 con la financiación del Ministerio de Fomento.
Entre los grandes acontecimientos vividos en estos años se encuentran el Centenario de la Coronación Canónica de Ntra. Sra. Santa María de los Remedios en 2006, coincidente con el V Centenario de su proclamación como Patrona de Fregenal. La llegada de la Patrona a la ciudad se convirtió en un acontecimiento de proyección nacional, con la participación de las principales autoridades del Estado, presididas por el rey Juan Carlos I, que cedió su representación el Presidente de la Junta de Extremadura, Juan Carlos Rodríguez Ibarra.
En abril de 2010 nace HOY Fregenal, el primer medio de comunicación digital frexnense, iniciando así la red de hiperlocales del Diario de Extremadura HOY. El medio estuvo dirigido durante nueve años por el corresponsal del medio en Fregenal y director de Televisión Fregenal, Juan Ignacio Márquez Martínez. En total cuenta con 135 números en papel, que eran distribuidos mensualmente por los hogares frexnenses. En su cobertura de la vida social frexnense, Juan Ignacio Márquez llegó a firmar más de 4000 artículos en este medio digital, sumados a los más de 3000 artículos redactados durante más de 28 años al frente de la corresponsalía de HOY para Fregenal de la Sierra. Este legado, junto con su participación en otras muchas iniciativas de la sociedad civil, como la presidencia de la Coral Frexnense, la Comisión de Amigos del Rosario del Domingo de Milagros y su labor como Coordinador de las celebraciones del Centenario de la Coronación, supusieron el nombramiento de Juan Ignacio Márquez como Hijo Predilecto de Fregenal a título póstumo en 2022 por la corporación municipal.
En lo referente a la economía frexnense, en el año 2010 el accionariado de MAFRESA se transformó tras la salida de Ángel del Cid, vendiendo el 51 % de las acciones al Grupo Jorge. La nueva directiva de la empresa cárnica implementó algunas mejoras en la fábrica, conservando de esta forma su plantilla e incrementándola hasta los 250 trabajadores. También se amplió considerablemente la producción, llegando en 2018 a sacrificar un total de 142 000 cerdos, aumentando la capacidad de la fábrica hasta los 200 000. MAFRESA continúa siendo, por tanto, la principal industria cárnica de Extremadura, con ventas por valor de 50 millones de euros en el año 2019.

## Patrimonio

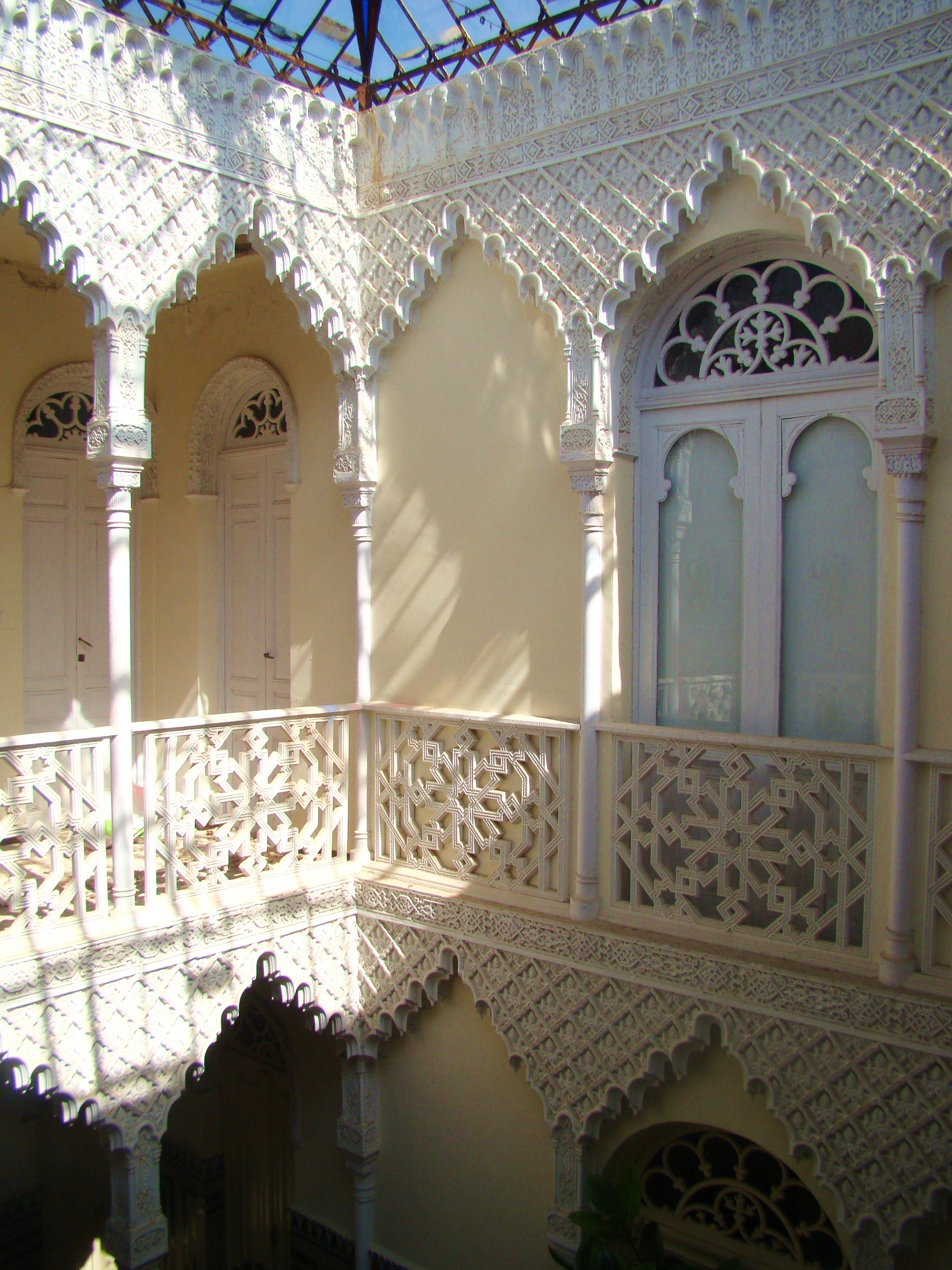
Patio neomudéjar de la casa solariega de la Familia Peche

Fregenal de la Sierra cuenta con un importante conjunto histórico artístico, que fue declarado Bien de Interés Cultural en el año 1991, y que supone uno de los conjuntos más importantes del sur de la provincia de Badajoz que cuenta con un gran número de monumentos entre iglesias, casas solariegas, el castillo templario, etc.
El más destacado de sus monumentos es el Castillo Templario, que posiblemente se construyó en el siglo XIII por los caballeros de la Orden del Temple; pero tras los últimos descubrimientos de restos romanos, visigodos y musulmanes se piensa que el castillo actual es una reconstrucción de uno anterior que se encontraba en el mismo lugar. En el interior se encuentran la plaza de toros, del siglo XVIII y financiada por el Patronato de la Virgen de los Remedios,y reconstruida en el siglo XX por una serie de vecinos a los que el Ayuntamiento concedió la propiedad de 50 palcos según consta en las actas municipales, y el mercado de abastos, del siglo XX y que pertenece a la jurisdicción del Ayuntamiento de Fregenal. Adosados al mismo están la iglesia de Santa María, del siglo XIII. Esta misma fue ampliada en el siglo XVII de la cual se conserva el retablo mayor del siglo XVIII, y la casa parroquial, hecha en la primera mitad del siglo XX.
Las iglesias parroquiales católicas son la iglesia de Santa María de la Plaza, la iglesia de Santa Catalina Mártir y la iglesia de Santa Ana, las cuales pertenecen a la archidiócesis de Mérida-Badajoz.

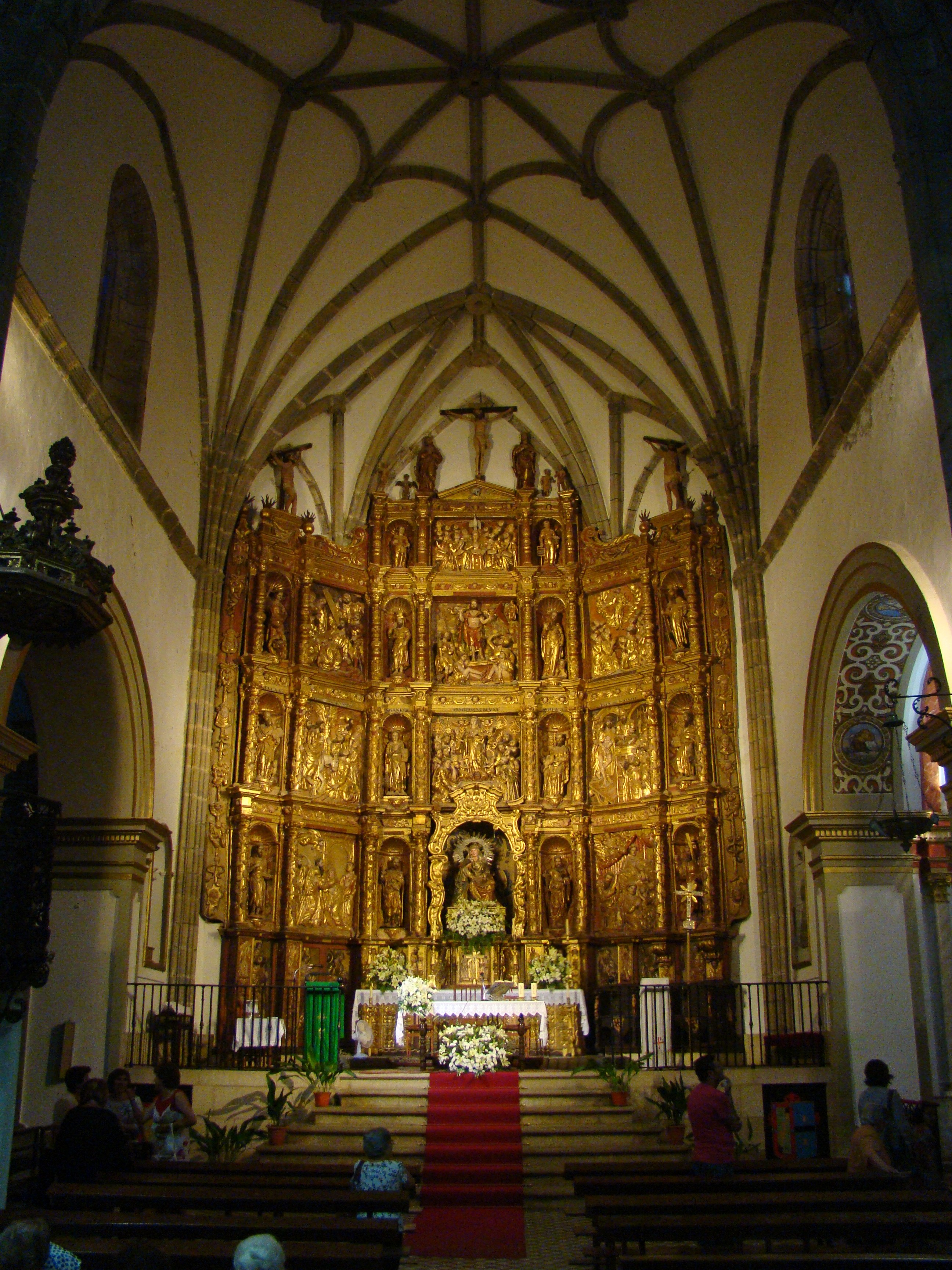
Retablo y bóveda de crucería de la iglesia de Santa Ana

En el barrio de Santa Ana, y rodeada por numerosas casas solariegas, como el Palacio de los Condes de Torrepilares, la Casa de los Peche, con su patio neonazarí; el Palacio de los Marqueses de Riocabado, el Palacio de los Marqueses de Ferrera y muchas casas y palacios más; aparece la iglesia de Santa Ana, las más grande y bella de la ciudad construida en el siglo XVI y con posteriores remodelaciones del siglo XVIII. Posee un magnífico retablo del siglo XVI, atribuido por estudios recientes al entallador Antonio de Auñón, que lo labró en la década de 1570. Los mismos estudios apuntan al mecenazgo artístico de un grupo de orígenes judeoconversos en Fregenal de la Sierra, cuyo sector más dinámico, enriquecido por la actividad artesanal y comercial basada en sectores destacados como el del cuero, inicia un proceso de ascenso social para incorporarse a los grupos locales de poder. El retablo mayor de la iglesia de Santa Ana está considerado por numerosos autores como una de las obras más brillantes de la baja Extremadura en este tiempo.
También destacan en el templo el retablo del Nacimiento, formado por imágenes policromadas fechadas en el siglo XVII; o la capilla del sagrario, de estilo renacentista, con un sagrario de unos ciento cincuenta kilos de plata que fue costeado por la población y está fabricado en plata de ley repujada y dorada en oro fino y enriquecido con esmaltes, perlas y piedras preciosa. En otra de las capillas del templo está enterrado Juan Bravo Murillo, hijo ilustre de la ciudad, junto a los restos de sus padres.
Otra de las iglesias principales de la ciudad, Santa Catalina, del siglo XV, posee una techumbre de estilo mudéjar del siglo XVI y sorprende al visitante con una sencilla fachada del siglo XVII, compuesta por una puerta adintelada con vano rectangular bajo un óculo y rematada por un campanario. El templo de planta basilical conserva las más importantes joyas de la imaginería frexnense, la Virgen con Niño y la Piedad, ambas del siglo XV y cuya autoría se atribuye a Mercadante de Bretaña. Además destacan el resto de imágenes y pinturas de la ciudad al ser las más antiguas dentro del patrimonio de la ciudad bajoextremeña.
Del resto del conjunto histórico destacan también el conventual de San Francisco, del siglo XVI y de reciente proceso de restauración, tras ser abandonado a finales del siglo XIX. El convento de las Madres Agustinas y el antiguo colegio y convento de los Jesuitas, ambos financiados por Alonso de Paz y construidos en torno al siglo XVI. También las fuentes de la Fontanilla del siglo XVI, coronada por la Virgen de la Guía, y la fuente de María Miguel, en torno a la que se esconde una antigua leyenda de amores imposibles entre los amantes María y Miguel.
A seis kilómetros de Fregenal se encuentra el santuario de Nuestra Señora Señora Santa María de los Remedios, de finales del siglo XV y con ampliaciones hasta el siglo XVIII. Arquitectónicamente responde a los cánones del barroco, destacando en su exterior el atrio compuesto por una arquería de medio punto de ladrillos y columnas de granito de fuste liso con basamentos que sustentan la techumbre de madera. En su interior, sorprende la riqueza del camarín que alberga la talla de Nuestra Señora Santa María de los Remedios patrona de la ciudad desde 1506, que posee una rica decoración barroca rematada por una cúpula semiesférica. El retablo mayor del edificio, que disfrutó de una reciente restauración en 2006, también muestra la influencia del barroco. El recinto se completa con la Hospedería, salón del que cuelgan los retratos de los frexneses más ilustres.

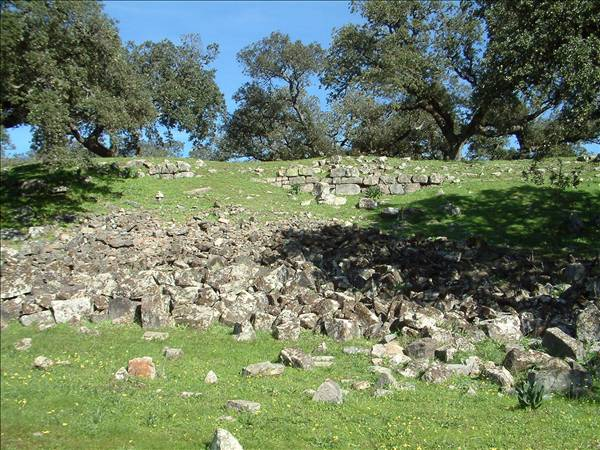
Restos de las murallas de la ciudad de Nertobriga Concordia Iulia

Destaca, de igual forma, el yacimiento arqueológico de Nertóbriga Concordia Iulia, situado dentro del término municipal de Fregenal y declarado Bien de Interés Cultural en 2013 por la Junta de Extremadura. Encuadrado en una posición estratégica, entre los ríos Sillo y Álamo, junto a la mayor concentración de minas de hierro de la comarca y sobre la Real Cañada Soriana, fue cruce de caminos en la localización de una importante vía protohistórica de comunicación entre el sur y el norte peninsular, tal y como se revela en el estudio espacial de asentamientos prehistóricos. Los trabajos de excavación del yacimiento, iniciados en el siglo XIX, han proseguido durante el tiempo hasta la actualidad, desenterrando los restos de los principales edificios del acrópolis, el foro, termas, mercado, necrópolis y aljibes; así como algunos lienzos de la antigua muralla de la ciudad. Hoy día se han mejorado los accesos al recinto y siguen los trabajos arqueológicos, impulsados por la declaración como Bien de Interés Cultural.
Por último cabe destacar la ermita medieval de San Miguel de los Fresnos, situada a unos seis kilómetros en línea recta al noreste del casco urbano, cuyos elementos constructivos más antiguos están datados en el siglo VII, enmarcados en la época visigoda. En la actualidad se conservan los muros perimetrales de su única nave cubierta por dos arcos fajones ojivales sostenidos por columnas adosadas al interior y contrafuertes al exterior, una entrada lateral del mismo estilo orientada al sur y un ábside cerrado con bóveda de cañón bajo el que se localiza un pequeño altar con nicho y venera central ya de los siglos XVI y XVII, flanqueado por otros dos de menores proporciones, en el que según todos los indicios se alojaría la imagen del arcángel San Miguel de terracota policromada y dorada, obra de la segunda mitad del siglo XV atribuida al escultor bretón Lorenzo Mercadante, depositada en el Museo Nacional de Arte de Cataluña. Dado su alto valor histórico y con el objetivo de preservar los restos arquitectónicos que han llegado a nuestros días, esta ermita ha sido incluida en el Inventario de Patrimonio Histórico y Cultural de Extremadura por la Consejería de Cultura, Turismo y Deportes.

## Economía

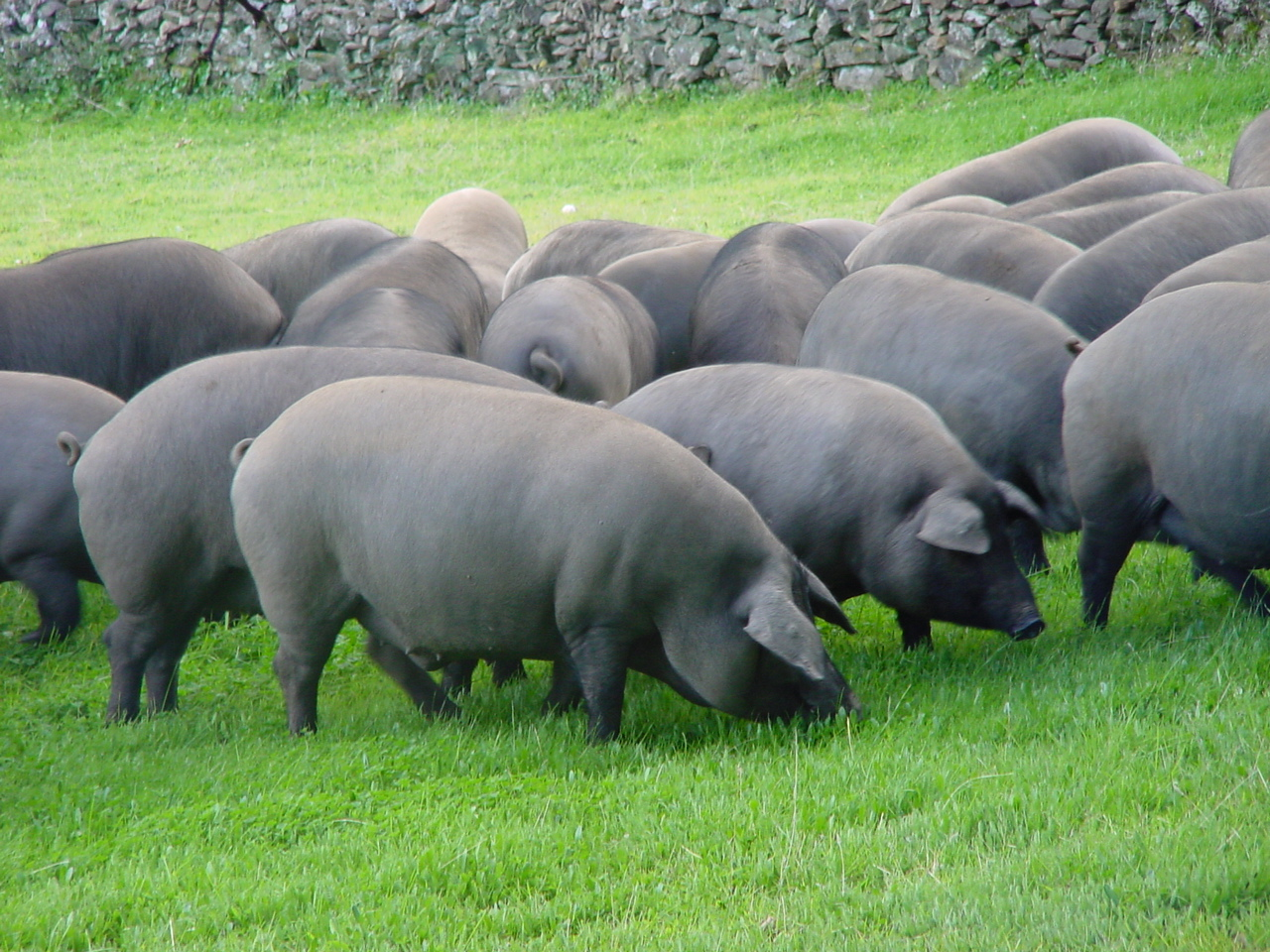
Cerdos en montanera en las dehesas de Fregenal

La economía de Fregenal de la Sierra, así como la de su entorno, ha dependido tradicionalmente de la agricultura y la ganadería. En menor medida, tuvo su peso la actividad minera, con un radio de influencia sobre localidades como Jerez de los Caballeros o Fuente de Cantos, en Extremadura, y Cala, en la provincia de Huelva. Fregenal se postulaba cono punto central de distribución de los recursos mineros de toda la zona, ya que la localidad cuenta con una línea de ferrocarril que pasa por la misma.
En la actualidad la actividad de mayor importancia es la relacionada con el sector servicios, donde se encuadra casi el 50 % de la población en activo frexnense, un sector de referencia en toda la comarca y con un fuerte arraigo histórico, debido a las rutas comerciales que pasaban por Fregenal.
Emergente es la actividad turística que aprovecha el legado artístico y cultural que posee la ciudad, con un patrimonio monumental declarado Bien de Interés Cultural en 1991. Asimismo, las diferentes asociaciones culturales de la población realizan una importante labor en favor de la conservación del folclore y las tradiciones de la ciudad. También el rico entorno natural de esta población, con un gran número de hectáreas de dehesas, así como una red de senderos homologados, acerca al visitante a la realidad del mundo rural a través de una actividad respetuosa medio ambiente. 

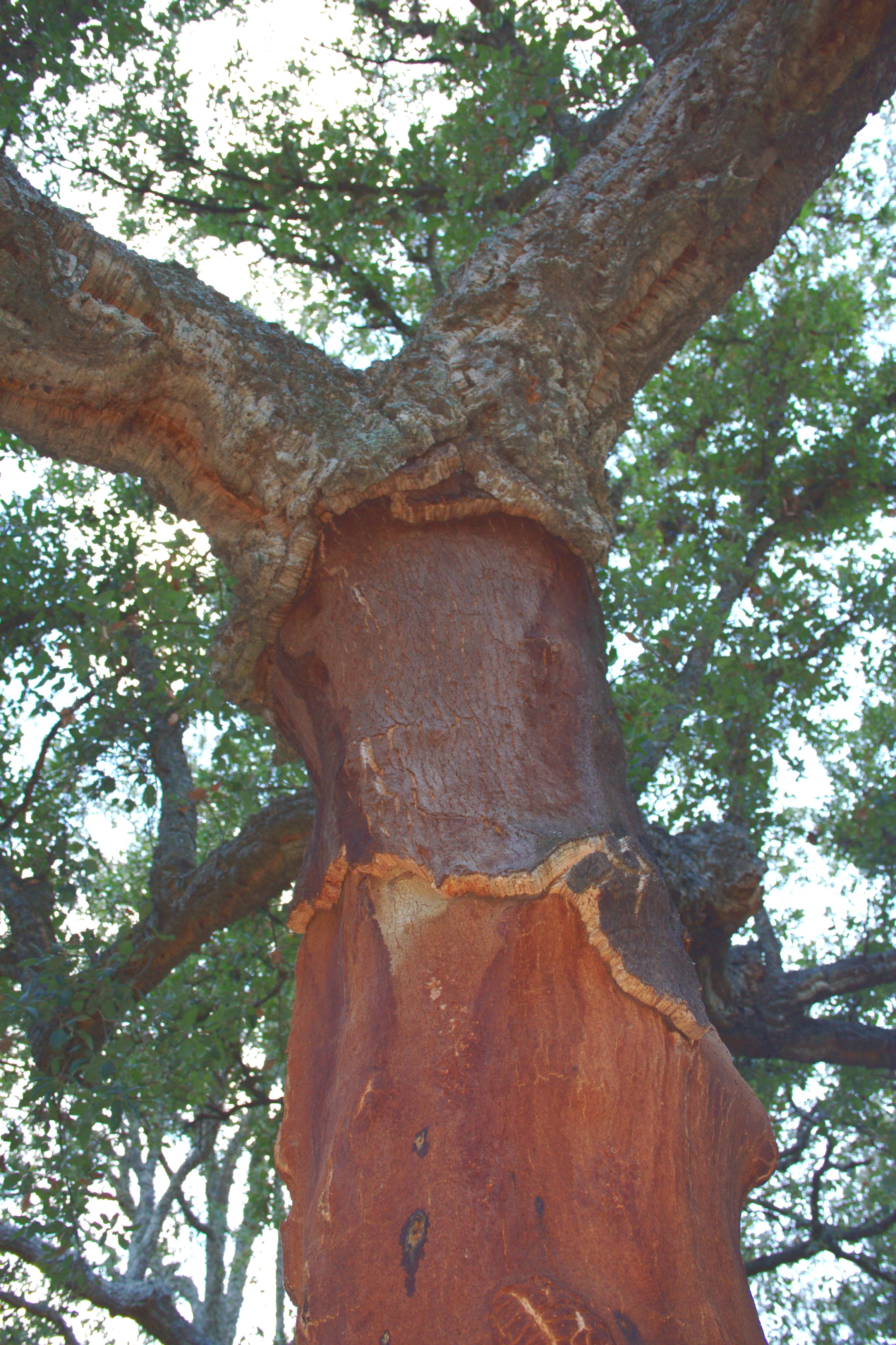
Alcornoque con doble nivel de extracción de corteza (corcho)

En Fregenal también podemos encontrar actividades artesanales como la alfarería. Muy unida a la tradición y heredera de los antiguos talleres situados en las cercanías de las calles El Puerto y Mazaderos, los alfareros frexnenses conservan el legado de sus familias en torno a la manufactura del barro y la arcilla. Claro ejemplo es la familia Gallardo, que aun conserva esta tradición en su taller. Indiscutible labor en la conservación de esta manifestación artística fue la llevada a cabo por Rafael Ortega Porras, Medalla de Extremadura en 1998, que tuvo reconocido éxito a nivel nacional e internacional, llevando su original obra de alfarería, y el nombre de Fregenal y Extremadura, a muchos rincones del mundo.
También el comercio, aunque escaso, se hace destacar en el centro de la ciudad con un gran número de comercios en torno a las calles de la Cárcel, Reyes Huertas, Italia y Calles Nuevas, así como la avenida España, arteria principal de la ciudad. Todas ellas conforman una gran red de comercio, unida a través de la Asociación de Comerciantes Frexnenses (Acofrex), que realiza gran número de campañas publicitarias, sobre todo en la época navideña.
Actualmente tiene gran importancia la extracción de corcho con un gran de número de empresas locales que se dedican anualmente a la extracción de la corteza a los numerosos alcornoques que rodean la población, como por ejemplo RANECOR, y que durante la época de recogida dan mucho trabajo tanto a personas que habitan en la localidad como a otras pertenecientes al resto de la comarca.
Pero sobre todas las actividades económicas destaca la relacionada con el cerdo ibérico, con industrias de importancia local, como Hermanos García-Hermoso o la cooperativa Montanera Fregenal, y de alcance nacional e internacional, como la empresa Argal, con uno de los mataderos más importantes de Fregenal, y que es conocida a niveles nacionales e internacionales, siendo la central de Fregenal el único matadero perteneciente a esta empresa cuya finalidad es realizar productos ibéricos; o MAFRESA (Matadero Frexnense S.A.) considerada la más importante empresa en la ciudad y la mayor empresa agroalimentaria del ibérico en Extremadura. Cuenta con las mayores instalaciones de todas las empresas frexnenses y con la mayor plantilla de trabajadores en toda la ciudad.

## Demografía
Fregenal de la Sierra cuenta con una población de 4743 habitantes (INE 2024).
| Gráfica de evolución demográfica de Fregenal de la Sierra entre 1842 y 2021                                                                                      |
| |
| Población de derecho según los censos de población del INE. Población de hecho según los censos de población del INE.En este censo se denominaba Fregenal: 1842. |

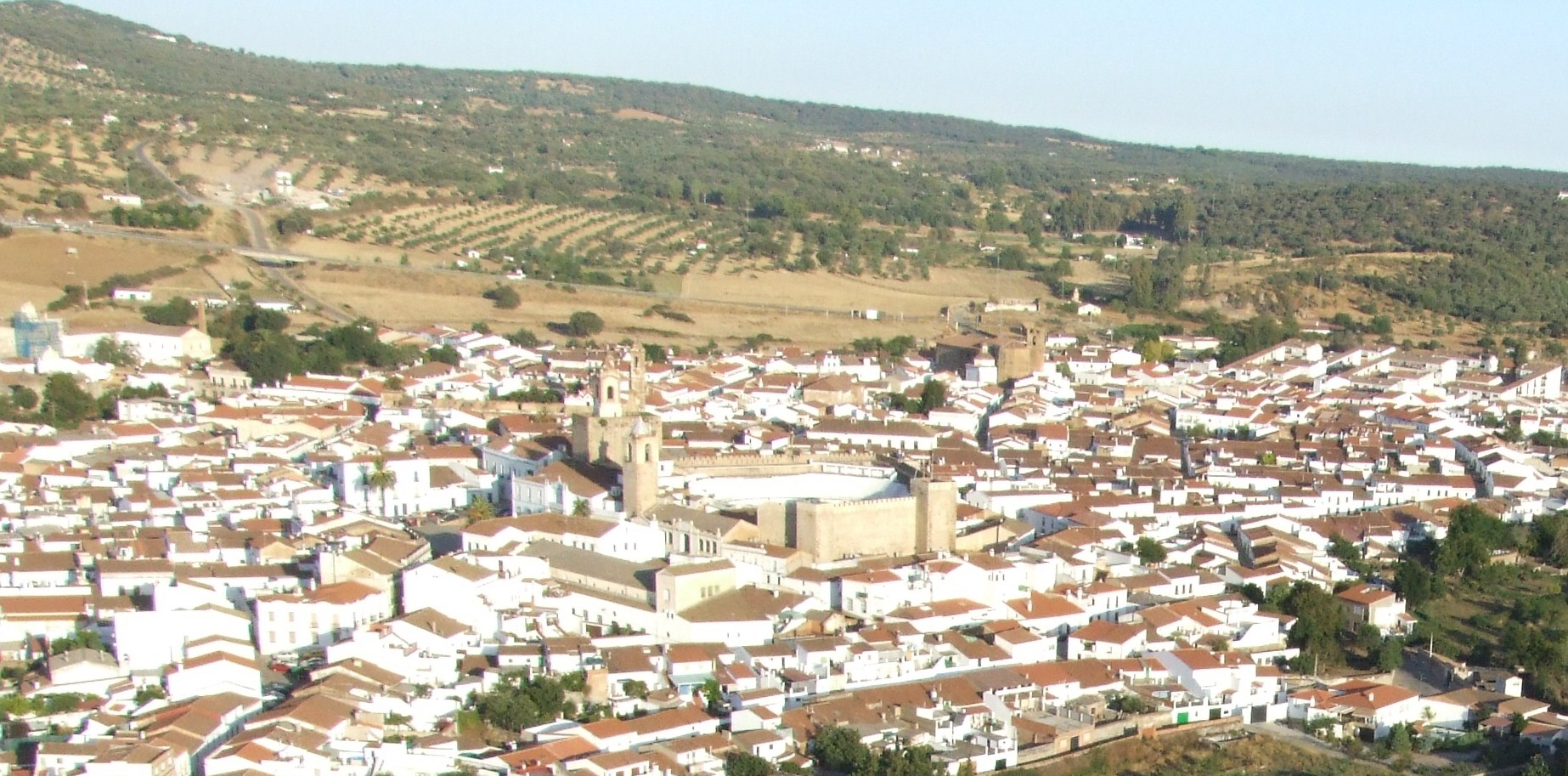
Parte norte de Fregenal de la Sierra desde el aire

Fregenal de la Sierra se caracteriza por ser, tanto en la actualidad como a lo largo de los siglos XIX y XX, la localidad más poblada del partido judicial, que encabeza, y la comarca que conforma. Durante el siglo XIX, podemos observar que la población realiza un incipiente incremento desde mediados de siglo, apoyado en las mejoras introducidas en campos como la salubridad o la medicina, así como el establecimiento de nuevas empresas que se irán instalando de la mano de la revolución industrial. El siglo termina con una cifra muy elevada de población, superando los 9500 habitantes. Este incremento se ve acentuado por la implantación de importantes servicios en la ciudad, como por ejemplo la apertura de la línea ferroviaria en 1889.
En referencia a su evolución a lo largo del siglo pasado podemos aseverar que la población se ha visto notablemente reducida durante la segunda mitad de la centuria. La ciudad se verá altamente poblada durante toda la primera mitad del siglo, alcanzando los 10 000 habitantes, que se mantendrán hasta los años cincuenta, cuando alcanzará el máximo poblacional.
A partir de los años sesenta la población se verá directamente influida por el éxodo rural, fenómeno poblacional que afectará igualmente al resto de las localidades de la comarca, y en general a toda la zona sur de España, incluyendo las comunidades autónomas de Extremadura y Andalucía. Este éxodo campesino provocará la desaparición de un importante estrato poblacional, en su mayor parte conformado por los segmentos de población más jóvenes; que emigrará a las principales capitales nacionales en busca de empleo ante la realidad de un sector agrícola estancado, basado en la propiedad latifundista, e incapaz de absorber tanta mano de obra. La falta de sectores industriales, que aun hoy día escasean en la región, influyeron igualmente en este fenómeno. Desde los años sesenta hasta la actualidad, década tras década, la población local ha ido disminuyendo, afectada por este fenómeno muy fuertemente en las décadas de 1960 y 1970, en las cuales Fregenal verá reducida su población a la mitad. Debido a ello, hoy es posible encontrar a una gran masa de frexnenses emigrantes en comunidades como Madrid, Cataluña o País Vasco.
La falta de empleo sigue siendo uno de los principales problemas de los que se aqueja Fregenal. Pese a la implantación en los años ochenta y noventa de nuevas empresas que renovaron el clima económico de la localidad; las novedosas industrias, en un primer momento industrias pesadas y más adelante agroindustrias, no resolvieron la situación. No obstante, estas empresas sí que lograron frenar el auténtico despoblamiento al que se empezaba a enfrentar Fregenal justo antes de la llegada de la democracia. La introducción de diferentes servicios públicos y la mejora de la educación y la sanidad, han potenciado igualmente esta estabilidad.
En los últimos años, y tras la llegada al panorama nacional de la crisis económica, la población vuelve a enfrentarse duramente a la incipiente caída del número de habitantes, que en tan solo siete años (desde 2010 hasta 2019) se ha visto reducida en más de 300 personas, alcanzando el punto mínimo de población desde mediados del siglo XIX. En la actualidad, una de las labores más importantes promovidas desde la corporación municipal es volver a los 5000 habitantes, una cifra difícil de recuperar ante la desaparición de numerosos puestos de trabajo y el envejecimiento al que se enfrenta la población, sumada a la fuga de jóvenes en busca de un futuro hacia diferentes puntos de la geografía nacional y europea. Aunque, los datos arrojados por el padrón municipal reflejaron cierta estabilidad entre 2017 y 2018, los datos del padrón a 1 de enero de 2020 vuelven a reflejar caídas en el número de empadronados. A pesar de que la crisis del COVID-19 aumentó ligeramente el número de empadronados durante la aplicación del estado de alarma, que supuso el confinamiento domiciliario de la población de toda España, las cifras de febrero de 2021 apuntalan la tendencia regresiva de la población por debajo de los datos de 2020.

## Administración y política

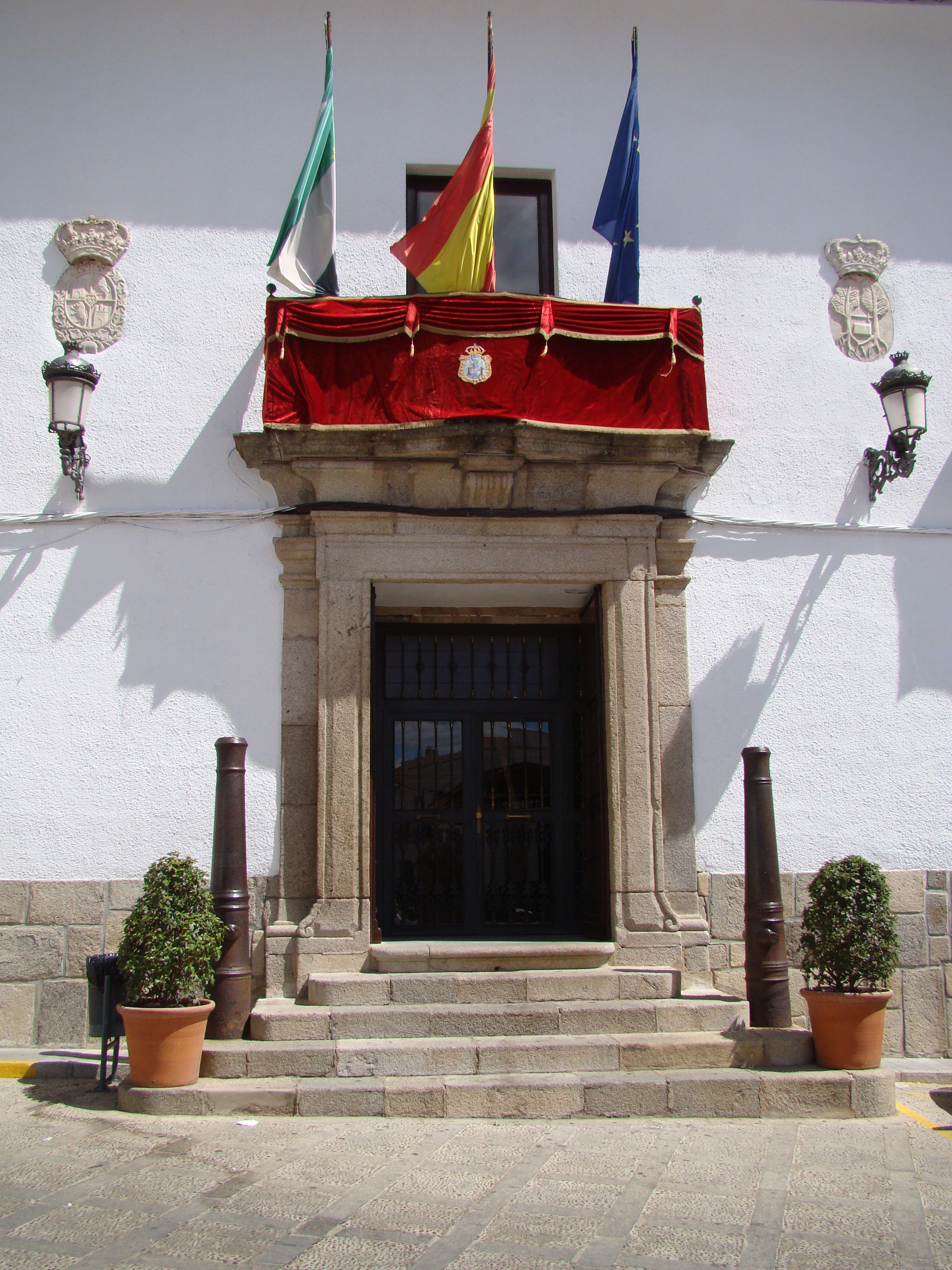
Ayuntamiento de Fregenal de la Sierra

La localidad está gobernada por el Ayuntamiento de Fregenal de la Sierra, cuyos representantes se eligen cada cuatro años por sufragio universal de todos los ciudadanos mayores de 18 años de edad. La corporación municipal de Fregenal está compuesta por once ediles, entre los cuales se designa al alcalde-presidente de la entidad. El Ayuntamiento de Fregenal está presidido por la alcaldesa de Fregenal, desde su toma de posesión el 13 de junio de 2015, María Agustina Rodríguez.
| Periodo   | Nombre                            | Partido | Partido                                  |
| --------- | --------------------------------- | ------- | ---------------------------------------- |
| 1979-1983 | Francisco Rodríguez Romero        |         | Unión de Centro Democrático (UCD)        |
| 1983-1999 | Luis Moreno Gamito                |         | Partido Socialista Obrero Español (PSOE) |
| 1999-2003 | Matías Reviriego Marqués          |         | Partido Popular (PP)                     |
| 2003-2015 | Juan Francisco Ceballos Fabián    |         | Partido Socialista Obrero Español (PSOE) |
| 2015-act. | María Agustina Rodríguez Martínez |         | Partido Popular (PP)                     |

Las elecciones de Fregenal se desarrollan de forma periódica e ininterrumpida desde el año 1979. La localidad está dividida en tres distritos electorales.
| Partido político                                       | 2023  | 2023  | 2023       | 2019  | 2019  | 2019       | 2015  | 2015  | 2015       | 2011  | 2011  | 2011       | 2007  | 2007  | 2007       | 2003  | 2003  | 2003       | 1999  | 1999  | 1999       | 1995  | 1995  | 1995       | 1991  | 1991  | 1991       | 1987  | 1987  | 1987       | 1983  | 1983  | 1983       | 1979  | 1979  | 1979       |
| Partido político                                       | %     | Votos | Concejales | %     | Votos | Concejales | %     | Votos | Concejales | %     | Votos | Concejales | %     | Votos | Concejales | %     | Votos | Concejales | %     | Votos | Concejales | %     | Votos | Concejales | %     | Votos | Concejales | %     | Votos | Concejales | %     | Votos | Concejales | %     | Votos | Concejales |
| Partido Popular (PP)-Alianza Popular (AP)              | 55,57 | 1656  | 6          | 53,02 | 1658  | 6          | 52,07 | 1707  | 7          | 45,11 | 1604  | 6          | 43,54 | 1548  | 6          | 36,53 | 1299  | 5          | 53,81 | 1968  | 7          | 37,70 | 1359  | 5          | 33,07 | 1141  | 4          | 35,68 | 1222  | 5          | 38,87 | 1281  | 5          | –     | –     | –          |
| Partido Socialista Obrero Español (PSOE)               | 42,41 | 1264  | 5          | 39,71 | 1242  | 5          | 37,49 | 1229  | 5          | 45,56 | 1620  | 6          | 45,60 | 1621  | 6          | 53,15 | 1890  | 7          | 34,02 | 1244  | 5          | 46,99 | 1694  | 6          | 54,23 | 1871  | 8          | 55,27 | 1893  | 7          | 55,55 | 1831  | 8          | 42,27 | 1373  | 6          |
| Izquierda Unida (IU)-Partido Comunista de España (PCE) | –     | –     | –          | 6,26  | 196   | 0          | 9,09  | 298   | 1          | 7,79  | 277   | 1          | 9,20  | 327   | 1          | 9,17  | 326   | 1          | 11,59 | 424   | 1          | 14,37 | 518   | 2          | 8,46  | 292   | 1          | 8,53  | 292   | 1          | 5,58  | 184   | 0          | 2,62  | 85    | 0          |
| Unión de Centro Democrático (UCD)                      | –     | –     | –          | –     | –     | –          | –     | –     | –          | –     | –     | –          | –     | –     | –          | –     | –     | –          | –     | –     | –          | –     | –     | –          | –     | –     | –          | –     | –     | –          | –     | –     | –          | 52,31 | 1699  | 7          |
| Independientes                                         | –     | –     | –          | –     | –     | –          | –     | –     | –          | –     | –     | –          | –     | –     | –          | –     | –     | –          | –     | –     | –          | –     | –     | –          | 3,07  | 106   | 0          | –     | –     | –          | –     | –     | –          | –     | –     | –          |
| Partido de los Trabajadores de España (PTE)            | –     | –     | –          | –     | –     | –          | –     | –     | –          | –     | –     | –          | –     | –     | –          | –     | –     | –          | –     | –     | –          | –     | –     | –          | –     | –     | –          | –     | –     | –          | –     | –     | –          | 2,80  | 91    | 0          |

La corporación municipal 2023-2027 de Fregenal de la Sierra está compuesta por los siguientes concejales:
Grupo Popular (PP)
- María Agustina Rodríguez Martínez, alcaldesa-presidenta
- Mercedes Linares Rastrojo, portavoz del Grupo Popular y concejal delegada de Turismo, Vivienda, Empleo, Desarrollo Industrial y Comercial y Urbanismo
- María Isabel Reviriego Romero, portavoz adjunto del Grupo Popular y concejal delegada de Deporte, Asuntos Sociales, Juventud y Educación
- Gonzalo Álvarez Gómez, concejal delegado de Festejos, Obras, Caminos y Limpieza viaria
- Eloy Díaz Giraldo, concejal delegado de Parques y Jardines y Cementerio
- Esperanza Vega Pereira, concejal delegada de Cultura, Mayores e Igualdad

Grupo Socialista (PSOE)
- María José Serrano Rastrojo, portavoz del Grupo Socialista
- Rafael Calzado Romero, portavoz adjunto del Grupo Socialista
- Manuela Caballero Zapata
- Ángel Romero Romero
- Antonio Romero García

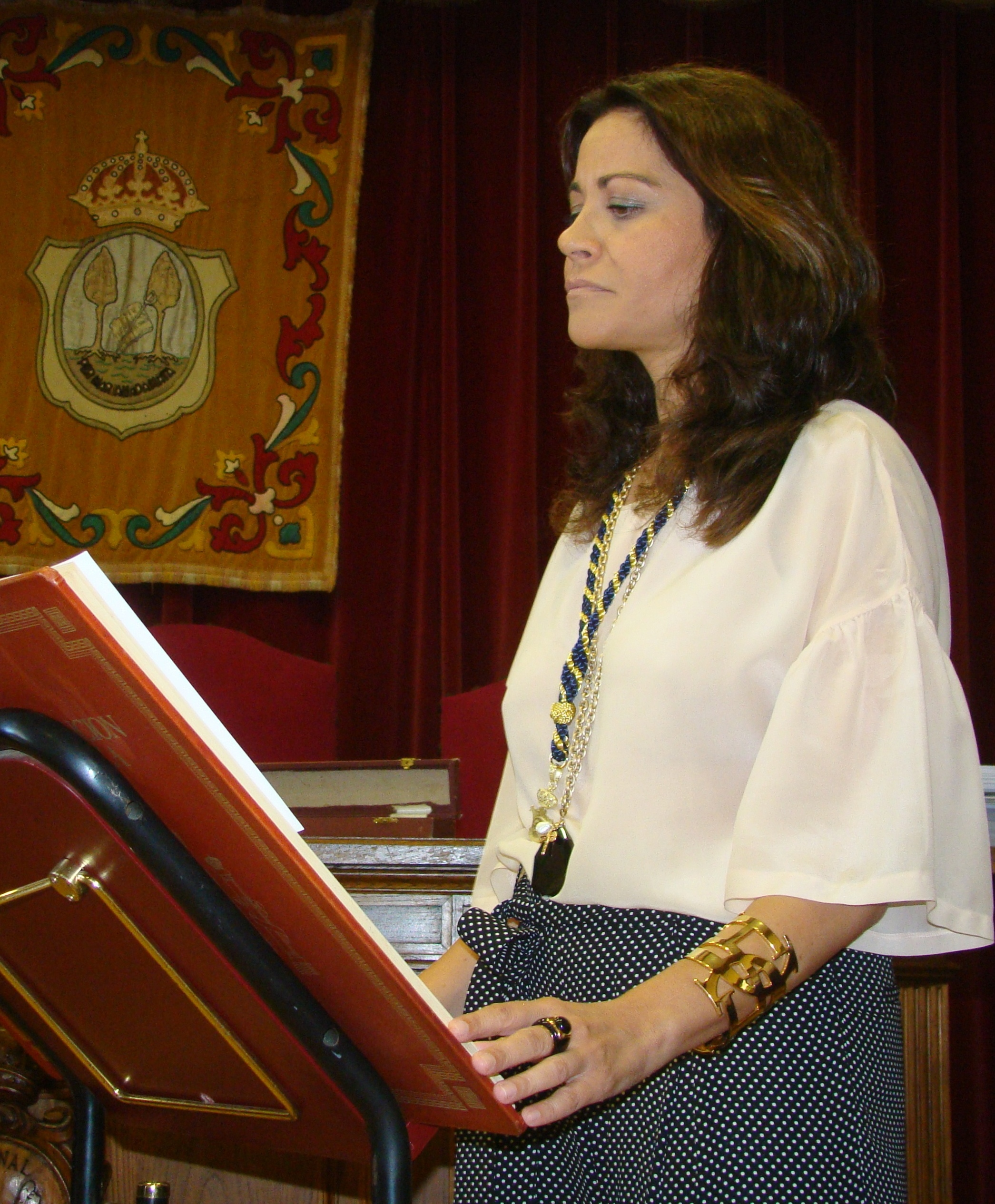
María Agustina Rodríguez, alcaldesa

Los primeros comicios locales desarrollados en Fregenal fueron en el año 1979. El primer alcalde elegido en la etapa democrática fue Francisco Rodríguez Romero, de la Unión de Centro Democrático (UCD), y que gobernó durante una legislatura.
Tras las elecciones de 1983, Luis Moreno Gamito, del Partido Socialista Obrero Español (PSOE), sería designado alcalde de Fregenal, renovando su elección en tres ocasiones; y gobernando por lo tanto en cuatro legislaturas.
En las elecciones de 1999, tras cuatro legislaturas socialistas, Matías Reviriego Marqués, por el Partido Popular (PP), ganó las elecciones, siendo elegido alcalde de Fregenal por una legislatura.
Seguidamente, en las elecciones de 2003, volvería al gobierno local el Partido Socialista Obrero Español (PSOE), siendo alcalde Juan Francisco Ceballos Fabián, que renovaría su mandato en dos ocasiones y gobernaría durante tres legislaturas.
Tras las elecciones de 2015, el cargo de alcaldesa pasó a manos de María Agustina Rodríguez, del Partido Popular (PP). Fue la primera ocasión en la que una mujer presidía la corporación municipal frexnense. Esta circunstancia se prolongó tras la celebración de las elecciones municipales de 2019 y 2023, ocupando la alcaldía por tercera legislativa consecutiva con mayoría absoluta.

## Servicios

### Educación
La educación en Fregenal de la Sierra depende de la Consejería de Educación de la Junta de Extremadura, que asume las competencias de educación a nivel autonómico. Fregenal cuenta con cuatro centros educativos:
Centro infantil Los Juncos
El centro cuenta con una línea de atención a los niños que se encuentran entre los cero y tres años de edad. Se sitúa junto al IES Eugenio Hermoso en la avenida de España. Es el centro de creación más moderna de todos que ofrece sus servicios durante la mayor parte del año.
Colegio público San Francisco de Asís
El centro educativo está situado en el barrio de Santa Ana. Se trata de un colegio de enseñanza infantil y primaria que cuenta con una línea de educación que va desde educación infantil de tres, cuatro y cinco años, hasta los seis años de educación primaria. Dicho colegio está implicado en diferentes proyectos europeos a través de intercambios con colegios de toda Europa.
Colegio público Arias Montano
Se trata del centro más antiguo de todos los centros educativos, que es también conocido como «Los Escolares» por los mayores. Lleva el nombre del ilustre humanista y estudioso Benito Arias Montano, uno de los principales personajes ilustres originarios de Fregenal de la Sierra. Cuenta con una línea educativa desde educación infantil hasta educación primaria.
Instituto de enseñanza secundaria y bachillerato Eugenio Hermoso
Se trata del principal centro educativo de la ciudad que imparte clases de educación secundaria obligatoria y bachillerato a los jóvenes y adolescentes de Fregenal de la Sierra e Higuera la Real, así como a otros de la comarca y el partido judicial e incluso de algunos pueblos del norte de la provincia de Huelva, como Hinojales, Cumbres Mayores, Cumbres de San Bartolomé, Encinasola, etc. También el centro cuenta con ciclos de formación profesional de electricidad y de administración y gestión, así como una universidad a distancia que imparte clases a adultos. El centro lleva el nombre del importante pintor frexnense Eugenio Hermoso Martínez, uno de los principales pintores extremeños del siglo XX. El centro cuenta también con una importante biblioteca con un gran número de libros de investigación o literarios a servicio de los alumnos y de cualquier otro usuario. Por otra parte el centro conserva en los dos edificios que lo conforman diferentes cuadros premiados en el Premio Internacional de Pintura Eugenio Hermoso.

### Transporte
Actualmente Fregenal posee numerosos servicios de transporte que comunican la ciudad extremeña con numerosas ciudades de la geografía extremeña, andaluza o del resto de España.

#### Autobús
Fregenal cuenta con una estación de autobuses que enlaza la ciudad con diferentes ciudades de todo el país como Sevilla, Badajoz, Huelva, Ayamonte, Zafra, Mérida, Madrid, Zaragoza o Barcelona con horarios diarios y semanales para cada uno de los destinos.

#### Tren

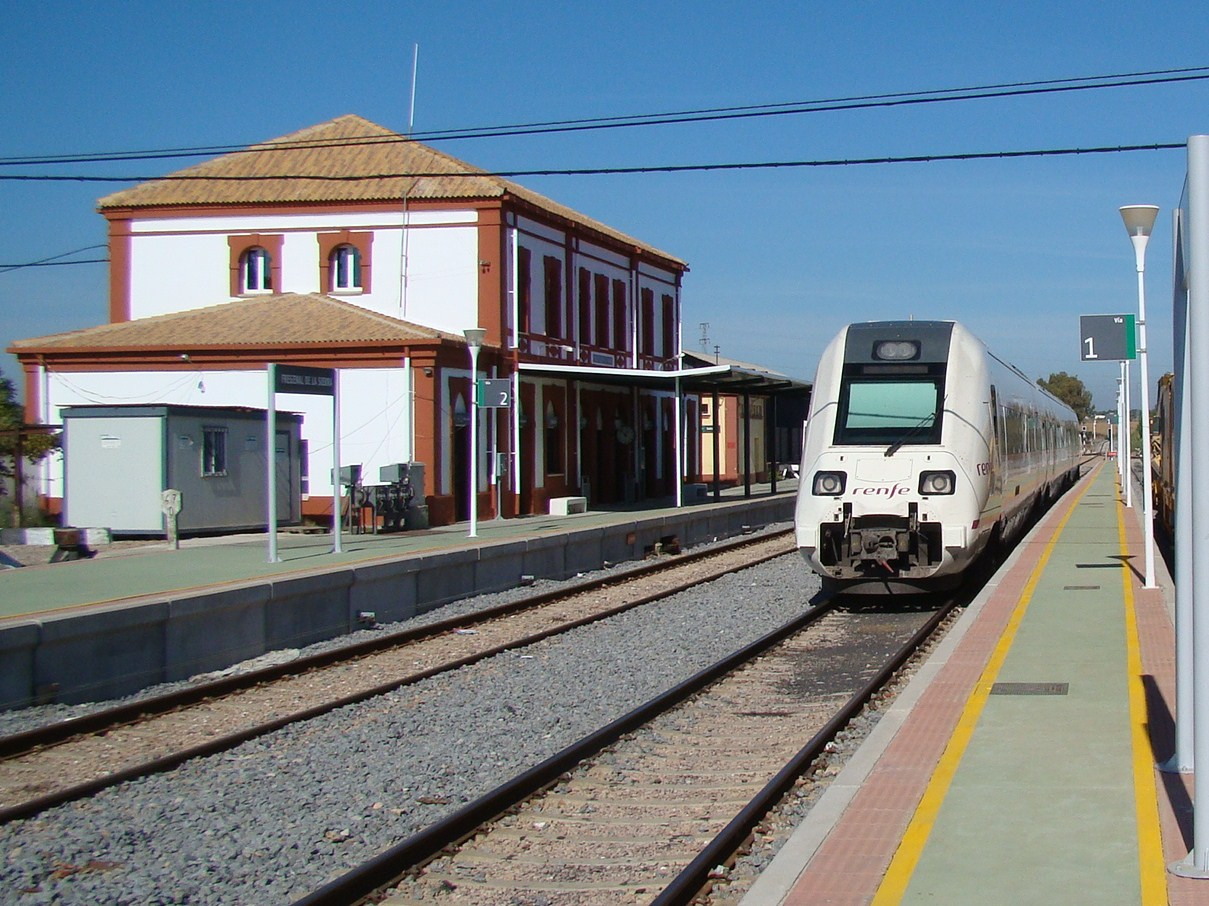
Estación de tren de Fregenal

Por otra parte pasa por Fregenal una línea ferroviaria que une Fregenal con Huelva y Zafra y con ciudades del resto de la geografía extremeña como Mérida, Cáceres o Plasencia y con la misma estación de Atocha de Madrid gracias a los trenes que unen la capital de España con Huelva. En la actualidad cuenta con numerosos trenes tanto de pasajeros y de mercancías que pasan a diferentes horas del día. Es la única línea ferroviaria que pasa por la Mancomunidad de Tentudía.

#### Carreteras
Dada la situación geográfica de la localidad por su cercanía a otras provincias, como son Huelva y Sevilla, Fregenal de la Sierra cuenta con varias carreteras que unen la ciudad con el resto de España.
| Identificador | Denominación                                                            | Itinerario |
| ------------- | ----------------------------------------------------------------------- | --- |
| N-435         | Carretera Badajoz-Huelva                                                | Comunica Badajoz con Huelva atravesando la serranía onubense. Debido a su importancia en la unión entre Extremadura y la Costa de la Luz han sido planteados planes para transformar la carretera nacional en autovía, pero con la unión de Zafra con Huelva. |
| EX-201        | Carretera Fregenal de la Sierra-Límite con la provincia de Huelva       | Comunica Fregenal con el límite de la provincia de Huelva, y de esta forma, con Santa Olalla de Cala y Sevilla, a través de la A-66. |
| EX-101        | Carretera Fregenal de la Sierra-Los Santos de Maimona                   | Comunica Fregenal con Zafra y Los Santos de Maimona y con el resto de España y Madrid a través de la A-66 y la A-5. |
| BA-065        | Carretera Fregenal de la Sierra-Santuario de Ntra. Sra. de los Remedios | Comunica con el Santuario de Ntra. Sra. de los Remedios, a seis kilómetros de la ciudad. |

## Cultura

### Música y folclore

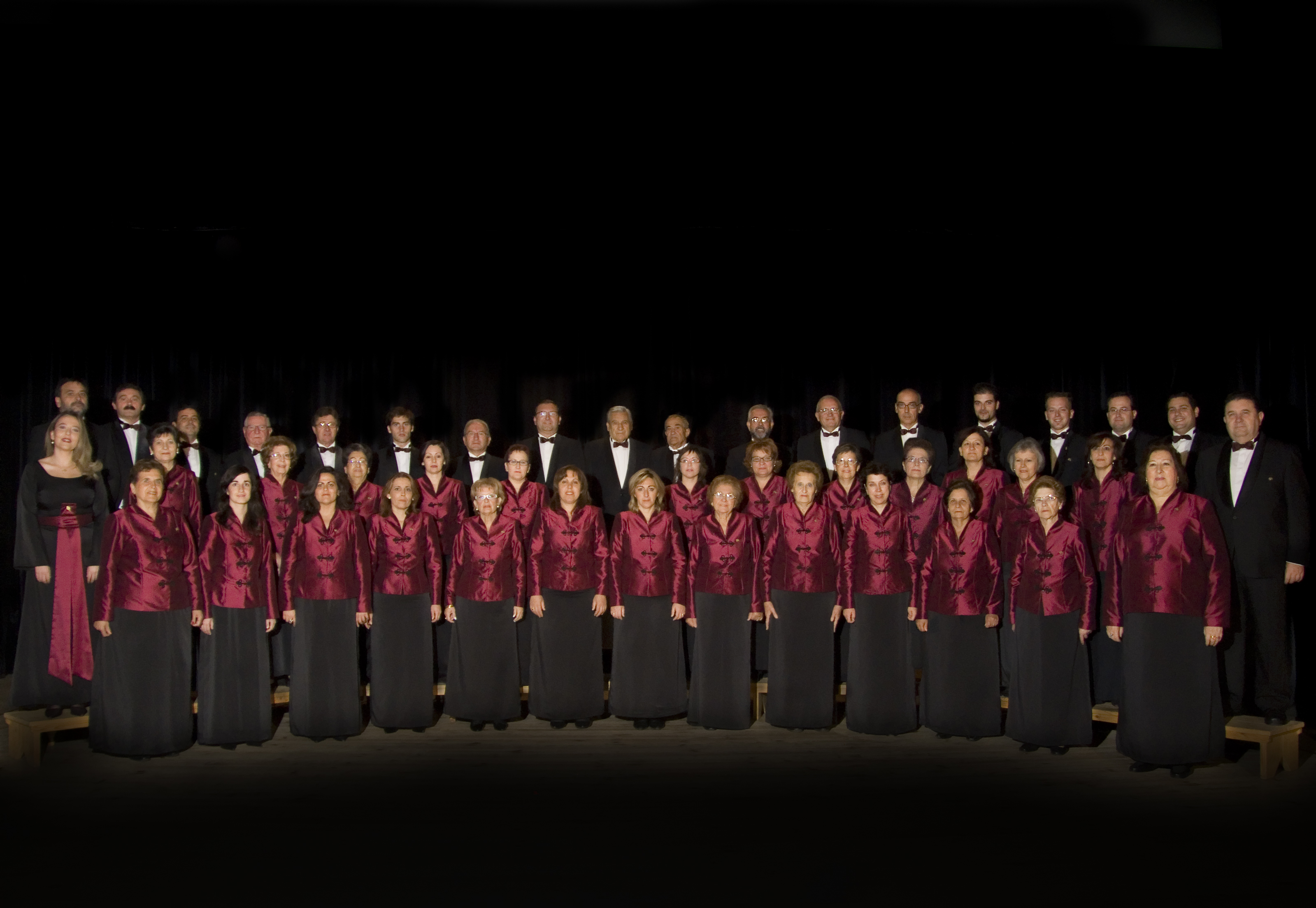
Coral Frexnense

Entre los grupos musicales destaca la Coral Frexnense, fundada en 1968 con cuarenta voces mixtas que cantan polifonías clásicas, populares, religiosas y villancicos, cuenta con una gran trayectoria nacional, habiendo recorrido prácticamente toda la geografía nacional y extremeña, así como de recorrido internacional. Su repertorio posee la mayor muestra del folclore frexnense, obras que son interpretadas coincidiendo con las fiestas patronales en honor de Ntra. Sra. Santa María de los Remedios y las Ferias y Fiestas de San Mateo. El Coro de Cámara Mozart Amadeus es una agrupación de voces femeninas que canta en celebraciones religiosas y conciertos desde 1996.
El Grupo Folklórico Los Jateros, fundado en 1965 es un grupo folklórico con músicos y bailarines que representan las raíces y tradiciones extremeñas y frexnenses con una importante representación en las fiestas patronales, siendo organizador del Festival Internacional de la Sierra desde su creación en 1981 como Festival de Bailes y Canciones Populares de Extremadura.
La Asociación Músico Cultural de Fregenal de la Sierra es un grupo de músicos de viento metal y percusión que interpretan temas populares. Su presencia suele ser habitual en las fiestas patronales y en las citas taurinas de la localidad. La Banda de cornetas y tambores frexnense, grupo de músicos de percusión y viento que interpretan temas populares en las principales fiestas de la ciudad, además organizan un encuentro de bandas anual.
Los Danzaores de la Virgen de la Salud, se enmarcan dentro de la Hermandad de la Virgen de la Salud. La agrupación cuenta con una danza centenaria muy interesante compuesta por danzadores y músicos con tambores y gaitas que se enmarca en la festividad de la Virgen de la Salud. La Danza y Fiestas de la Virgen de la Salud fueron declaradas en 2017 como Bien de Interés Cultural, en la categoría de Bien Inmaterial.

### Academia

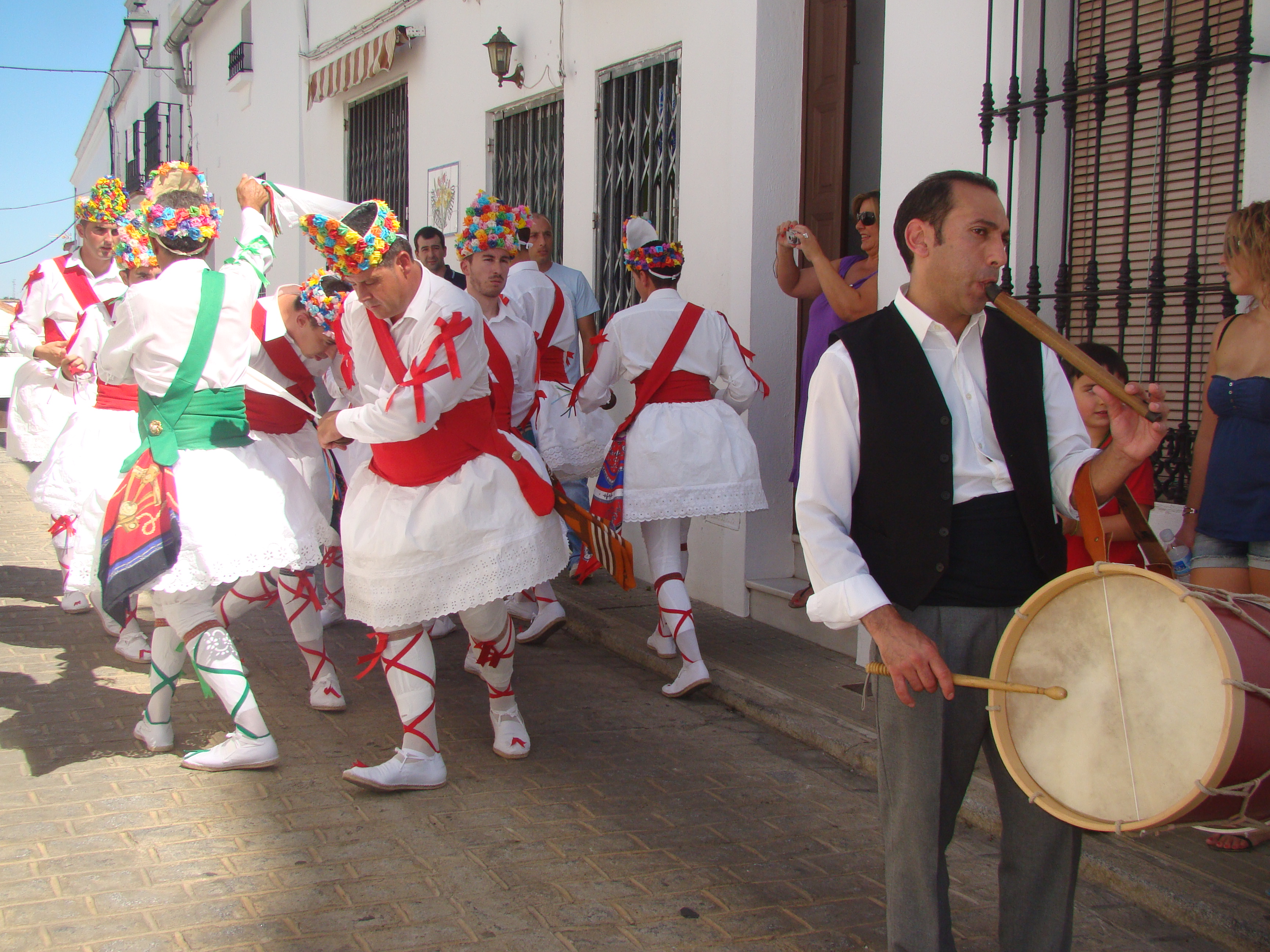
Los danzaores de la Virgen de la Salud

En la vida frexnense existen varias citas académicas que tienen por objeto la promoción de la investigación y la transferencia de conocimiento en el mundo rural. Las Jornadas de Investigación de Danzas Rituales se crearon en 1986, como parte de la programación del Festival de Bailes y Canciones Populares de Extremadura. Desde entonces, la Hermandad de la Virgen de la Salud ha continuado con esta cita bianual en la que cientos de folcloristas y antropólogos han contribuido a la catalogación y a preservar las danzas rituales de toda la geografía nacional. El Ateneo Popular Frexnense es una organización cultural y académica creada en 2017 que da cita a lo largo del año a expertos para impartir charlas sobre cultura, deporte, literatura, política, ecología, sanidad o educación.
La Sociedad Montana es una organización creada con el objetivo de promover la figura del humanista Benito Arias Montano a través de actividades académicas y culturales en Fregenal de la Sierra. Desde 2021, es promotora del curso internacional de verano «Arias Montano: el Humanismo en perspectiva multidisciplinar para el siglo XXI», que organiza en colaboración con la Universidad de Extremadura. Este evento reúne a investigadores y especialistas de universidades y centros de investigación de todo el mundo, abordando el Humanismo desde una perspectiva integral y multidisciplinar que incluye tanto disciplinas tradicionales como la filosofía, la literatura y la historia, como campos científicos y técnicos como la medicina, la física y las ciencias de la tecnología, generando un diálogo enriquecedor sobre la vigencia y aplicación del pensamiento humanista en el siglo XXI. Junto a las actividades académicas, el curso se complementa con una programación cultural que incluye conciertos, exposiciones y otras iniciativas diseñadas para integrar a la comunidad local y destacar el legado de Arias Montano. Además, la Sociedad Montana impulsa proyectos como la creación del Centro Europeo del Humanismo Arias Montano, que se ubicará en el histórico convento de San Francisco, y que tiene como objetivo convertir a Fregenal de la Sierra en un referente internacional en estudios humanísticos y un núcleo de actividades culturales y académicas de alcance global.

### Arte

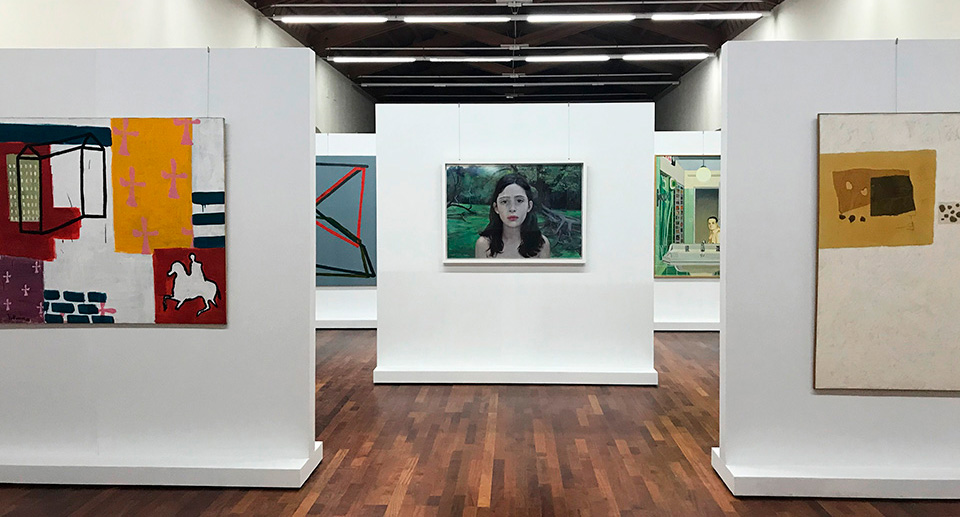
Obras galardonadas del Premio Internacional de Pintura Eugenio Hermoso

El Premio Internacional de Pintura Eugenio Hermoso se trata de los premios de pintura más antiguos de España, y de indiscutible relevancia a nivel extremeño desde su creación en 1981. El certamen es convocado anualmente por el Ayuntamiento de Fregenal, la Diputación de Badajoz y la Consejería de Cultura y Turismo de la Junta de Extremadura, haciéndose público el fallo del jurado en los meses de abril y mayo, coincidiendo con las fiestas patronales. El jurado del concurso está presidido por Manuel Parralo Dorado, catedrático emérito y decano de la Facultad de Bellas Artes de la Universidad Complutense de Madrid, y ha estado compuesto por personalidades del arte español de la talla de Antonio López, Juan Manuel Bonet o Tomás Paredes Romero. El certamen pictórico tiene como objetivo contribuir a la promoción y difusión del arte en general, tanto nacional como internacional, pero siempre manteniendo vivos sus planteamientos iniciales de apoyo a los jóvenes artistas que encuentran en la pintura su principal vía de expresión.
El Premio de Pintura al aire libre, creado en 1973, de difusión local y con más de cincuenta años de historia, ha sido la base par que muchos niños y jóvenes frexnenses iniciaran su andadura en el mundo del arte. Coincidiendo con el 50 aniversario de la creación del concurso, el Ayuntamiento de Fregenal decidió renombrarlo con la denominación de Certamen de Pintura infantil y juvenil José Vargas Lasso, en reconocimiento a uno de los profesores fundadores de este premio. También encontramos la Fundación Eugenio Hermoso Legado Rosario Hermoso, que vela por el mantenimiento y la conservación del patrimonio del pintor, la difusión y la divulgación de su vida y obras y su puesta en valor como uno de los pintores más representativos de la corriente costumbrista del pasado siglo XX.

### Museos

#### Casa Museo Eugenio Hermoso

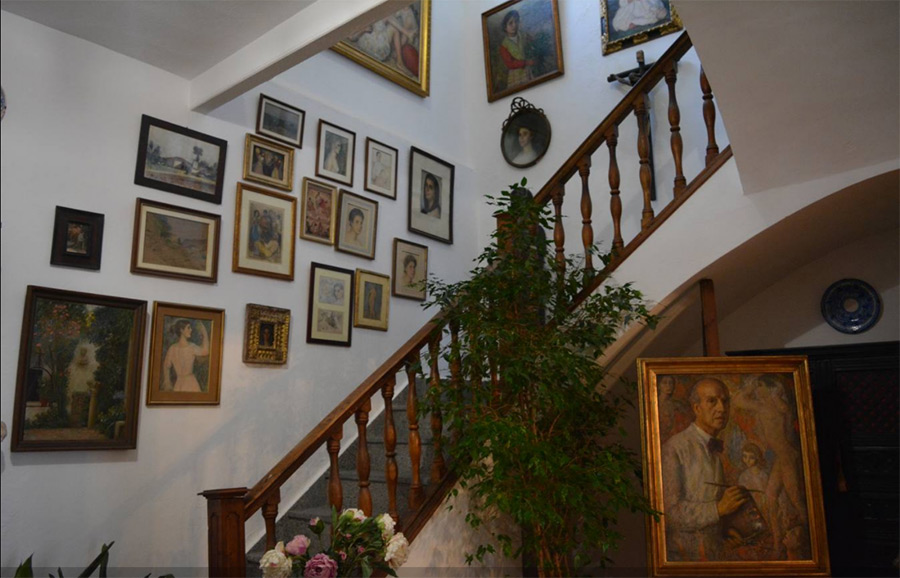
Casa Museo Eugenio Hermoso en 2018

La Casa Museo Eugenio Hermoso se trata de un proyecto de recuperación de la antigua casa del pintor local Eugenio Hermoso. En su haber, la Casa Museo Eugenio Hermoso cuenta con 240 obras del catálogo particular del propio pintor, así como sus utensilios de pintura, que se conservan en el mismo taller del artista. El catálogo también cuenta con un conjunto amplio de bocetos y dibujos que forman parte del archivo del futuro museo. Tras varios años de conflicto judicial, y gracias al convenio firmado entre la Diputación de Badajoz, Ayuntamiento de Fregenal de la Sierra y Fundación Eugenio Hermoso Legado Rosario Hermoso, se prevé que las obras de acondicionamiento de la casa museo culminen en 2025, lo que permitirá abrir al público el nuevo espacio museístico.

#### Museo de Arte Contemporáneo de Fregenal
El Museo de Arte Contemporáneo de Fregenal, ubicado en el convento de San Francisco, se abrió al público en febrero de 2021, con el objetivo de exhibir las obras adquiridas anualmente a través del Premio Internacional de Pintura Eugenio Hermoso, creado en 1981. Cuenta con un amplio fondo que en la actualidad exceden las 130 obras que se han ido adquiriendo en cada convocatoria, con autores destacados como Guillermo Silveira, José Carretero, Antonio Murado López, Hilario Bravo Maldonado, Leonor Solans García, Pilar Molinos o Francisco Javier Fernández. El museo cuenta con una sala de exposición permanente, una sala de exposición temporal y un aula taller, además de un conjunto de paneles expositivos, material informático con información de las obras en formato digital y cartelería en braille.

#### Caserón de las Miniaturas
En la calle Santa Clara de Fregenal de la Sierra se encuentra ubicada la exposición permanente El Caserón de las Miniaturas. Se trata de una colección particular de casas en miniatura y dioramas que creados por la autora local Encarna Caso. La muestra recoge hasta veinte casas y dioramas en escala 1:12 y 1:24 y que ha ido construyendo a lo largo de estas dos últimas décadas. Todas las piezas se exponen en dos salas de una casa solariega cuyos orígenes se remontan a los siglos XVI y XVII, un edificio con una hermosa portada blasonada y típica puerta de cantería que tras años de abandono vuelve poco a poco a la vida a través de esta exposición y las distintas actividades que se proyectarán a partir de la Asociación Cultural que se ha creado en 2020.

### Fiestas
Fregenal cuenta con las siguientes fiestas:

#### Semana Santa

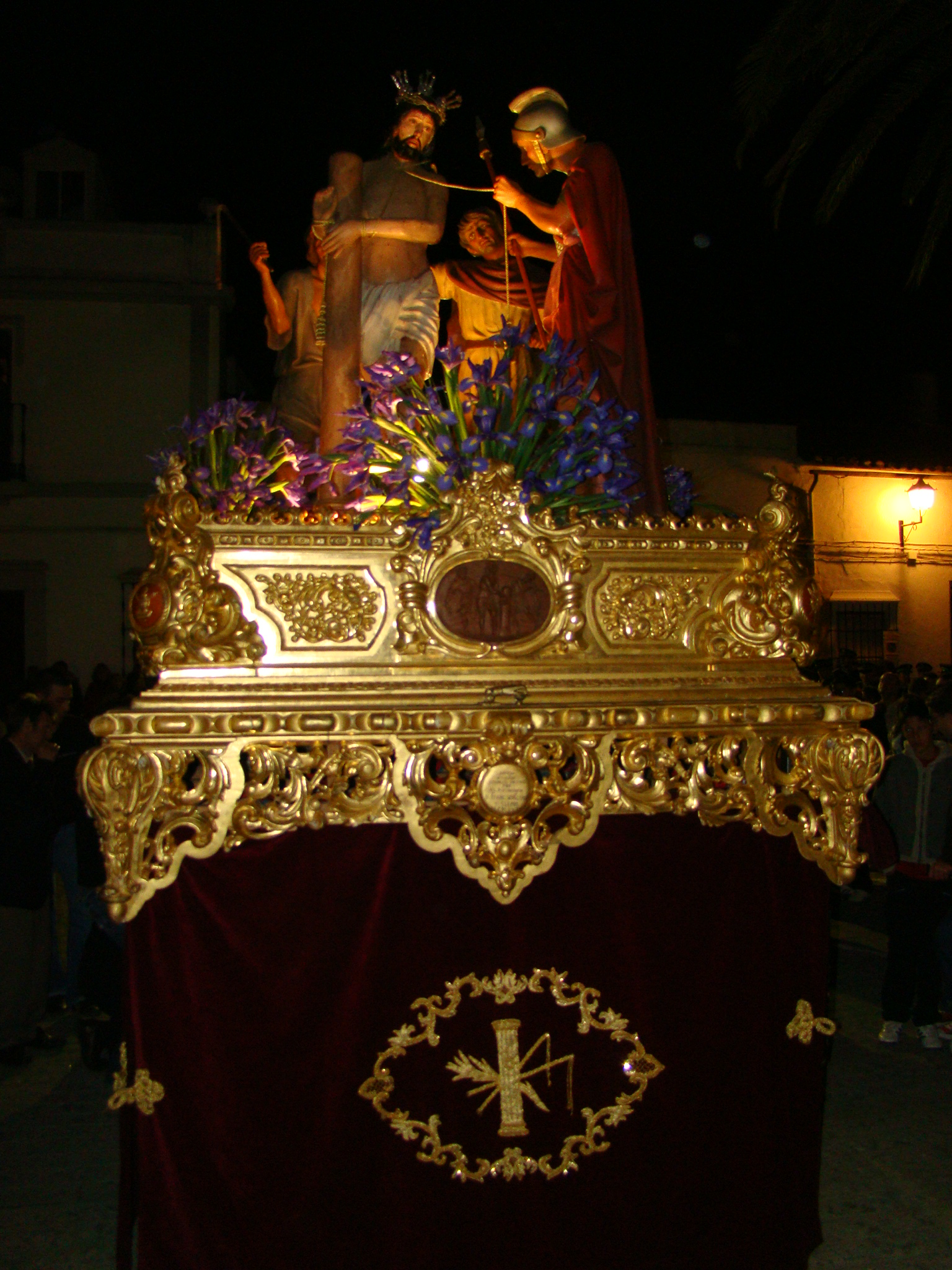
Paso principal de la Cofradía de Nuestro Padre Jesús Atado a la Columna, popularmente llamado Los Judíos

La Silueta de los nazarenos, el penetrante olor a incienso, la penumbra de los cirios y velas y un absoluto recogimiento inundan las calles de la ciudad durante los días de celebración de la Semana Santa en Fregenal de la Sierra. Una rica muestra de la imaginería frexnenese, caracterizada en su mayoría por su importancia y reconocimiento artístico. De entre las piezas destaca la Virgen de las Angustias, la más antigua entre todas. Fechada en el siglo XV, está atribuida a Mercadante de Bretaña. Con un fuerte arraigo en la tradición sacra de Sevilla, la de Fregenal conmemora la pasión y muerte de Jesucristo de una forma recatada y de profundo respeto a la Virgen María.
Culmina con el festejo de la Resurrección, de una manera muy peculiar, protagonizada por los personajes de San Juan y María Magdalena. Ambos acuden aprisa para anunciar a la Madre que Jesús ha Resucitado. La alegría de los niños, que acompañan a la pareja de discípulos, consigue sacar a María de su resguardo junto a las Madres Agustinas, llevándola de nuevo junto a su Hijo para pasear alegremente por las calles del barrio de Santa Ana.
La Semana Santa frexnense comienza con el Pregón de Semana Santa, que se celebra el Sábado de Pasión en la iglesia del convento de Nuestra Señora de la Paz, organizado por la Junta de Cofradías Penitenciales. La Junta de Cofradías está encargada de coordinar los cultos, desfiles procesionales y actos de las cinco hermandades y cofradías que la integran. En su estructura se encuentran la Cofradía de Nuestro Padre Jesús Atado a la Columna y María Santísima del Refugio, Hermandad de Nuestro Padre Jesús Nazareno y María Santísima del Mayor Dolor, Cofradía del Santísimo Cristo del Perdón y Nuestra Señora de la Angustias, Cofradía de la Santísima Virgen de la Soledad y Cofradía del Señor de los Afligidos y Jesús Resucitado. Estas son las protagonistas de los desfiles procesionales desde el Miércoles Santo al Domingo de Resurreción.

#### Fiestas patronales de la Virgen Santa María de los Remedios

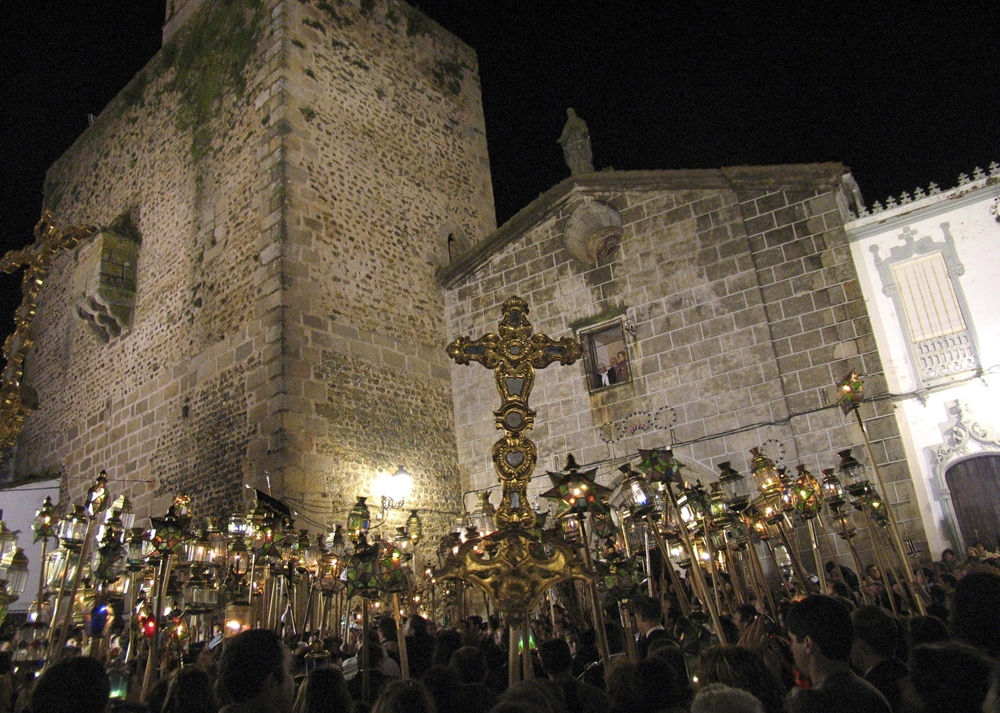
Apoteosis del Rosario del Domingo de Milagros

Las fiestas patronales de Nuestra Señora Santa María de los Remedios, la patrona de Fregenal, se celebran cada año en la ciudad extremeña. Durante prácticamente una semana se desarrollan una serie de acontecimientos de carácter religioso, cargados de solemnidad, destacando el novenario a Nuestra Señora. Los días más señalados en el calendario frexnense son conmemorados con funciones religiosas, tanto el Domingo de Milagros, víspera de la Festividad de la Virgen de los Remedios, así como el propio día de su festividad, o el Octavario, celebrado ocho días después de la fiesta mayor.
Uno de los principales escenarios de desarrollo de la festividad es el paseo de la Constitución, plaza Mayor de la ciudad, donde los frexnenses se reúnen al llegar el Domingo de Milagros. La víspera a este día es tradicional el repique de campanas anunciando la fiesta. En la noche de vísperas, la Coral Frexnense presenta anualmente el concierto inaugural de las fiestas patronales, donde tradicionalmente se interpretan las plegarias en honor de Santa María de los Remedios, que la agrupación lleva más de medio siglo cantando a la Madre de Fregenal.
El tañer desde la torre del Homenaje del castillo no cesa durante toda la jornada del domingo, desde bien temprano, con el anuncio de la solemne función del Domingo de Milagros, donde los frexnenses renuevan el Voto de 1506, una promesa de amor y gratitud a la Patrona. La festividad conmemora el milagro de la Virgen de los Remedios, que como se recuerda en el Libro de los Milagros hizo llover en medio de una terrible sequía. Desde entonces los frexnenses la elevaron a la condición de su Patrona Principal, prometiendo renovar por siempre jamás el Voto, rezando vísperas en el día santo del Domingo; y yendo en procesión, a su santa casa, el día de su Festividad, día en que se conmemora el milagro.

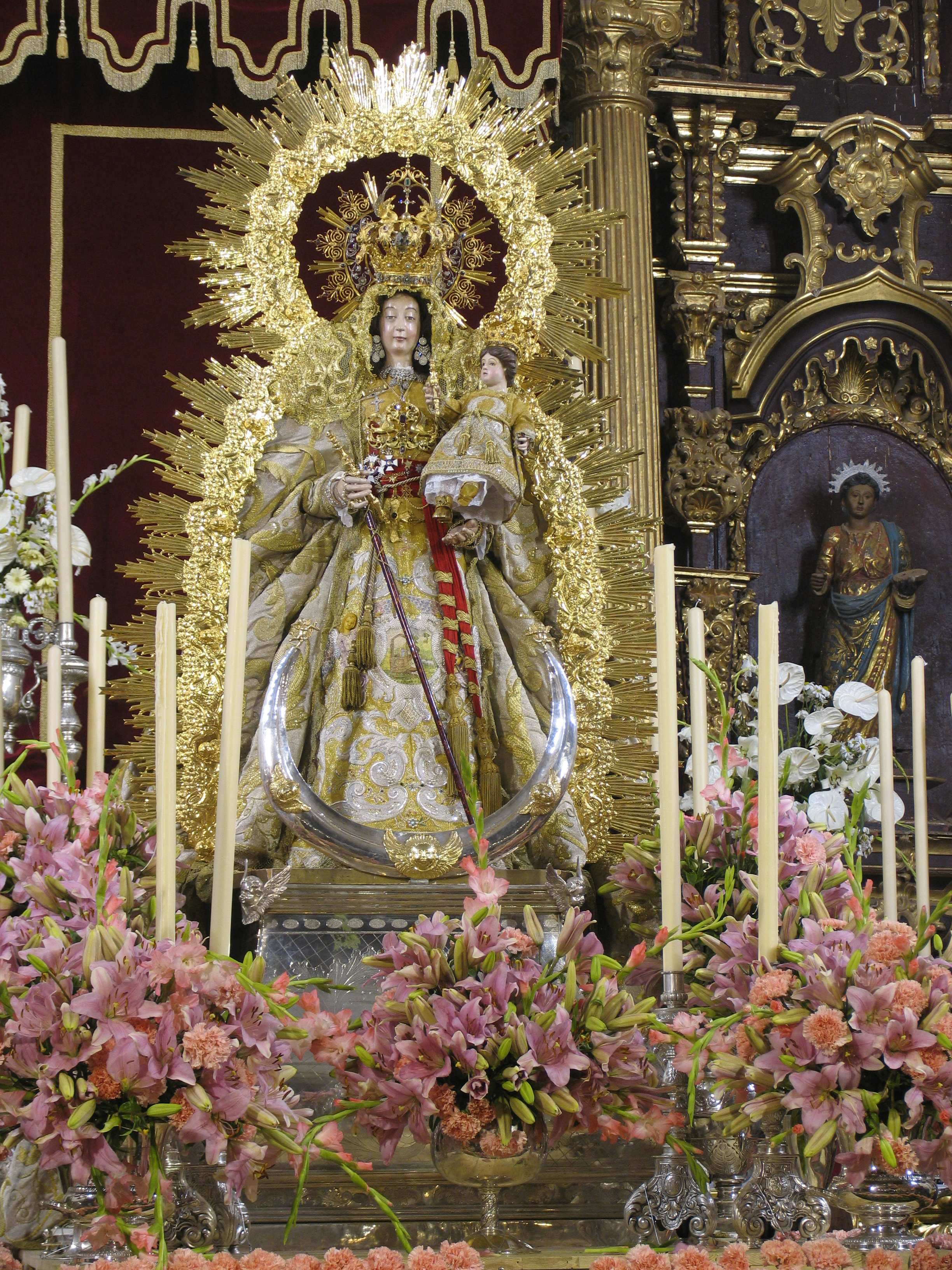
Ntra. Sra. Santa María de los Remedios, Patrona de Fregenal de la Sierra

Al caer la noche, la procesión del rosario toma las calles de Fregenal, que al ritmo del Rayo predica con luz y fuego una devoción purificada con agua venida del cielo. El bullicioso rosario visita las principales iglesias de Fregenal, con miles de personas de la ciudad y de los pueblos de la comarca, que siguen a los faroles de las tres parroquias que iluminan el camino. El son del Rayo solo se detiene ante la luz de las candelas, frente a las que se reza a la Patrona, para acabar reanudando el baile de los faroles con el tradicional Vals del Rosario, del que todos los asistentes participan. El apoteosis de esta poco habitual procesión tiene lugar frente a la iglesia de Santa María de la Plaza, la principal de la ciudad, donde por última vez se elevan las plegarias del pueblo al cielo y se cierra la fiesta con el himno que conmemora la Coronación de la Virgen de los Remedios en 1906.
Tanto la Festividad de la Virgen como el Octavario de la misma, tienen su centro de celebración en el real de la Virgen, situado a seis kilómetros de la ciudad. La mañana de la Festividad los frexnenses recorren ese camino que separa la localidad del Santuario, una procesión en la que, según el Voto, debe participar al menos un miembro de cada casa. La fiesta se desarrolla en medio de la dehesa extremeña, en una típica estampa de romería que se desarrolla en el mismo enclave desde hace más de cinco siglos. En la misma tienen un papel importante los Jateros de la Virgen que, tras interpretar el Fandango ante la Patrona, recorren las peñas de romeros; interpretando bailes típicos de la población.
Las fiestas en honor a la Patrona de Fregenal se celebran la semana siguiente a la Semana Santa, coincidiendo con la Dominica in Albis. También cada 25 años la Virgen recorre los 6 kilómetros que separan su santuario de Fregenal para celebrar el aniversario de su Coronación Canónica, un acontecimiento de gran importancia en la población y en toda la región, con participación de altas autoridades de carácter religioso, civil y militar; ya que la Virgen de los Remedios es Capitana General de las Fuerzas Armadas.

#### Festival Internacional de la Sierra

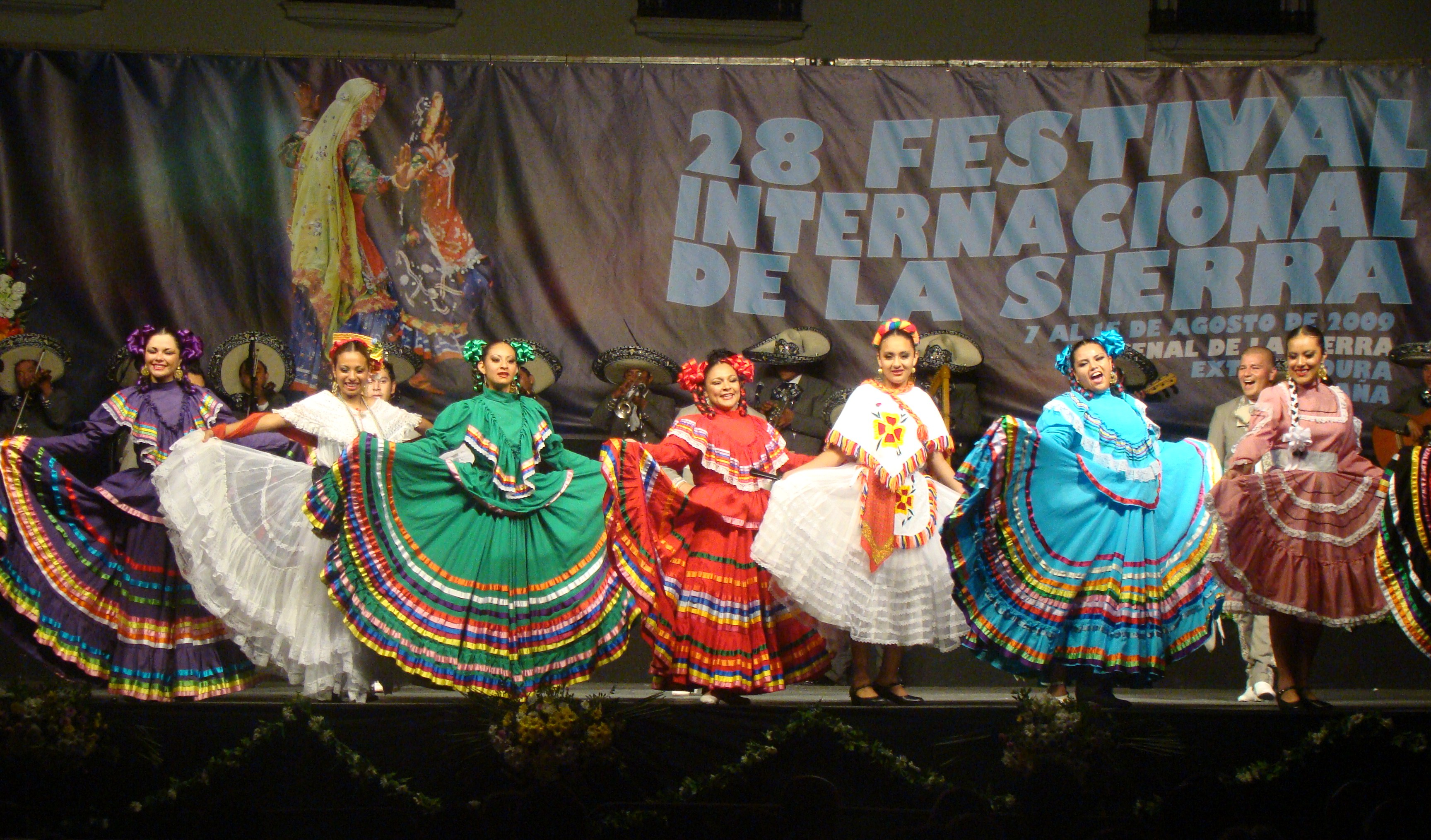
Actuación de un grupo mexicano en el escenario principal del FIS

El Festival Internacional de la Sierra (FIS) se crea en el año 1980 con el sobrenombre de Festival de Bailes y canciones Populares de Extremadura celebrándose en la ciudad de Fregenal, hoy día se celebra del 7 al 14 de agosto y es una de las Fiestas de Interés Turístico de Extremadura.
Su primera sede fue la plaza de toros de Fregenal de la Sierra. Hoy día los escenarios se reparten por diferentes lugares de la localidad como el claustro del convento de San Francisco, el paseo del Piralito, la plaza de abastos, del interior del Castillo Templario y el paseo de la Constitución junto a la iglesia parroquial de Santa María de la Plaza y el castillo templario, en el pleno centro de la ciudad. A él acuden grupos de los cinco continentes así como grupos extremeños.

#### Fiesta de la Virgen de la Salud

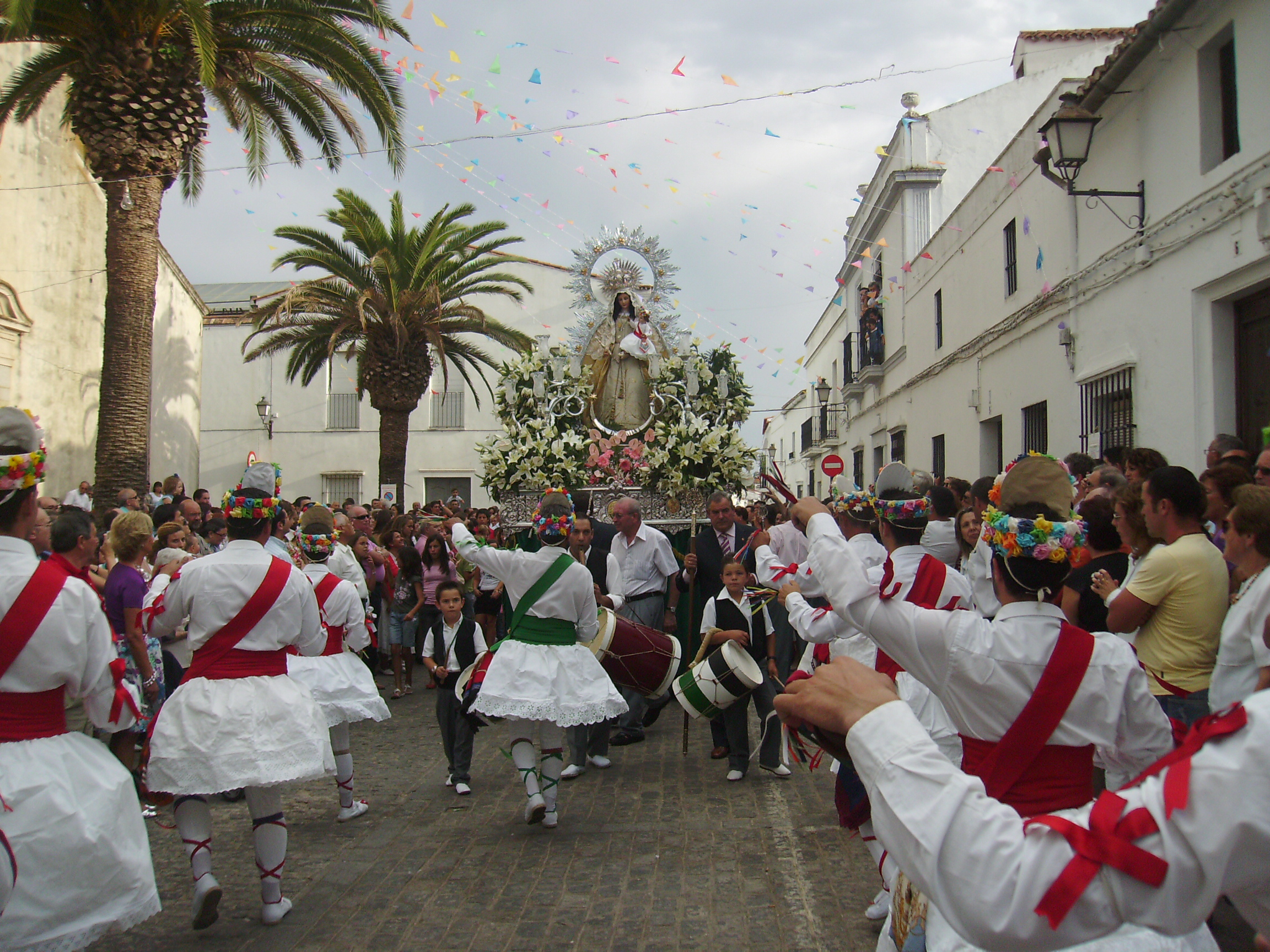
Procesión de la Virgen de la Salud por las calles de Fregenal

Desde el treinta de agosto y hasta el ocho de septiembre se celebra una de las fiestas más antiguas y genuinas de la ciudad de Fregenal de la Sierra, las fiestas en honor a la Virgen de la Salud. De ella destaca un grupo de danzantes conocidos popularmente como los Danzaores de la Virgen de la Salud que engalanados con una atractiva indumentaria protagonizan una antigua y llamativa danza ritual.
El 26 de septiembre de 2017 es declarada la Danza y la Fiesta de la Virgen de la Salud como Bien de Interés Cultural, en la categoría de Bien Inmaterial, por la Junta de Extremadura, pasando a formar parte del Registro de Bienes de Interés Cultural del Estado gestionado por el Ministerio de Educación, Cultura y Deporte, convirtiéndose en la primera declaración de este tipo en la región. 
Esta declaración convierte a la Fiesta y Danza de la Virgen de la Salud en una referencia para toda la comunidad autónoma de Extremadura, como una de las principales muestras culturales del suroeste peninsular. La propia declaración destaca «la fiesta, su danza, la hermandad, los preparativos, el tamborilero, la iglesia de Santa Catalina, la imagen de la Virgen, la subasta, la procesión, el rosario, la solidaridad entre los hermanos, que constituyen un rico patrimonio que legitima la petición no tanto por la originalidad/singularidad de este ritual festivo cuanto por estar indisolublemente unido a Fregenal de la Sierra, a su historia y a su cultura y cuya continuidad se explica con los esfuerzos sostenidos individual y colectivamente por unos actores sociales que, en última instancia, son y han sido protagonistas y responsables de que la Fiesta y la Danza de la Salud hayan llegado a nuestros días hasta conformarse como parte fundamental del patrimonio frexnense».

#### Feria y Fiestas de San Mateo
Las Ferias y Fiestas de San Mateo es una de las celebraciones que se llevan a cabo en la ciudad de Fregenal de la Sierra y está comprendida normalmente entre el 21 y el 25 de septiembre, aunque siempre se busca el fin de semana más cercano a la festividad de San Mateo. De estas fiestas destacan el pregón que inaugura las fiestas, realizados por los frexnenses más ilustres e importantes, o el rodeo realizado en el recinto ferial, así como las actividades realizadas en la caseta municipal.

#### Romería Gitana de la Virgen de los Remedios
A finales del mes de octubre, y desde hace ahora más de treinta años, gitanos procedentes no sólo de España, sino también de países como Portugal, Francia y Alemania, se dan cita en la que probablemente sea la romería gitana más antigua del nuestro país.
La romería gitana de la Virgen de los Remedios nace con el objetivo de convertirse en un punto de encuentro entre payos y gitanos, y aunque tiene una clara motivación religiosa, la convivencia y el fomento de los valores propios de esta raza son también otros objetivos.

### Gastronomía

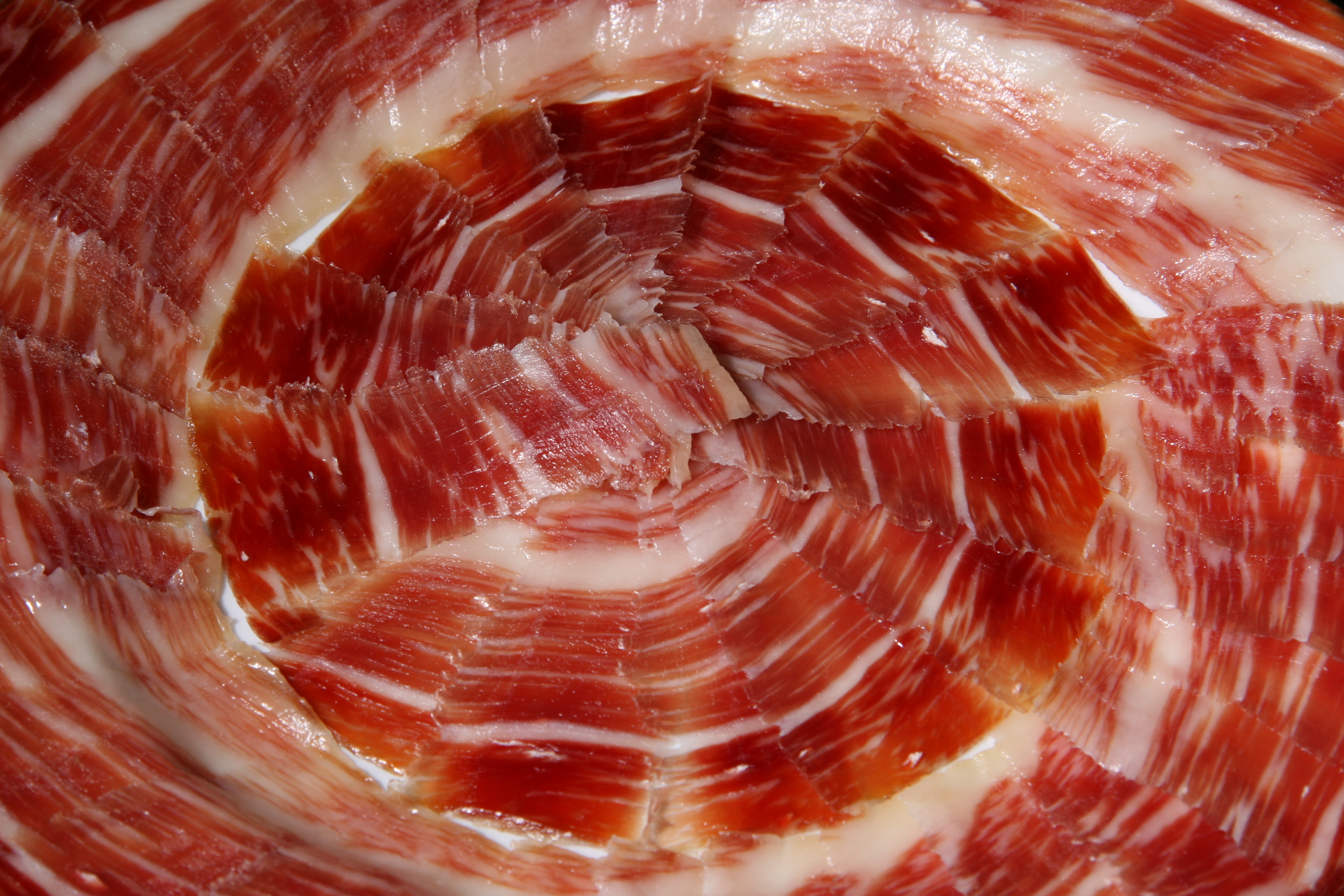
Ración de jamón ibérico de bellota

Herederos de un rico patrimonio gastronómico, en los menús locales está presente una variada gama de productos autóctonos que hacen las delicias de aquellos que los prueban por vez primera.
Aunque la gastronomía local gira en buena medida en torno al cerdo ibérico y a los productos derivados de su matanza, las alacenas locales almacenan además numerosos alimentos y bebidas procedentes del cultivo agrario y el cuidado ganadero.
Una cocina la frexnense que ha sabido conservar a lo largo del tiempo los platos más tradicionales.

#### El cerdo ibérico
Sustento principal desde antaño de gran parte de la población, la crianza y matanza del cerdo ha producido una amplia gama de productos derivados del mismo. Una exquisita chacina cuyo colofón es marcado por el jamón ibérico.
Indiscutible rey de la gastronomía de la zona, la producción del jamón y resto de productos chacineros, aún conserva el saber tradicional a pesar de su vanguardista industrialización. Su prestigio es tal, que ha conseguido el reconocimiento de denominación de origen Dehesa de Extremadura.
En respuesta a las necesidades del mercado, se producen jamones de diferentes categorías en función de la forma de alimentación de los animales. Los llamados «de bellota o montanera» son aquellos que se han alimentado de forma tradicional, es decir, en montanera. Los de «recebo» se refieren a los que después de un tiempo en montanera, finalizan su engorde con pienso y por último los alimentados en establos, que se conocen como «pienso».

#### Platos típicos
La población se encuentra salpicada por numerosos bares, restaurantes y tiendas donde se puede degustar una amplia muestra de la comida y bebida local.
Para los desayunos y almuerzos, aún se siguen elaborando las migas, sopa seca de pan a la que se le suele añadir sal, pimiento y ajos. El típico guarrito frito y el bacalao, tanto frito como «engazpachao» son unos excelentes aperitivos, que a menudo van acompañados de chacina y quesos de la zona. En cuanto a guisos, se destacan la caldereta y la mandanga, elaborada esta última con los revoltillos y patas de cordero. Para refrescarse en los meses más calurosos, el gazpacho es una excelente opción.
En cuanto a la repostería, pestiños, flores, magdalenas y perrunillas son algunos de los ejemplos más populares. Recomendables son también los artesanales dulces conventuales que elaboran las Madres Agustinas del convento de Nuestra Señora de la Paz desde el siglo XVI. Entre ellos cabe destacar los corazones de almendra, nevaditos, pastas de Santa Rita, perrunillas y bizcochos; que han sido reconocidos como mejor producto extremeño del año 2020. En Navidad también elaboran mazapán con frutas escarchadas, mantecados de almendra o tronco de mazapán. Por otra parte, para los paladares más refinados es aconsejable probar los afamados piononos, merengues y pastelillos ingleses de las prestigiosas confiterías de la ciudad como Risco, que fue nombrada casa oficial de dulces de Alfonso XIII.
Reconocidos caldos, tanto tintos como blancos envejecen en las bodegas de la ciudad. Cualquier comida o aperitivo que se preste, es acompañado por estos excelentes vinos, siendo los más conocidos los «vinos de pitarra». Además, las bellotas de la dehesa no sólo sirven de sustento al cerdo ibérico, sino que es también utilizada para elaborar el licor de bellota.

### Medios de comunicación
Fregenal de la Sierra es una población donde los medios de comunicación transcienden sobre todos los actos de relevancia llevados a cabo en la ciudad.
El primer medio de comunicación que se dio en Fregenal fue el histórico Eco de Fregenal, fundado en 1880 por Manuel de Velasco y Jaraquemada, marqués de Riocabado, y por Luis Romero y Espinosa, folclorista de origen frexnense. Su primera edición se llevó a cabo el 1 de marzo de 1880 con una tirada de 2000 ejemplares y cinco números mensuales. Desde 1880 hasta 1906 se dio la mayor concentración de publicaciones como El Eco de Fregenal (1880), Boletín Literario del Eco de Fregenal (1882),El Folklore Bético-Extremeño (1883), El Folklore Frexnense (1883), El Serrano (1883), La Jeringa (1883), Extremadura Literaria (1884), El Amigo de la Verdad (1885), La Ilustración Extremeña (1886), El Frexnense (1887), La Ganga (1887), El Anunciador Extremeño (1890), El Eco de Fregenal (segunda época) (1894), La Voz de Fregenal (1894), El Nene (1896), El Látigo (1898), El Serrano (segunda época) (1901), La Semana (1904), El Frexnense (1905), El Heraldo Extremeño (1906), Gente Nueva (1906) y El Centenario (1906). Posteriormente, durante el resto del siglo XX, se perdió el gran número de publicaciones, realizándose solo un pequeño número de publicaciones como El Defensor (1911), El Homenaje (1923), Marmita Escolar (1971) o La Encina y el Olivo (1979).
Fregenal de la Sierra siempre ha poseído un corresponsal en el Diario de Extremadura Hoy, desde la creación del medio en 1933. En octubre de 1995 nace Televisión Fregenal, primer medio de comunicación audiovisual dado en Fregenal. El primer programa realizado en dicha televisión fue un debate televisado entre los representantes políticos del Ayuntamiento de Fregenal. Posteriormente Televisión Fregenal ofreció de nuevo un programa en directo desde la iglesia de Santa María de la Plaza, coincidiendo con la Misa concelebrada del Domingo de Milagros, dentro de las fiestas de la Virgen de los Remedios. Esta retransmisión se repitió posteriormente año tras año emitiendo en directo a todos los frexnenses la misa de mayor importancia del año. Televisión Fregenal, durante los años de duración, se convirtió en un medio comprometido con la sociedad frexnense, acercando la vida política y social al pueblo y realizando diferentes programas en directo anuales, como los relacionados con la Navidad u otras fiestas de Fregenal.
En la actualidad Fregenal cuenta con diferentes medios de comunicación como ZF Televisión, cadena de ámbito local para Zafra y Fregenal con una programación totalmente volcada con los diferentes acontecimientos realizados, como la Navidad, Semana Santa, las fiestas patronales; así como todos los demás actos desarrollados. Dicha cadena de televisión es la heredera del proyecto de Televisión Fregenal desde noviembre de 2012. En la prensa local está Hoy Fregenal, un periódico virtual con una edición en papel mensual creado en 2010, como primer hiperlocal del proyecto presentado por el Diario de Extremadura Hoy para los pueblos y ciudades de la región. Hoy Fregenal realiza un seguimiento diario de los actos de Fregenal, fiestas y acontecimientos políticos, sociales, culturales y deportivos.